# 新世紀GPXサイバーフォーミュラ
『新世紀GPXサイバーフォーミュラ』（フューチャーグランプリ サイバーフォーミュラ、Future GPX Cyber Formula）は、架空のモータースポーツを描いた1991年に放送されたサンライズ製作のテレビアニメ、およびその後発売されたアニメーションシリーズ、ラジオ、小説、ゲームなどの作品。略称は『サイバー』、『CF』。

## 作品解説
水素エンジンや常温超伝導モーターなどの無公害エンジンとナビゲーション用人工知能を搭載した車による、F1とは別カテゴリーの自動車レース「サイバーフォーミュラ」が人気を集めている近未来、父が開発したサイバーフォーミュラマシン「アスラーダ」に偶発的に操縦者として登録されてしまった主人公 風見ハヤトがサイバーフォーミュラグランプリに参戦し、挫折と勝利を繰り返しながら成長していく物語。
1991年放送のTVシリーズは2015年、続編のOVA『11（ダブルワン）』から『SAGA』までは2016年 - 2020年を舞台に、風見ハヤトを主人公として第10回 - 第15回サイバーフォーミュラ（以下、CF）ワールドグランプリ参戦チームの1つ、スゴウアスラーダ（スゴウグランプリ・スゴウウィナーズ）の視点から主に描く。
OVA『SIN』は2021年 - 2022年の第16回 - 第17回CFワールドグランプリを舞台に、ブリード加賀（加賀城太郎）を主人公とし、サーキットの若き帝王と呼ばれるようになったハヤトとの壮絶な死闘を描く。
その後、最終シリーズから20年以上経過した現在でも、新作ゲームやフィギュア、玩具などが継続的に発売されており長期間に渡って根強い人気を誇る非常に稀な作品である。
企画当初は子供向けの要素が強く、「人工知能を持つ車が丁々発止しながら、障害物レース的な変な場所を走っていく」という作風だった。『マッハGoGoGo』のような作品になる予定で、TVシリーズでのレースはサーキットや市街地コースだけでなく、グラベル路面や氷上を走ることから「モータースポーツのトライアスロン」と評していた。しかし、F1ブームから本格的なレース物に変更された。近未来的なカーデザインは『マクロスシリーズ』のバルキリーで知られる河森正治が担当した。
テレビシリーズでは『魔神英雄伝ワタル』と同じくレッドカンパニーが制作に関与し、同社の吉川兆二がシリーズ構成のディレクションを担当した。吉川によると、スポンサーのタカラは「金曜日の放送でレースをやって、その優勝した車を土曜日に発売したい」という意向を持っていた。しかし吉川は「ロボットものより車ものの方が画力が問われる」として、レースは1か月に1回が限界ということになり、年間10レースということになった。どこで誰が勝つかということや最終的な順位表は、最初に作られた。
監督の福田己津央（TVシリーズは福田の初監督作品である）と脚本の両澤千晶、音楽の佐橋俊彦（ともに『SAGA』以降）、メカニカル作画担当の重田智（『ZERO』以降）といった制作スタッフは、本作から『GEAR戦士電童』（2000年）を経て『機動戦士ガンダムSEED』（2002年）へとつながる。これらの作品では、重田特有の火花を散らすエフェクトが使用されている。『ZERO』以降には「#ゼロの領域」が登場した。

### キャスティング
TVシリーズの主人公ハヤト役には、本作が初主演となる金丸淳一が選ばれた。オーディション当時、男性声優が14歳の少年役を演じたアニメは少なく、前番組の『魔神英雄伝ワタル』の主人公ワタル役も田中真弓が務めていたことから、ハヤト役も同じく女性声優である安達忍が演じるものと思われていた。だが、男性声優である金丸もテープオーディションに参加させてみてはどうかという声がサンライズ社内から上がり、当初は社内で異論があったものの、最終的にテープオーディションを通じて金丸が選ばれた。

### 人気
『魔神英雄伝ワタル』、『魔動王グランゾート』、『魔神英雄伝ワタル2』と3年間続いたロボットアニメで成功を収めた放送枠でのスタートとなったが、視聴率および関連玩具の売り上げは振るわず、本来は4クールで全50話程度を1年かけ放送する予定だったが、ほぼ3クール（9か月）の放送、全37話で打ち切りとなった。特に玩具の売り上げ不振は深刻で、結果的にタカラがメインスポンサーを降板したため、打ち切りを余儀なくされている。なお、日本テレビが世界陸上競技選手権大会・東京大会を独占中継したため、その開催期間である8月下旬に2回放送休止している。
TVシリーズは商業的には失敗したが、ストーリーが短縮された結果、内容が凝縮された終盤の熱い展開が、玩具の対象年齢外の中高生以上の層から大好評を博し、読者投票による1991年度の第14回アニメグランプリでは『ふしぎの海のナディア』など同じ年の他作品をおさえて作品賞ほかを受賞するなど、打ち切りの結果に終わったアニメではあったが、素晴らしい評価と多くの幅広いファンを手に入れた。以後媒体をOVAへと移行し、翌1992年の『新世紀GPXサイバーフォーミュラ11（ダブルワン）』から2000年の『新世紀GPXサイバーフォーミュラSIN』完結に至るまで、10年間に渡り新作シリーズが1年も途切れることなくリリースされ続ける異例のロングランシリーズとなった。
OVAシリーズを含め、作品の展開はDVD登場以前のVHSビデオとLDが映像ソフト市場を形成していた時期だったが、通常LD版のほうが売れ行きの良いアニメ市場において、VHS版の売れ行きがLD以上に良かったという。これはメインのファン層が女性であり、この当時女性のアニメファンが所有するAV機器はVHSデッキのみであることが多かったという事情によるものである。
監督の福田己津央によると『11』や『ZERO』の頃はアンケートの男女比が「女8、男2」だったそうであるが、『SAGA』で「半々」になったため、『SIN』では「男向け」に制作されたという。

## シリーズ作品
※各シリーズの表記は以下の順になっている
- シリーズ タイトル（話数、放映局、放映日、または発売時期）

### TVシリーズ
- 新世紀GPXサイバーフォーミュラ（全37話、日本テレビ系列）（1991年3月15日 - 12月20日放送）
- 新世紀GPXサイバーフォーミュラ グラフィティ（全1話）（1992年8月発売）

### OVAシリーズ
- 新世紀GPXサイバーフォーミュラ11(ダブルワン)（全6話）（1992年11月1日 - 1993年6月1日発売）
- 新世紀GPXサイバーフォーミュラZERO（全8話）（1994年4月1日 - 1995年2月1日発売）
- 新世紀GPXサイバーフォーミュラ EARLYDAYS RENEWAL（全2話）（1996年4月 - 6月発売）
TVシリーズに新作カットを加え、一部ストーリーを変更した再総集編。「SAGA」発売に先立ちハヤトとアスラーダの関係を再確認するというコンセプトにて製作された。VHS/LDにて発売。後にBlu-ray BOX「新世紀GPXサイバーフォーミュラ BD ALL ROUNDS COLLECTION 〜OVA Series〜」に映像特典として再録されている。
- 新世紀GPXサイバーフォーミュラSAGA（全8話）（1996年8月1日 - 1997年7月2日発売）
- 新世紀GPXサイバーフォーミュラSIN（全5話）（1998年12月21日 - 2000年3月17日発売）
DVD版発売時に当初、VHS/LD版には無かった最終話エンディングが追加収録された。これを以って正式な最終話とされている。また、Blu-ray BOX発売時に次回予告の映像が変更された（音声はオリジナルがそのまま使用されている。オリジナルの次回予告は映像特典として収録）。

### メモリアルビデオ
- 新世紀GPXサイバーフォーミュラ 新たなる挑戦者 7Days Memorial
PlayStationゲーム『新世紀GPXサイバーフォーミュラ 新たなる挑戦者』の内容を振り返るメモリアルビデオ。当初VHSのみの発売だったが、後に『新世紀GPXサイバーフォーミュラ 新たなる挑戦者 Collector's Edition』としてゲームと当作品DVD版のセット商品が発売された。

### カセット/ラジオ/CDドラマ
- 新世紀GPXサイバーフォーミュラ アニメイトカセットコレクション (全5巻、1993年～1994年、アニメイト)
- 超音速伝説サイバーフォーミュラ LEGEND OF RACERS （全2話）
- 新世紀GPXサイバーフォーミュラ PICTURELAND （全6話、1994年、ラジオ関西系ラジオ番組「ピクチャーランドCLUB」内にて放送）
- 新世紀GPXサイバーフォーミュラ ZERO SPECIAL TALK カセット (1995年、学研)
- 新世紀GPXサイバーフォーミュラ SAGA OTHER ROUNDS COLLECTION （全5話、1996年7月 - 12月にかけて文化放送系ラジオ番組「久川綾のSHINY NIGHT」内にて放送）
- 新世紀GPXサイバーフォーミュラ SAGA II OTHER ROUNDS COLLECTION （全5話、1998年7月 - 12月にかけて文化放送系ラジオ番組「久川綾のSHINY NIGHT」内にて放送）

### PlayStation 2用ゲームによる続編
非公式なものではあるが、PlayStation 2用ゲーム『新世紀GPXサイバーフォーミュラ Road To The INFINITY 2』では第18回（2023年）大会が、『新世紀GPXサイバーフォーミュラ Road To The INFINITY 3』では第18回（2023年）大会に加え、第19回（2024年）大会がシナリオモードにてプレイできるようになっている。これらのゲームの製作にあたっては本編の制作スタッフも協力しているが、発売元であるサンライズインタラクティブとしてはあくまで「非公式な続編」というスタンスを採っている。

## 作品タイムライン
太字はアニメ作品。斜体はその他の各種メディア作品。（ ）内は該当話数。

### 第10回大会（2015年）
■TV「新世紀GPXサイバーフォーミュラ」
- 地方予選 / 富士岡サーキット（#1 - #4）
- 日本予選 / ニセコサーキット（#6 - #8）

- 第1戦 / アメリカ・サウス・リムシティ グランドキャニオンレースコース（#10 - #11）
⇒アメリカ・サバイバルレース（#13）

- 第2戦 / ペルー・クスコからラパスにかけて[注 2]（#15 - #16）
- 第3戦 / ブラジル・ニューリオデジャネイロ市街地サーキット（#17 - #19）
- 第4戦 / カナダ・ジャスパーマリーンレイクサーキット（#23）
- 第5戦 / イギリス・ポストブリッジ空港特設サーキット（#25 - #26）
- 第6戦 / ノルウェー・スバーティースンサーキット（#28）
⇒ギリシャ - スイス - フランス・ファイアーボール（アテネからパリ凱旋門）（#29 - #30）

- 第7戦 / ケニア・ナイロビタンザニアナショナルパークコース（#31 - #32）
⇒SUGOアスラーダバンドコンサート＜企画CD「新世紀GPX サイバーフォーミュラ THE 雷舞(live)」

- 第8戦 / スペイン・バルセロナ ブルーサーキット（#33）
- 第9戦 / ドイツ・ベルリンドーム内サーキット（#34）
- 最終戦 / 日本・ニセコサーキット、ロードコース[注 3]、富士岡サーキット（#36 - #37）
⇒第10回大会総集編＜総集編アニメ「新世紀GPXサイバーフォーミュラ グラフィティ」＞
⇒第10回大会再編集版＜OVA「新世紀GPXサイバーフォーミュラ EARLYDAYS RENEWAL」＞
⇒第10回大会ブリード加賀名場面集＜キャラクターCD「新世紀GPX サイバーフォーミュラ ブリード加賀 HEART AND SOUL」＞
⇒大会直後＜小説「新世紀GPXサイバーフォーミュラ1 ブラックアスラーダ」＞
⇒アオイフォーミュラ主催 年忘れパーティ＜企画CD「新世紀GPXサイバーフォーミュラ THE 宴会(party)」＞

### 第11回大会（2016年）
⇒開幕記念セレモニー＜企画CD「新世紀GPXサイバーフォーミュラ 麗VIEW(review)・一幕 - 二幕」＞
■OVA「新世紀GPXサイバーフォーミュラ11」
- 第1戦 / ブラジル・カンポグランデサーキット（#1）
⇒アメリカ・プラヤ デル レイ＜ドラマCD「超音速伝説サイバーフォーミュラ LEGEND OF RACERS II RAINY NIGHT」＞

- 第2戦 / アメリカ・マンハッタン島市街地サーキット（#1）
- 第3戦 / カナダ・コバルトサーキット（#1）
⇒シュトロゼック・プロジェクト優勝祝賀会＜キャラクターCD「新世紀GPXサイバーフォーミュラ ハイネル＆グーデリアン GOOD FELLOWSHIP＞

- 第4戦 / オーストラリア・シドニーサーキット（#1）
- 第5戦 / イギリス・ソールズベリーサーキット（#2）
⇒日本・スゴウテストコース（#3）

- 第6戦 / アフリカ・ジンジャントロプスサーキット（#4）
⇒第6戦後＜キャラクターCD「新世紀GPXサイバーフォーミュラ ナイト・シューマッハ THE TRUTH＞

- 第7戦 / フランス・ル・マンサーキット（#5）
- 第8戦 / ドイツ・ベルリンドーム内サーキット（#5）
- 第9戦 / スペイン・バルセロナ ブルーサーキット（#5）
- 最終戦 / 日本・葛城サーキット（#5 - #6）
⇒第10回大会直後 - 第11回大会短編集＜漫画「新世紀GPXサイバーフォーミュラ」著：七瀬みく＞

### 第12回大会（2017年）
⇒バレンタインデー・サイドストーリー＜漫画「Valentine Wars(パロメディア 94年2月掲載)」著：七瀬みく＞
⇒開幕記念・モナコ・モンテカルロ市街地コース＜ドラマCD「超音速伝説サイバーフォーミュラ LEGEND OF RACERS I スペシャル・レース・イン・モナコ」＞
■ドラマCD「新世紀GPXサイバーフォーミュラ PICTURELAND I - V」
- 第1戦 / アメリカ・マンハッタン島市街地サーキット（#I - #II）
- 第2戦 / カナダ・コバルトサーキット（#II - #III）
- 第3戦 / ブラジル・カンポグランデサーキット（#III）（#IV＜？時期詳細不明＞→この時点から2012年 - 2013年の回想へ）
- 第4戦 / アフリカ・ジンジャントロプスサーキット（#V）

■OVA「新世紀GPXサイバーフォーミュラZERO」
- 第5戦 / イギリス・ソールズベリーサーキット（#1）
- 第6戦 / スペイン・バルセロナ ブルーサーキット（#1）
- 第7戦 / フランス・ル・マンサーキット（#1）
- 第8戦 / ドイツ・インゴルシュタットリンクサーキット（#1）
- 第9戦 / フィンランド・ヘルシンキサーキット（#1）
- 第10戦 / ロシア・モスクワ市街地サーキット（#1）
- 第11戦 / オーストラリア・シドニーサーキット（#1）
  - ⇒第5戦 - 第11戦のサイドストーリー＜ドラマCD「新世紀GPXサイバーフォーミュラ PICTURELAND VI ZEROの幻影」＞
- 最終戦 / 日本・葛城サーキット（#1）

### 第13回大会（2018年）
- 第1戦 / ブラジル・カンポグランデサーキット（#2）
  - ⇒第1戦予選のサイドストーリー＜漫画「風を感じて…(ぽっけ in Pocke 94年7月掲載)」著：七瀬みく＞
- 第2戦 / アメリカ・マンハッタン島市街地サーキット（#2）
- 第3戦 / カナダ・コバルトサーキット（#2）
  - ⇒第3戦～第4戦の間のオフ＜漫画「夏のから騒ぎ(パロメデイア 94年7月掲載)」著：七瀬みく＞
- 第4戦 / イタリア・サンマリノサーキット（#2）
- 第5戦 / フランス・ル・マンサーキット（#3）
- 第6戦 / イギリス・ソールズベリーサーキット（#4）
- 第7戦 / ノルウェー・スバーティースンサーキット（#4）
- 第8戦 / ドイツ・インゴルシュタットリンクサーキット（#5）
- 第9戦 / スペイン・バルセロナ ブルーサーキット（#5）
- 第10戦 / アフリカ・ジンジャントロプスサーキット（#5）
- 第11戦 / 中国・香港市街地サーキット（#6）
- 最終戦 / 日本・富士岡サーキット（#7 - #8）

### 第14回大会（2019年）
■ドラマCD「新世紀GPXサイバーフォーミュラSAGA OTHER ROUNDS COLLECTION 1 - 3」
- 第1戦 / アメリカ・マンハッタン島市街地サーキット（#1）
- 第2戦 / ブラジル・リオデジャネイロキットサーキット（#1）
- 第3戦 / カナダ・モントリオールサーキット（#1）
- 第4戦 / フランス・ル・マンサーキット（#2）
- 第5戦 / スペイン・バルセロナ ブルーサーキット（#3）
- 第6戦 / ドイツ・インゴルシュタットリンクサーキット（#3）
- 第7戦 / イタリア・サンマリノサーキット
- 第8戦 / イギリス・マンチェスター空港サーキット
- 第9戦 / 南アフリカ・キンバリーサーキット
- 第10戦 / 中国・香港市街地サーキット
- 第11戦 / 日本・葛城サーキット

■OVA「新世紀GPXサイバーフォーミュラSAGA」
- 最終戦 / オーストラリア・シドニーサーキット（#1）

### 第15回大会（2020年）
- 第1戦 / アメリカ・マンハッタン島市街地サーキット（#2）
- 第2戦 / ブラジル・カンポグランデサーキット（#3）
- 第3戦 / カナダ・ジャスパーマリーンレイクサーキット（#3）
- 第4戦 / フランス・サルテサーキット（#3）
- 第5戦 / スペイン・カタロニアサーキット（#4）
- 第6戦 / ドイツ・アウクスブルグサーキット（#5 - #6）
- 第7戦 / イタリア・サンマリノサーキット（#6）
- 第8戦 / イギリス・ポストブリッジ空港特設サーキット（#6）
- 第9戦 / 南アフリカ・キンバリーサーキット（#6）
- 第10戦 / 中国・香港市街地サーキット（#6）
⇒開幕前 - 第11戦のサイドストーリー＜ドラマCD「新世紀GPXサイバーフォーミュラSAGA OTHER ROUNDS COLLECTION 4 I WILL BE BACK」＞

- 第11戦 / 日本・湾岸特設サーキット（#6 - #8）
- 最終戦 / オーストラリア・シドニーサーキット（#8）
⇒大会直後＜ドラマCD「新世紀GPXサイバーフォーミュラSAGA OTHER ROUNDS COLLECTION 5 SAKURA」＞
⇒大会直後＜ドラマCD「新世紀GPXサイバーフォーミュラSAGA INSPIRE I - II」＞
⇒アメリカ大陸横断特別レース・EXTREME SPEED＜PlayStationゲーム「新世紀GPXサイバーフォーミュラ 新たなる挑戦者」＞
（ストーリーを振り返る、メモリアルビデオ『新世紀GPXサイバーフォーミュラ 新たなる挑戦者 7Days Memorial』も発売されている）

### 第16回大会（2021年）
⇒開幕前・サイドストーリー＜漫画「ON AND ON-どこまでも続く未来へ-(コミックV POWER! 97年7月掲載)」著：七瀬みく＞
■ドラマCD「新世紀GPXサイバーフォーミュラSAGA II OTHER ROUNDS COLLECTION 1 - 4」
- 第1戦 / アメリカ・マンハッタン島市街地サーキット（#1）（#2＜？時期詳細不明＞）
- 第2戦 / ブラジル・カンポグランデサーキット
- 第3戦 / 南アフリカ・キンバリーサーキット
- 第4戦 / カナダ・コバルトサーキット（#3）
- 第5戦 / フランス・ル・マンサーキット（#3）
- 第6戦 / ドイツ・アウクスブルグサーキット
- 第7戦 / イギリス・ポストブリッジ空港特設サーキット
- 第8戦 / スペイン・バルセロナ ブルーサーキット（#4）
- 第9戦 / イタリア・サンマリノサーキット（#4）
- 第10戦 / 中国・香港市街地サーキット
- 第11戦 / オーストラリア・シドニーサーキット

■OVA「新世紀GPXサイバーフォーミュラSIN」
- 最終戦 / 日本・富士岡サーキット（#1）

### 第17回大会（2022年）
- 第1戦 / アメリカ・フロリダ フォートワーススピードウェイ（#1）
- 第2戦 / ブラジル・リオデジャネイロキットサーキット（#2）
- 第3戦 / アルゼンチン・パラナ河沿岸特設サーキット（#3）
- 第4戦 / カナダ・コバルトサーキット（#4）
- 第5戦 / フランス・サルテサーキット（#4）
- 第6戦 / ドイツ・アウクスブルグサーキット（#4）
- 第7戦 / イギリス・ポストブリッジ空港特設サーキット（#4）
- 第8戦 / スペイン・カタロニアサーキット（#4）
- 第9戦 / イタリア・サンマリノサーキット（#4）
- 第10戦 / 中国・深圳サーキット（#4）
- 第11戦 / オーストラリア・シドニーサーキット（#4）
- 最終戦 / 日本・新東京GIOサーキット（#5）
⇒大会直後＜ドラマCD「新世紀GPXサイバーフォーミュラSAGAII OTHER ROUNDS COLLECTION 5 ジャガーのエンブレム」＞

### 第18回大会（2023年）
■PlayStation 2ゲーム「新世紀GPXサイバーフォーミュラ Road To The INFINITY 2 - 3」
※OVA『新世紀GPXサイバーフォーミュラSIN』最終話エンディングで描かれている世界観が、シナリオモードにてプレイ可能（ゲームのみの非公式ストーリー）

### 第19回大会（2024年）
■PlayStation 2ゲーム「新世紀GPXサイバーフォーミュラ Road To The INFINITY 3」
※シナリオモードにてプレイ可能（ゲームのみの非公式ストーリー）

## 登場人物

### ドライバー
〔〕は所属チーム。数字はそのチームに所属した年度
風見 ハヤト（かざみ はやと）
声 - 金丸淳一（タイトルコールも兼任、幼少期：安達忍）
〔スゴウアスラーダ 2015 - 2017 ⇒ スゴウウィナーズ 2018 - 2019 ⇒ スゴウグランプリ 2020 - 2021 ⇒ スゴウGIOグランプリ 2022 - 〕
本作の主人公。身長152cm(2015年時)→168cm(2022年時)。主なニックネームは「牛若丸」。2001年3月28日生まれ、血液型はA型。特技は誰とでも友達になれる（と本人は思っている）、趣味はバイクに乗ること。
輸送中のトラブルで偶然アスラーダのドライバーとして登録されグランプリに参戦（TVシリーズ）、2015年開催の第10回世界選手権の第5戦イギリスGPにおいてポールトゥーウィンで初優勝を飾ると、父を失ったショックを始め数々の苦難を乗り越え初年度での総合優勝を飾る。翌2016年（『11』）は序盤、ディフェンディングチャンピオンという立場へのプレッシャーでスランプに陥り、復調後の中盤以降もシューマッハとの激闘となったが総合優勝を果たし、ダブルワンチャンピオンとなる。2017年の第12回では開幕4連勝を飾ったが第5戦イギリスGP（『ZERO』冒頭）に「ゼロの領域」に足を踏み入れランドルと大クラッシュし重傷を負い、一時引退するも翌年の第5戦フランスGPより復帰。加賀との死闘を経て「ゼロの領域」を克服する。2020年（『SAGA』）には「アルザード事件」を乗り越え、4年ぶり3度目の総合優勝。翌2021年も連覇を飾り無敵の強さを示すと「サーキットの若き皇帝」とまで呼ばれるが、2022年（『SIN』）には加賀との壮絶な一騎討ちを繰り広げたが、惜しくも敗れた。
TVシリーズから『11』までは明るく活発な少年だったが、『ZERO』での大怪我を乗り越えた頃から徐々に落ち着いた性格へと成長していく。ただしレースに対しては熱く負けず嫌いな性格で、成績が低迷すると周囲に当たるなど多少自分勝手な面もあった。難点は、相手を意識しすぎるところだった。『SIN』ではそれも乗り越え、心身共に大人へと成長し絶対的王者となっている。CDドラマなどでは天然ボケが目立つ。恋愛に関してはあすか以外には無関心で疎い。『SIN』のラストであすかと結婚した。
第10回GPX1位（43P）、第11回GPX1位（46P）、第12回GPX3位（40P）、第13回GPX4位（37P）、第14回GPX2位（54P）、第15回GPX1位（64P）、第16回GPX1位（76P）、第17回GPX2位（70P）。総合優勝4回、通算81戦34勝、430ポイント（2022年まで）。勝ち星が飛びぬけて多く、勝率が4割を超えている傑出したドライバーであることがわかる。総合優勝を複数回達成しているドライバーは風見の他、設定上ジョン・クリーブとピタリア・ロペ（各2回）のみで、この点でも風見の総合優勝4回という記録はずば抜けている。加えて、タイトルを獲得できなかった年の年間ランキングでも、中盤戦からの出場だった第13回のランキング4位が最低となっている。
菅生 修（すごう おさむ）/ ナイト・シューマッハ（Knight Shoemach）
声 - 速水奨（TV版のナレーションも兼任）
〔ユニオンセイバー 2015 ⇒ アオイZIPフォーミュラ 2016 ⇒ スゴウグランプリ（監督）2017 - 〕
ニックネームは「超音速の騎士」。1994年8月9日生まれ、身長182cm。血液型はB型。特技は高飛車な忠告、趣味は変装。
元はミッシングリンクのF1ドライバーだったが、素性を隠しCFに参戦。デビュー戦となった開幕戦アメリカGPを制し、続く第2戦ペルーGPも2位に着け、一躍チャンピオン候補となるが、第3戦と第4戦の間に負傷し離脱。F1に復帰するも、この負傷が原因で視神経に異常を来たしていたことを知る。自身にレーサーとしての余命が少ないことを悟り、ハヤトにレーサーとしての厳しさを教えるため、2016年（『11』）の第5戦イギリスGPからCFに復帰。第5戦からの参戦であるにもかかわらず、5戦で4勝を挙げチャンピオン争いに加わる。最終戦日本GPでは視神経の限界のためレース終盤から目を瞑ったまま、サイバーシステムの音声ガイドのみを頼りに走るという離れ業を見せ、最終コーナーまでトップを争いつつ4位完走を果たした。
レーサーとして数々の実績を残しており、相当な自信家。『11』でシューマッハとして再登場した際は、高飛車な挑発で度々ハヤトを激昂させた。レーサーとしての技術は相当のものであり、正攻法はもちろん、ランドルに対する予選の妨害やスタートでのフェイントなどダーティーな一面も見せ、ハヤトが真のレーサーになるための超えるべき存在としてあらゆる手を見せた。『11』の2016年最終戦を終えるとそのまま引退し、『ZERO』においてはスゴウチームの監督となる。一時は失明寸前にまで減退した視力は、その後の医療技術の進歩によって大幅に改善。『SAGA』では監督を兼務したままテストドライバーをこなせるほどに回復し、自らガーランドを駆りテストランとは言えブランクがあったとは思えないテクニックでハヤトを翻弄した。
カセット・CDドラマではタイミングのいい電話や説教癖をネタにされていた。シューマッハ時代のサングラス（にあやかったもの）は、『ZERO』以降もユニオンから偽名で参戦した選手が着用する（ただし正体を隠す役には立っていない）などの形でたびたび登場する。それを見た時はらしくなく激高しコミカルな一面を垣間見せた。
初期設定では『前年度チャンピオン』であり、放送開始時期のアニメ雑誌や、サウンドトラックCDのブックレット内でもそう紹介されている。カーナンバーが1番なのはこの設定の名残。
名前の由来はミハエル・シューマッハ。名字だけでなく「シュー（修）がマッハで走る」と二重の意味で引っ掛けている（ただし、苗字の英語綴りは「Schumacher」ではなく「Shoemach」であり、ミハエル・シューマッハはドイツ人なのに対し、ナイト・シューマッハはイギリス国籍となっている）。まだ頭角を表す前のシューマッハの名前を採用したものだが、当人のF1デビューは本作スタッフの予想以上に早かったという。TVシリーズ終盤では、放送当時のミハエル・シューマッハの所属チームであるベネトンにいる描写がある。
第10回GPX3位（40P)、第11回GPX3位（43P）。通算9戦5勝、58ポイント。CFに参戦したのは9戦のみだが通算5勝し、風見ハヤトすら上回る勝率を誇る。デビュー戦での優勝は、他にランドル、フリッツしかなく（フリッツは後に成績抹消）、2位も日吉と加賀のみである。さらに、入賞したレースで表彰台を逃したのは第11回最終戦日本GPのみである。怪我がなければ優勝候補の1番手になれた実力者。
新条 直輝（しんじょう なおき）
声 - 緑川光
〔アオイフォーミュラ 2015 - 2019 ⇒ ユニオンセイバー 2020 - 2022 ⇒ アオイZIPフォーミュラ 2023 - 〕
1998年10月28日生まれ。身長175cm。血液型はB型。あだ名の変遷が激しく天才 → 地味な天才、若武者 → 落ち武者（アンリ曰く）と落ちていった。特技は茶道(実家が茶道家元)、趣味はスキー、ジェットスキー。
風見と同じくTVシリーズ第10回選手権でデビュー。日本人で最も期待されたドライバーであり、初入賞も初表彰台も初優勝も、それぞれ1戦ずつ風見より早かった。しかし第3戦、第5戦、第6戦と優勝を目前にしながら風見らの追い上げに焦り自滅するレースを重ねると、第7戦アフリカGPにBチームに落とされてしまう。エリートが故、当初は葵今日子と一緒で未熟な風見に対して嫌味ばかり言っていたが、この挫折を機に性格が一変。努力家で浮き沈みが激しく、「新条＝苦難、不幸」が定番となった。プライドの高さはランドルに匹敵し上述の挫折の際はメカニックなど周囲に当たり散らしては無謀なレースを繰り返し負けを重ね、みきや加賀に叱咤されて立ち直っていたが、その後総合優勝を飾ったのはハヤトとランドル両名が途中離脱した第12回大会のみであり、アオイ上層部はこれをあまり評価しておらずむしろ彼のレーサーとしての能力を懐疑的に見るようになり、2020年の第15回選手権開幕前（『SAGA』序盤）にアオイチームの新オーナーとして現れた名雲によりチームを解雇された際には、自分1人で立ち直って修行のためにみきと共にアメリカへ渡って行った。その第15回選手権の第11戦日本GPでユニオンセイバーより復帰し、名雲が持ち込んだアルザードを下して復帰戦を見事優勝で飾り、以後は表彰台の常連となる。
アオイの中でもエリートとしてCFに参戦したため、当初は風見のことを侮るなど見下していたが、風見が凄まじいスピードでトップドライバーとして上り詰めていく一方で、新条は努力しても成果が出ず、落ち込んでは周囲の人間に慰めてもらい立ち直り、しかし良い結果は出ず…と心の弱さが大成を阻んでいた。ここ一番という場面でのミスや他車との接触、あるいはマシンを壊すという場面もみられ、第10回の第7戦アフリカGPでは、トップチェッカー目前でガス欠となり、ファイアースペリオンG.T.Rを自分で押して5位フィニッシュという壮絶な一幕があった。しかし『SAGA』でアオイを解雇されて渡米し、レースの本場を経験することで精神的に大きく成長。『SAGA』終盤でのCF復帰後は常に優勝争いに加わり、風見の強力なライバルとなる。その後、第18回でみきとともに4年ぶりにアオイに復帰する。
スゴウのチーフメカニックだった城之内みきとは、シリーズを重ねるにつれて公私共に欠かせないパートナー（当人らは「相棒」と称している）となり、そしてお互い恋愛感情を持っている。実家が茶道の家元であるため茶道の経験もあり、冬はちゃんちゃんこを愛用。
ワールドチャンピオン経験者であり他の年もある程度の結果は残しているがいまいち目立たない。第12回でチャンピオンを獲得したが、アオイ上層部からは「風見とランドルが大クラッシュして長期欠場となったことから、取れて当然というべきタイトル」とされておりさほど評価されておらず、前述のマシンを押してのフィニッシュも「みじめで無様な醜態」と見る向きも多い。実際、アオイでは加賀とシューマッハの在籍時は実力的意味も含め、セカンドドライバーとして位置づけられることが多く、第13回終盤にもいったんは新条解雇という話が持ち上がっていた。だがマシン性能の問題を除けば互角に戦えるドライバーであることは間違いなく、秀才としての実力は彼らも含めて誰もが認めるほどである。第11回と第17回では未勝利でシーズンを終えているが、第10回は10戦中9戦に入賞し全戦で完走（厳密には2戦リタイアしているが、共に規定周回数を満たしていたため完走扱い）、第11回では10戦全て入賞、9戦で表彰台に立つなど、入賞率と完走率は全体的に非常に高い。
第10回GPX2位（41P）、第11回GPX2位（45P）、第12回GPX1位（68P）、第13回GPX5位（35P）、第14回GPX5位（36P）、第15回GPX8位（14P）、第16回GPX3位（54P）、第17回GPX4位（35P）。総合優勝1回、通算82戦11勝、328ポイント（2022年まで）。堅実な走りで着実に入賞を重ねるのが持ち味で、スポット参戦だった第15回以外はいずれもランキング5位以内で終えており、デビューからの3年は総合2位、2位、1位と風見に次ぐ成績と言える。チームメイトが加賀、シューマッハ、ランドルと速いドライバーばかりなのも目立たない原因で、実際にチャンピオンをとった時のチームメイトはレンツだった。
加賀 城太郎（かが じょうたろう）/ ブリード加賀（Bleed Kaga）
声 - 関俊彦
〔アオイZIPフォーミュラ 2015、2018 - 2020、2022〕
ニックネームは「サーキットの野生児」「サーキットの渡り鳥」「極楽鳥頭(アンリ曰く)」など。1996年4月1日生まれ。身長172cm。血液型はA型。特技はそろばん1級、趣味は車のワックスがけ。
『SIN』では主人公。逆立った原色の派手な髪が特徴。クラッシュレースではかなり有名な孤高のレーサーで、ハヤトとは少女誘拐事件で初めて出会う。その後は助っ人キャラクター的な扱いであったが、2015年の第10回選手権・第7戦アフリカGPからCFに参戦。しかししがらみを嫌って同年最終戦日本GPで今日子の指示に反して故意にリタイア、以後インディーに転進する。2年連続チャンピオンを獲得した後、2018年（『ZERO』）にCFに復帰し、初のシーズンフル参戦。ハヤトと「ゼロの領域」で戦い、終生のライバルとなる。2022年の第17回選手権（『SIN』）でハヤトと死闘を繰り広げ、それに打ち勝ちチャンピオンタイトルを獲得。その後はCFを引退し、インディへ戻っていった。
荒っぽくダーティーなドライビングを持ち味としながら技術は高く、『11』ではスーパーアスラーダ01で走りながらハヤトのスーパーアスラーダAKF-11を上回るタイムを出し、『ZERO』では新条の解雇がかかった1戦で新条のサポートに徹し、マシンをあの手この手で操り、上位マシンを軒並みリタイヤさせた。しかし一見乱暴な走りばかりと思われがちだが、勝負所を見極めるタイプでもあり、『SIN』以外では勝機の薄い無謀な勝負はほとんど避け、堅実な面を多く見せている。
飄々とした人懐っこい性格でハヤトの兄貴分の存在であり、加賀もハヤトのことを弟のように思っていたが、『ZERO』でハヤトが「ゼロの領域」に目覚め、それを克服したことで、ハヤトを良き友人であり、良きライバルとして見るようになる。TVシリーズの最初の頃は金にうるさい描写が多かったが、後にはそれほどでもなくなった。乱気流や埃を使ったダーティーなプレイもあった。
派手な出で立ちとは裏腹に照れ屋で女性に対しては割と奥手であり、今日子の事はアオイの女王様と茶化し距離を取りつつも付き合いが長くなるにつれて無意識に一人の女性として意識していたらしく、SIN終盤では凰呀を壊してでも自分をレースに出すまいとする今日子の思いを受けとめた。
かつて加賀とともに「ゼロの領域」に踏み込んだ相沢英二とのクラッシュがトラウマとなっていたが振り切る。その相沢の息子の北斗との会話では復帰を示唆する内容も。
第10回GPX7位（16P）、第13回GPX2位（61P）、第14回GPX4位（43P）、第15回GPX4位（33P）、第17回GPX1位（72P）。総合優勝1回、通算40戦9勝、225ポイント（2022年まで）。見た目のドライビングスタイルとは裏腹に完走率が高いドライバーである。初めてフル参戦した2018年以降も2021年はアオイの出場停止があったため、フル参戦した年数は4年に留まる。2020年と2022年にも1戦欠場している。
カール・リヒター・フォン・ランドル（Karl Lichter von Randoll）/ プリンス・ローゼンクロイツ（Prince Rosenkreuz）
声 - 松岡洋子
〔ユニオンセイバー 2015 -、2018のみローゼンクロイツでの出場〕
2001年7月7日生まれ。身長158cm(2015年時)。血液型はAB型。ニックネームはその芸術的な走りから「サーキットのアマデウス」。趣味はバイオリン演奏。
あらゆるスポーツ大会で優勝を総なめにしては短期間で飽き次を探すを繰り返してきた天才児で、2015年（TVシリーズ）の第10回選手権・第6戦ノルウェーGPからシューマッハの後釜として、ハヤトと同じ14歳の最年少ドライバーとしてCFにデビュー、CF史上初となるデビュー戦でのポールトゥーウィンという華々しいデビューを飾った。さらに次戦アフリカGPも優勝し、「デビューから2連勝」の記録も作った。いずれの記録もフリッツが「3連続」を記録したことで一旦は上回られたが、フリッツは後に成績抹消となったため、現時点ではいずれもランドルが唯一の記録者である。また初期の頃は予選で特に強さを見せ、（シーズンを跨いで）5戦連続を含む、デビューから11戦で8回獲得するなど量産した。
あすかに一目惚れし、ハヤトをライバル視したことがCFに参戦した当初の動機で、その頃はハヤトを自分より劣る凡百のレーサーと見下しあすかのキスをかけて彼とレースを行う等、女性に対しては紳士的でありながらやや軽薄な性格であったが、その勝負に敗れるとあすかへの思いはそのままにCFに本格的に取り組むようになる。その後あすかはハヤトと結ばれ思いが報われる事はなかったが、それでもあすかへの積極的なアプローチは後年まで続けハヤトが拉致された際は億単位の金を動かし彼を探し出し、報酬としてあすかの頬へのキスを獲得した。（『11』）には開幕当初は選手権をリードしたものの、その後シューマッハの策略に度々はトレースを重ね、前年同様に最終戦までタイトル争いには加わったもののタイトルを逃している。2017年第5戦イギリスGP（『ZERO』冒頭）にハヤトとクラッシュし彼ほどではないしても重傷を負い両親の説得もあり一度は引退するが、翌年の最終戦日本GPにおいてチームごと買収し、ゴーグルで顔を隠してプリンス・ローゼンクロイツという偽名で復帰。以後、ユニオンのオーナー兼ドライバーとして参戦する。速いが爆発力に欠けるためチャンピオン経験はない。ユニオンのエンジンがスゴウへ提供されたが、それは彼の差金によるものであった（表向きは技術提携ということになっている）。
家はオーストリア皇室に連なる貴族であり、ランドル自身もオーストリア皇太子をいとこに持つ侯爵である。お坊ちゃまゆえの我侭もあるが、女性に対しては紳士。ミッドナイトレースで遭難していた新条とみきを助けるなど意外に友情にも厚い。ハヤトに対しても、TVシリーズの最終戦日本GPで認めて以後は、『11』や『SAGA』でハヤトが成績低迷で周囲に当たるたびに登場しては苦言を呈し、遠回しに励ましている。ランドル本人は『11』においてシューマッハに圧倒されたことでスランプに陥ったことがあるが、ハヤトやグレイスンの叱咤もあってそれを克服して以後は「挫折を経験したことのない天才」という弱点が消えるとともに、予選で1アタックのみ行うような以前の極端な不遜さも影を潜め、真摯にレースに取り組むようになった。
当初は言葉遣い、物腰、作法、どれをとってもお坊ちゃまで、レース中にピットインしてはティータイムを楽しむほどのマイペースぶりだったが、『SAGA』の頃になると言葉使いに粗野が目立ち、ピットインでのティータイムでは一気に飲み干しカップを放り投げて行くなど、少し乱雑な性格になり始めている。
第10回GPX3位（40P)、第11回GPX4位（42P）、第12回GPX6位（22P）、第13回GPX（Pなし）、第14回GPX3位（51P）、第15回GPX2位（62P）、第16回GPX2位（56P）、第17回GPX3位（37P）。総合最高位2位、通算78戦10勝、295ポイント（2022年まで）。その速さに比べ意外と勝っていない。ここぞというバトルに弱いという印象はぬぐえない。総合優勝がないだけでなく、ハヤトよりも総合順位で上回ったことがない。シリーズ終盤には「無冠の帝王」と呼ばれる。ユニオンセイバーもチームとして1度も総合優勝を果たしていない。
ジャッキー・グーデリアン（Jackie Gudelhian）
声 - 島田敏
〔スタースタンピード 2012 - 2015 ⇒ シュトロゼック・プロジェクト 2016 ⇒ シュトルムツェンダー 2017 - 〕
ニックネームは「走る星条旗（設定のみ）」「ハイテクのカウボーイ」など。1995年5月1日生まれ、血液型はO型。特技はロデオ、趣味はスポーツ全般（特に乗馬）。
アメリカ出身のドライバーでワイルドな走りを得意とする。反面単独スピンもあり自滅も多い。2016年（『11』）にはライバルのハイネルの誘いに乗ってシュトロゼックに加入、2019年（『SAGA』冒頭）の第14回大会で念願のチャンピオンを獲得する。
根っからの陽気。3枚目だがプレイボーイでいつも女性を連れているが、綾やルイザには敬遠されている。ハイネルとはよくケンカをするが、互いに信頼しているため深刻な事態にはならない。現役ドライバーの中でCF参戦歴が最も長い。
ハヤトのことは「サムライボーイ」と呼ぶ。『ZERO』ではその単純な性格を利用されてアンリの口車にまんまと嵌り、ハヤトのことを周囲を巻き込みかねない危険なドライバーだと非難し、ブーツホルツと乱闘騒ぎまで起こしてしまうが、進化し続けるハヤトの走りを目の当たりにして実力を認めなおした。
トランクスは星条旗模様。実家はスーパーマーケットチェーンを経営しており、ポイントが貯まるとグーデリアンのサインが貰える（あまり評判は良くない）。
モデルはナイジェル・マンセル。名前は当時のF1ドライバー、マウリシオ・グージェルミン。
第7回GPX5位、第8回GPX5位、第9回GPX4位、第10回GPX6位（22P）、第11回GPX5位（33P）、第12回GPX2位（55P）、第13回GPX6位（34P）、第14回GPX1位（71P）、第15回GPX3位（51P）、第16回GPX5位（31P）、第17回GPX5位（31P）。総合優勝1回、通算111戦11勝、328ポイント（2022年まで、第10回以前の優勝数、ポイントは不明のため含まず）。百戦錬磨だがドライビング自体は昔と変化がない。以前はハイネルと、『SAGA』あたりからはランドルとよく絡んでリタイアすることが多く、第11回第9戦スペインGPではランドルとの大クラッシュで負傷し、最終戦日本GPを欠場する羽目になった。第11回以降は必ず1勝は挙げており、第17回でも風見と加賀以外で唯一1勝している。
フランツ・ハイネル（Franz Heinel）
声 - 置鮎龍太郎
〔所属不明 2011 ⇒ ZIPレーシング 2012 - 2014 ⇒ S・G・M 2015 ⇒ シュトロゼック・プロジェクト（監督兼マシンデザイナー ⇒ 兼ドライバー）2016 - 2019 ⇒ シュトルムツェンダー 2020 - 2021 ⇒ ドライバー引退、監督兼マシンデザイナーに専念 2022 - 〕
1994年12月23日生まれ、血液型はAB型。特技は語学、ボクシング、料理、趣味は壺の収集。
ドイツの自動車会社シュトロブラムス社の御曹司。同社の系列チームであるS・G・Mに移籍した2015年の第10回大会（TVシリーズ）では自ら設計したリニアホイール搭載車であるサイレントスクリーマーβで参戦し、サバイバルレースとなった第3戦ブラジルGPを制し、第4戦カナダGP終了時点ではポイントリーダーだったが、中盤以降はリタイアが続きポイントをなかなか上乗せできず、この年はランキング5位で終わった。
2016年の第11回大会（『11』）では自分のチームシュトロゼックを結成。犬猿の仲というべきグーデリアンをドライバーに迎え、ローリングコクピットマシン、シュティールを開発する。この年は監督兼マシンデザイナーとなっていたため、ドライバーとしては最終戦日本GPで負傷欠場したグーデリアンの代走としてスポット参戦したのみだが、5位入賞している。翌年から2021年の第16回（『SIN』冒頭）で引退するまでの5年間は再びドライバーとして参戦した。
「走る精密機械」「プロフェッサー」の異名をとり、テレビシリーズでは前年までの戦績から「完走率NO.1」と紹介されていたが、意外に熱くなりやすい性格で劇中ではリタイアも多かった。ランキングでグーデリアンを上回る年もあり、第13回大会でも中盤まではポイントリーダーに立つなど、加賀、アンリと三つ巴の優勝争いに加わるなど、ドライバーとしても有能。だが監督兼デザイナー兼ドライバーはきついようで、後年は尻すぼみだった。しかし、2019年（『SAGA』冒頭）の第14回大会では、ハイネルが開発したシュティールHG-165を駆るグーデリアンが、チャンピオンを獲得する。
普段は髪を逆立てているが、マシンに乗る時はヘルメットをかぶるために下ろしている。設定上は「伊達メガネ」ということになっていたが、レース中もメガネあるいはスポーツゴーグル（『SAGA』）を着用しているため、真偽は不明。優しい顔立ちにコンプレックスを持っているため、眼鏡と眉間の皺で故意にキツイ顔を作っている。妹のリサには頭が上がらない。
グーデリアンさえ関わらなければ穏やかかつ理知的な性格で、『ZERO』においてアンリがハヤトの悪評を広めようとした際にも中立的な態度で接しており、ハヤトを非難するようなことはしなかった。
多才すぎて飛びぬけなかった例といえる。自分で製作したマシンを自分でテストできる優位性があるのだが、イマイチ有効に活用できていない。
同じデザイナーとしてクレアが気にかかっているが、彼女の思考にはついていけない。
モデルはアラン・プロスト。
第7回GPX6位、第8回GPX9位、第9回GPX3位、第10回GPX5位（24P）、第11回GPX10位（2P）、第12回GPX4位（38P）、第13回GPX3位（39P）、第14回GPX8位（16P）、第15回GPX6位（24P）、第16回GPX6位（24P）。総合最高位3位、通算101戦3勝、167ポイント（2021年まで、第10回以前の優勝数、ポイントは不明のため含まず）。
大友 譲二（おおとも じょうじ）
声 - 富田晃介
〔アルバトロスDDT 2014 - 2015 ⇒ （CF引退、解説者を経てラリードライバーに）〕
1997年1月1日生まれ、血液型はO型。趣味はプロレス。
新条が優勝した2015年の全日本グランプリで2位となり、新条、風見とともにその年の第10回世界選手権からCFに参戦（TVシリーズ）。オフロードコースでは強く、「サーキットの自然児」「オフロードの鬼」といった異名を持つが、サイバーシステムに頼らないという無謀なことをしていたため、世界選手権において成績は振るわなかった。第9戦ドイツGPで風見と共に大クラッシュを起こし、全身の負傷によりレースへの復帰が困難となり以後はCFから身を引く（なお、大友が所属していたアルバトロスDDTチームも2019年をもってCFから撤退している）。回復後はリポーター業を経て、(CFが第11回よりオフロード撤廃になったこともあり)CFを断念後、ラリードライバーとして復帰。パリダカ参戦を経て、WRCでもタイトル争いに絡むなど大成している。
『11』では成績低迷で悩むハヤトにアドバイスするために登場した。『ZERO』ではオープニングの映像には登場したが本編には現れず、以降のシリーズでは登場していない。
北海道出身で鞄にはいつも食べ物（乳製品）が入っている。
第10回GPX9位（9P)、最高位4位。
エデリー・ブーツホルツ（Edelhi Bootsvorz）
声 - 龍田直樹
〔ミッシングリンク 2015 - 2022 ⇒ スゴウGIOグランプリ 2023 - 〕
1993年8月8日生まれ、血液型はO型。特技は料理（ピロシキが得意）、趣味はダーツ。
F1レースの事故で左目、左腕を失ったが義眼、義手をつけてレーサーとして復帰。その恩義からミッシングリンクのスミスの悪事に手を貸し、アクシデントを装ったクラッシュを目論んでアスラーダを狙っていたがことごとく失敗。菅生修とのマッチレースを境に改心し、レースに全力を注ぐ。ミッショネルは目立った最新技術もなくエンジンパワーも劣り、他のトップチームには性能で差をつけられているが、ブーツホルツは第16回大会でランキング4位に入るなど度々上位に食い込む。毎年必ず一度は表彰台に上がり、第12回（『ZERO』1巻）の第10戦母国ロシアGPではグランプリ初優勝を飾った。またこれに先んじて、この年の開幕前に開催されたモナコでのエキジビジョンレースでは、上位陣が総崩れしたことも相まって優勝している。CFでは最年長ドライバーで大ベテランと言っていいが、第17回大会時点でもまだ29歳で、本人は40歳（2033年）まで走ると宣言。第18回大会からスゴウに移籍した。ニックネームは「独眼竜」「いぶし銀」など。
当初は不気味な雰囲気を漂わせていたが、スミスと手を切ってからはベテランとしての落ち着いた存在感を見せている。昔気質の義理堅い性格で、『ZERO』ではハヤトを非難するグーデリアンに対しレースに危険はつきものであることを説いてハヤトを庇う。当初は義眼・義手が大型でサイボーグのような外見だったが、『SAGA』で最新技術を駆使したものに取り替えられ、より違和感のない外見に変わっている。
酔うとコサックダンスを踊る。
ジョセフィーヌというネコを飼っている。
修やクレアとはF1時代からの友人で、『SIN』の最後では2人でシューマッハのサングラスをかけ修をからかっていた。修とは誕生日が1日しか違わず日付をまたいでお互いの誕生日を祝ったことがある。
モデルはないが、名前は当時のF1ドライバーティエリー・ブーツェンから。
第10回GPX8位（15P）、第11回GPX6位（23P）、第12回GPX5位（37P）、第13回GPX7位（25P）、第14回GPX6位（21P）、第15回GPX5位（29P）、第16回GPX4位（34P）、第17回GPX6位（26P）。総合最高位4位、通算92戦1勝、210ポイント（2022年まで）。
ピタリア・ロペ（Pitalia Lope）
声 - 西村知道
〔ZIPレーシング 2008 ⇒ コーイヌールレーシング 2009 - 2011 ⇒ A・G・S（ドライバー 2012 - 2015 ⇒ ドライバー引退、監督に 2016 -) 〕
1985年4月7日生まれ、血液型はO型。特技は1000回腕立て伏せ、趣味は骨董品集め。
第7回（2012年）大会と第9回（2014年）大会でチャンピオンとなった経歴を誇り、母国ブラジルでは「ブラジルの星」と呼ばれている。
ディフェンディングチャンピオンとして臨んだ2015年の第10回大会（TVシリーズ）では第2戦ペルーGPを制したものの、中盤以降マシン性能で劣勢に立たされた。最終戦日本GPまでしぶとく逆転連覇の可能性を残していたが、その最終戦で加賀との3位争いの末にリタイア。この年限りでドライバーとして引退して、以後は所属チームであるA・G・Sの指揮を執り後任として日吉を迎え入れる。後にその日吉に見切りをつけニナとアンダーソンをチームに迎え入れるが、ランキングでは日吉に上をいかれている。ニナやアンダーソンの成績を見ると日吉を切ったのは失敗だった。日吉も飛びぬけたドライバーではないが、第11回以降はマシンの性能に問題があるのも歴然としており、第14回に至ってはノーポイントだった。
モデルは当時のF1でブラジルの英雄だったネルソン・ピケ。
第3回GPX11位、第4回GPX4位、第5回GPX20位、第6回GPX（Pなし）、第7回GPX1位、第8回GPX3位、第9回GPX1位、第10回GPX4位（28P）。総合優勝2回。
アンリ・クレイトー（Henri Claytor）
声 - 結城比呂
〔セオドライトT.T 2017 ⇒ スゴウグランプリ 2018 - 2021 ⇒ スゴウGIOグランプリ 2022 ⇒ ミッシングリンク 2023 - 〕
フランス出身。2003年6月6日生まれ、血液型はAB型。特技は振りむいたら別人、趣味は彫刻。
幼い頃のトラウマからハヤトを敵視しており、2017年の第12回第5戦イギリスGP（『ZERO』冒頭）でのハヤトとランドルの大クラッシュの原因を作る（しかし、このレースでは前年まで予選落ちの常連だった、弱小チームのセオドライトで5位入賞した。セオドライトは同年撤退しているが、風見が翌年から2年間所属するスゴウウィナーズの母体となった）。性格の表裏が激しくスゴウ移籍後もそれは変わらず、色々問題を起こしていた。風見のサポートもあり、デビュー2年目の第13回大会（『ZERO』）でフランス人として3人目となるチャンピオンタイトルを獲得するも以後は尻すぼみで、性格の問題もあり2022年限りでチームから放出され、ミッシングリンクに移籍する。スゴウ時代からレオンとは争いが絶えない。
幼い頃からCFの最年少チャンピオンを目指して父親と二人三脚でトップレーサーを目指すが、ハヤトがアンリよりも先に最年少チャンピオンになったことで父親から見限られる。その恨みからハヤトを敵視していた。ハヤトと2人きりになると暴言を吐いたり、ハヤトの悪評を広めるなどのほか、他の人物に対しても表面上は素直な少年を演じているものの、裏では嘲笑するなど、極端な二面性のある人物だった。『ZERO』終盤でハヤトに「何のためにレースを走るのか」ということを気付かされて改心し、以後は打って変わってハヤトに心酔する。これ以降は好き嫌いをはっきり表に出すようになり、好きな人物には素直な少年、嫌いな人物にはキツイ態度を隠さず出すようになっている。特にハヤトに近付く者に対しては、たとえあすかであっても邪魔をするなど極端である。篠原めぐみとはハヤトのことでいつも争っている。
彫刻が趣味で恨みを込めて彫る。
2019年オフ（『SAGA』1巻）では麻疹にかかりテストを病欠したことがあり、第16回ではスキーで骨折して第3戦南アフリカGPを欠場した。
第12回GPX10位（3P）、第13回GPX1位（62P）、第14回GPX7位（19P）、第15回GPX7位（22P）、第16回GPX7位（15P）、第17回GPX7位（20P）。総合優勝1回、通算71戦3勝、141ポイント（2022年まで）。下位チームからトップチームに移った数少ないドライバーの一人だが、その性格が成長の妨げになっているのは明らか。それでも1度のチャンスを生かしたのだから幸運ではある。
フィル・フリッツ（Phill Fritz）
声 - 私市淳
〔アオイZIPフォーミュラ 2020 ⇒ （ドライバー引退、メカニックに）〕
2001年2月14日生まれ、血液型はA型。特技は我慢すること、趣味は絵を描くこと。
『SAGA』で名雲がNASCARから連れてきたアメリカ出身の新人。デビュー戦となった第15回選手権・開幕戦アメリカGPの予選でコースレコードを出し、決勝はそのままポールトゥーウィンを飾った。その後も驚異的な走りで5戦で4勝を挙げる破竹の快進撃を見せたが、それはアルザードに搭載されていたバイオコンピュータが、「αニューロ」と呼ばれる神経系新薬を投与されたフリッツの体を操縦した結果もたらされたものであり（第4戦フランスGPでは「αニューロ」のトラブルでリタイアしている）、そこにフリッツの意思は存在しなかった。NASCARで味わった成績低迷による惨めな思いを繰り返したくなかったフリッツは、名雲の言うとおりにアルザードに乗っていたが、それを知った風見や今日子の説得により、次第に名雲と自分の行動に疑問を抱くようになる。第11戦日本GPでは名雲が風見を拉致した際、風見の救出に大いに貢献し、アルザードがアスラーダを破壊しようとするプログラムを発動させた際は、命がけでこれを停止させ、その直後に自分でマシンを走らせたがダメージにより大クラッシュ、マシンは大破しフリッツ自身も重傷を負う。この「アルザード事件」でアオイは全戦失格処分を受け、ドライバーズポイントは抹消され、フリッツは引退しアメリカに帰国。以後、加賀の親友であるグレイ・スタンベックの下でメカニック修行を始め、2022年（『SIN』）にはグレイと共にメカニックとしてアオイに戻り、加賀を支えた。
サイバーフォーミュラ本編に登場する主要ドライバーの中では初の黒人で、髪は金色に染めている。
当初は寡黙で口数も少なかったが、『SIN』での再登場後は普通に会話もできるようになり、おとなしく優しい青年になっている。
レオン・アンハート（Leon Earnhardt）
声 - 林延年
〔ミッシングリンク 2020 - 〕
スペイン出身。2001年5月18日生まれ、血液型はB型。特技はリタイア、趣味はフィギュア集め。
1チーム2台体制となった2020年の第15回大会において、ブーツホルツのチームメイトとしてミッシングリンクからデビュー。NASCARのトップドライバーとしてCFに移ったものの、走りが荒っぽく周回遅れの義務を果たさないため、他車を巻き込んでクラッシュの山を築いた。デビュー年である第15回ではデビューから10戦連続リタイアしたが、リタイアに際して必ず誰かを巻き込むことで悪名を帯びてしまった。同年のレオンの動きは「ゼロの領域」やアルザードにも予測不能だった節があり、風見、加賀、フリッツの三名ともレオンによってリタイアの憂き目にあわされた経験がある（ランドルとクレイトーも一回ずつぶつけられている。特に風見はガーランドで出場した5戦中3戦ぶつけられ、うち2戦はともにリタイアする羽目にあい、前半戦でのスランプの一因となった）。
実際はそれなりの速さはあるのだが、第16回以降も第15回ほどではないが、相変わらずリタイアとクラッシュが多く、いつ解雇されてもおかしくなく、ミッシングリンクは我慢強いといえる。第18回からはクレイトーを新チームメイトに迎えたが、クレイトーがスゴウにいた頃から折り合いが悪い。
チームの先輩であるブーツホルツの言うことだけは聞く。グーデリアンに並ぶ女好きで、当のグーデリアンからも呆れられている。
NASCARではフリッツと顔見知りであったらしく、落ちこぼれだったフリッツが同じデビュー戦で独走したのを見て驚いていた。
姓はNASCARを代表するドライバーであるデイル・アーンハート（シニア）から取られている。
第15回GPX9位（5P）、第16回GPX8位（9P）、第17回GPX8位（9P）。総合最高位8位、最高位4位。
日吉 明（ひよし あきら）
声 - 島田敏
〔スゴウアスラーダ 2014 ⇒ コーイヌールフォーミュラ 2015 ⇒ A・G・S 2016 - 2019 ⇒ コーイヌールフォーミュラ 2020 - 〕
1997年8月21日生まれ、血液型はA型。特技は料理、趣味は映画鑑賞。
元はスゴウのドライバーでアスラーダに乗る予定だったが、手違いにより風見が登録されてしまったため、チームを離れブラジルに渡ると、ロペに才能を見出される。本人は凄く苦労したように語っているが、期間的にはそれほど経っていなく、地の利のあるブラジルで開催された第3戦ブラジルGPからCFにコーイヌールから参戦して、荒れた展開もあっていきなり2位を獲得したのだから幸運の持ち主といえる。引退したロペの後釜としてA・G・Sに移籍してからは、マシンの性能差もあってトップチームに押されて、表彰台も第12回大会での3位2回だけだった。
第14回でノーポイントだったことからA・G・Sを去り、翌年以降はコーイヌールに出戻り、第15回でもノーポイントだったものの、第16回、第17回では入賞を果たし、A・G・Sの後任であるニナとアンダーソンにランキングで負けておらず、意地を見せている。
第10回GPX10位（6P）、第11回GPX7位（13P）、第12回GPX7位（20P）、第13回GPX8位（11P）、第14回GPX（Pなし）、第15回GPX（Pなし）、第16回GPX10位（2P）、第17回GPX10位（3P）。総合最高位7位、最高位2位。通算80戦55ポイント。
マリー・アルベルト・ルイザ（Marie Arbert Luisa）
声 - 勝生真沙子※声はCDドラマ、ゲームのみ
〔セベナージRT 2016 - 2019 ⇒ K・A・Mスタンピード 2020 - 2021 ⇒ シュトルムツェンダー 2022 - 〕
スイス出身。1997年8月11日生まれ、血液型はO型。趣味はスノーボード。
第11回大会より、CFでは8年ぶり2人目の女性ドライバーとしてデビュー。最初はリタイアの女王などと言われたが、第12回以降は中、下位のマシンでしばしば入賞し、結果でそれをはねかえして見せた。活躍が認められ、引退したハイネルの後任としてシュトルムツェンダーに移籍し、慣れないシュピーゲルで奮闘した。決勝での最高位は5位止まりだったが、完走がグーデリアンより多かったので、シュピーゲルの熟成には貢献したはずである。陸を走るものならあらかた免許をもっており、走ったレースの種類は自分か加賀がチャンピオンだと言っていた。年相応に大人でありグーデリアンのことも軽くいなしている。ギャラガーとの女性対決が注目される。
第11回GPX（Pなし）、第12回GPX11位（2P）、第13回GPX10位（2P）、第14回GPX9位（1P）、第15回GPX10位（4P）、第16回GPX9位（7P）、第17回GPX9位（7P）。総合最高位9位、最高位5位。通算72戦23ポイント。
司馬 誠一郎（しば せいいちろう）
声 - 石田彰※声はゲーム『Road to the Evolution』『Road to the Infinity 2』『3』『4』のみ
〔スゴウウィナーズ 2020 ⇒ アオイZIPフォーミュラ 2023 - 〕
もともとはPS用ゲーム『新世紀GPXサイバーフォーミュラ 新たなる挑戦者』の主人公で、上記の司馬誠一郎はそのデフォルト名である（名前は変更可。ただし『新たなる挑戦者』では声なしとなっている）。
2020年のスゴウテストドライバー。同年の世界選手権後に開催された「エクストリームスピード」（『新たなる挑戦者』）にスゴウから参加し優勝する。第18回大会からアオイのドライバーとなる。
セラ・ギャラガー（Sera Gallagher）
声 - 菊池志穂※声はゲーム『Road to the Infinity 2』『3』『4』のみ
〔ユニオンセイバー 2023 - 〕
イギリス出身。ランドルのテストに合格し、新条の後釜としてユニオンセイバーのドライバーとなる。ランドル相手にも物怖じしない女丈夫。CF史上3人目の女性ドライバーで、セラの登場によりルイザと合わせ初めて女性ドライバーが2名同時に参戦することとなった。
三神 刀真（みかみ とうま）
声 - 野島健児
〔PHOENIX JAPAN RACING 2024 - 〕※ゲーム『Road to the Infinity 3』『4』のみ登場
ゲーム『Road to the Infinity 3』の主人公。勝気でノリがよく、一見自由奔放な雰囲気だが、基本的には熱血漢。大口も叩くが、それに見合った努力も陰ながらきちんと行っている。アドバンスドフェニックスを駆り、必殺の「コメットターン」(COMET TURN)でCF界に旋風を巻き起こす。17歳。
神奈 玲（かんな れい）
声 - 沢城みゆき
〔PHOENIX JAPAN RACING 2024 - 〕※ゲーム『Road to the Infinity 3』『4』のみ登場
CF史上4人目の女性ドライバーで、日本人女性としては初。
アンドレア・ディビアーノ（Andrea Dibiano）
声 - 檜山修之
〔TEAM CF GROUND 2024 - 〕※ゲーム『Road to the Infinity 3』『4』のみ登場
キザなイタリア人。クールでそつがなく、洗練されたセンスを持つ天才型。けっこう汚いこともするが、決してそれを表に出すことはない。18歳。
マーク・フェルナンデス（Mark Fernandez）
声 - 森久保祥太郎
〔TEAM CF GROUND 2024 - 〕※ゲーム『Road to the Infinity 3』『4』のみ登場
ノリのいいスパニッシュ系アメリカ人。人は悪くないが、タガが外れやすい。チームメイトのアンドレアとは、つかず離れずの関係を保っている。18歳。
ジェイコブ・ミハエル・レンツ（Jakob Michael Lenz）
〔ボルドーバイオレット 2012 ⇒ S・G・M 2013 - 2014 ⇒ STAG C.F.R 2015 ⇒ S・G・M 2016 ⇒ アオイZIPフォーミュラ 2017 ⇒ S・G・M 2020 - 〕
ドイツ出身のベテランレーサーで、デビュー年である第7回（2012年）大会にはランキング3位になった経歴を持つ。これはハヤトがデビュー年に総合優勝するまで、「（全員がデビューの初年度を除く）参戦1年目での最高位」の記録である。第11回大会はハイネルに変わってS・G・Mに復帰するも、翌年はシュトロブラムスの吸収によりチームが消滅し、シューマッハの引退で空いたアオイZIPから参戦、第9戦フィンランドGPで2位に入っている。しかし加賀の復帰により1年でアオイZIPを出ざるを得なくなり、2年間浪人生活を送っていたが、第15回大会で復活したS・G・Mとともに復帰。第17回大会の最終戦日本GPではサバイバルレースを生き残り6位入賞し、5年ぶり（S・G・Mは6年ぶり）のポイントゲットとなった。
ビリー・ハインツ・ガーネット（Billy Heinz Garnett）
〔コーイヌールフォーミュラ 2012-2014 ⇒ K・A・M 2015 ⇒ アオイZIPフォーミュラ 2016 ⇒ ユニオンセイバー 2017 - 2018〕
イギリス出身の中堅レーサー。第10回大会では第2戦ペルーGPで、最後にハヤトに頭上からパスされるも6位入賞しているが、これが同年唯一の入賞であった。第11回大会の前半はシューマッハが復帰するまでの前半4戦でアオイZIPから参戦。続く第12回大会では風見との大クラッシュで引退したランドルの後任として、第6戦スペインGPよりユニオンセイバーに加入。翌年の最終戦でランドルが復帰するまで在籍した。4年連続のポイント獲得を果たした。
カルソン・ニナ（Caruson Nina）
〔ルピナス・STAG 2015 - 2019 ⇒ A・G・S 2020 - 〕
ブラジル出身。ルピナス・STAGからピタリア・ロペのスカウトを受け、日吉の後任として第15回よりA・G・Sに所属する。キャリアは8年を誇るが、入賞は1回（第17回大会の第8戦スペインGPでの6位）しかない。
レッグ・アンダーソン（Legg Anderson）
〔A・G・S 2020 - 〕
イギリス出身。第15回よりA・G・Sからデビュー。第15回、第16回では6位入賞を果たしたが、第17回ではノーポイントに終わった。
ジェームス・郭（James Kuo）
〔ボルドーバイオレット 2011 ⇒ バーミンガムRT 2012 ⇒ ユニオンセイバー 2013-2014 ⇒ マクレガー・ケルン 2015 ⇒ スタースタンピード 2016-2019〕
台湾系のアメリカ人ドライバー。日本の選抜レースにおいて初めて招待選手制度が導入された2011年にゲストレーサーとして参戦し優勝している。2013年にはロペとベルニーニの2強に割って入り総合2位を記録、翌年も5位になるなどユニオンセイバー所属時代には華々しい成績を残すが、他のチームでは二桁順位に終始し、2014年以降入賞もできていない。移籍が多いキャリアの中、最後はスタースタンピードに4年間所属するが、2020年から全チーム2カー制に大会規定が変わり、チームはそれに伴いKAMと合併するなど体制改革が行われると、ドライバーから外れた。
ジョン・クリーブ（John Cleab）
声 - 曽我部和恭
〔S･G･M 2007 - 2010〕
かつて第2回大会から第5回大会まで行われた42戦で21勝をあげ、史上初めて2年連続のチャンピオンを獲得した伝説的なアメリカ人ドライバー。通算優勝回数は第15回大会でハヤトに更新されるまで歴代最多であった。第6回大会前のオフシーズン中、道路に飛び出した少女を避けようとして事故を起こし再起不能の大怪我を負うが、原因となった少女の将来を懸念し事故のことは公表しないまま引退したため、世間からはアル中やレースから逃げたなど様々な憶測が流された。2015年の段階では地元の自転車レースに参戦し不屈の闘志を見せ、一時的にチームを去る等自暴自棄だったハヤトを勇気づけた。
時守 実（ときもり みのる）
〔グリニッジレーシング〕
第9回大会の選抜レースにおいて全日本グランプリを制し、世界挑戦した実績を持つ遅咲きのベテランドライバー。第10回大会の選抜レースでは序盤は新条と共にトップのグーデリアンとハイネルに追随していたが、レースが予想外の雨で大混乱する中で順位を落とし、最後はハヤト、サムシング吉松と共に3位争いを展開するが競り負け、5位に終わり世界グランプリ2年連続出場を逃すと、そのまま引退を表明した。
森園 真一（もりぞの しんいち）
〔チーム・フォックス〕
劇中では「昨年2位」と解説される場面があるが、公式資料では前年は6位で世界挑戦は果たせていない。第10回大会の選抜レースでは時守や新条に次ぐ日本人表彰台候補のひとりとして注目されていたが、見せ場を作ることもなくリタイヤした。
フランシス・ベルニーニ（Francis Bernini）
〔ZIPレーシング 2010-2011 ⇒ STAG C.F.R 2012-2014〕
第8回大会で総合優勝したイタリア人ドライバー。前後の第7回と第9回においても2位になっておりロペとのライバル関係で一時代を築いた。特にポールポジションやファステストラップの通算獲得回数はジョン・クリーブをも凌いでおり、ファステストラップは判明している範囲では歴代最多であった。息子のアルジェイリは2010年 - 2011年のオフシーズンの段階でアオイZIPフォーミュラにメカニックとして参加している。

### チーム関係者
スゴウ（〜アスラーダ、〜グランプリ、〜ウィナーズ、〜GIOグランプリ）
アスラーダ
声 - 小野健一
ハヤトの父親風見広之が開発し「スゴウ」のサイバーマシンに搭載されている、高度な成長学習機能を備えたサイバーシステム（CS）用のスーパーニューロコンピューターAI。またはその製作に掛かるプロジェクトの総称。詳細は下記「チームおよびサイバーマシン」の項を参照。
菅生 あすか（すごう あすか）
声 - 三石琴乃
本作のヒロイン。自動車メーカー「スゴウ」の社長令嬢。1999年3月14日生まれ、血液型はA型。特技は料理（本人談）、趣味はショッピング。料理がヘタで（それでも、後年には上達したという描写がある）、自動車の運転も不得手である。
スゴウアスラーダチームには、オーナー代理という立場で参加。ただし実質はレースクイーン風のボディコンコスチュームに身を包んだチームのマスコット的な立ち位置だった。父、幸二郎と風見ハヤトの父、広之が親友のためハヤトとは幼なじみの関係。数年前に実家から飛び出したきり連絡のない兄を心配している。
2015年（TVシリーズ）をチームと共に過ごし、様々な経験をする中でハヤトとの仲も進展しシーズン終了時には恋人となった。2017年序盤（『ZERO』冒頭）のハヤトの大事故からの復帰を支え、リハビリ中にハヤトと婚約をするも約束した引退を反故にされたことに怒りハヤトに絶交しながら婚約を破棄。ハヤトやチームのみんなとも一時的に距離を置くが、みきやクレアの助言をうけ再びレースに顔を出すようになる。『ZERO』の最終戦の前日にハヤトから再び婚約を申し込まれこれを受諾。受験の時期は不明ながらコロンビア大学の編入試験に合格し、最終戦終了後に医者への道を志し渡米する。『SIN』のラストでついにハヤトと結婚した。
髪型は当初はロングだったが『ZERO』中盤に婚約破棄を機にショートカットにし、『SAGA』以降はまた伸ばし、シャギーカットなど形も変化させている。
車田 鉄一郎（くるまだ てついちろう）
声 - 飯塚昭三（塩屋浩三〈17歳時〉）
スゴウアスラーダの監督。1968年11月1日生まれ、血液型はO型。趣味は盆栽。若き日には風見広之や菅生幸二郎と共にチームを組みCFでの成功を目指した元メカニックでもある。
2017年序盤（『ZERO』冒頭）のハヤトの大事故に責任を感じ一時的に引退したが、2018年（『ZERO』）にはハヤトの復帰に合わせて参戦したスゴウウィナーズでチーム監督に復帰。2019年以降はスゴウ役員に就任したため、『SAGA』からは登場しない。
城之内 みき（じょうのうち みき）
声 - 安達忍
〔スゴウアスラーダ 2015 - 2017 ⇒ スゴウウィナーズ 2018 ⇒ アオイフォーミュラ 2019 ⇒ ユニオンセイバー 2020 - 2022 ⇒ アオイZIPフォーミュラ 2023〕
スゴウアスラーダチームのチーフメカニック。ドライバーとコミュニケーションを取りセッティング作業を行うなど、実質的にレースエンジニアの役目も果たしていた。チームやドライバーからの信頼も厚い。1998年11月5日生まれ、血液型はAB型。特技は車の整備、スパナでのお手玉、趣味は音楽鑑賞（特にロック）。
新条とは2015年（TVシリーズ）に最初に会ったころは険悪な関係だったが、徐々に距離が縮まり恋愛関係になっている。
2016年（『11』）シーズンにはデザイナーのクレア・フォートランのエンジニアとしての能力に圧倒されチームから離れることを考えるも、新条の励ましもあって立ち直った。2017年（『ZERO』）にハヤトの離脱によりスゴウが活動停止すると、葵今日子の新条への気遣いで翌シーズンに向けてアオイから勧誘されるが、その移籍話を断りスゴウに残ってハヤトの復帰を待った。復帰したハヤトと共にシーズンを闘い抜いた後、2019年（『ZERO』エンディング）シーズンからはアオイフォーミュラに移籍して新条と共に闘うことになった。
アオイ移籍以降は新条と二人三脚でレースを行って行くことになり、2020年開幕前（『SAGA』序盤）に新条がチームをクビになった後も共にアメリカへ渡ってレースを行い、シーズン終盤にユニオンからCFに復帰時も新条と共に復帰、2023年（『SIN』エンディング）にはアオイZIPに新条と共に移籍している。アメリカに渡ったころから2人の関係はより親密になった模様。
CFの主要チームスタッフで他チームへの移籍を経験しているのは、作中ではみきだけである。
角 良平（すみ りょうへい）
声 - 松田辰也（TVシリーズ - 『ZERO』） / 龍田直樹（『SAGA』以降）
スゴウアスラーダチームの頃からのメカニック。小柄でバンダナがトレードマーク、「ペイ」の愛称で親しまれている。2000年5月17日生まれ、血液型はAB型。
当初、ハヤトと衝突することもしばしばあった。かつてはレーサーを目指していたが、血液型は特殊なためレーサーを断念せざる得なかった。城之内みきがアオイに移籍してからはハヤト担当のチーフメカニックとなる。2020年第3戦カナダGPではガーランドのマシントラブルを自分一人で直せず、不在だったクレアに電話で相談するという不手際を演じ、ハヤトを激怒させた。
牧 伸介（まき しんすけ）
声 - 竹村拓
スゴウアスラーダチームの頃からのテレメータスタッフ。主にコンピュータを使用しての情報解析などを担当する。1996年7月12日生まれ、血液型はB型。趣味はコンピュータゲームの設計。
長身で、物腰が柔らかく年下に対しても敬語で話す。
初めはタイヤ交換の練習には馴染めず克服するまで夜中に1人で特訓して、徐々にタイヤ交換の仕事に対応できるようになった。
菅生 幸二郎（すごう こうじろう）
声 - 岸野一彦（目黒裕一〈17歳時〉）
自動車メーカー「スゴウ」の社長であり、修とあすかの父親。1968年5月5日生まれ、血液型はO型。
若き日にはドライバーとして、風見広之や車田鉄一郎と共にチームを組みCFでの成功を目指した。第1回と第2回（2006年 - 2007年）大会の世界GPに出場したが、世界の壁の厚さから結果は残せなかった。
クレア・フォートラン（Clair Fortran）
声 - 冬馬由美
風見広之と共にアスラーダを製作したマシンデザイナー。1994年3月2日生まれ、血液型はAB型。特技は速読、趣味はテニス。菅生修は恋人だが、修にクレア以外にも恋人がいることは黙認している模様。
2015年（TVシリーズ）年は復帰した修と共にF1チームに所属していたが、修に頼まれ2016年（『11』）シーズン途中にスゴウアスラーダに加入した。加入後はスーパーアスラーダ AKF-11を作り上げ、2年連続のチャンピオンシップ優勝に貢献した。また、チームにプロとしての厳しさを持ち込んだ。シーズン終了後、引退した修と共にレースから離れたようだが、2017年シーズンのハヤトの事故後からは修と共に復帰し、マシンデザイナー・エンジニアとしてその後のスゴウに無くてはならない存在となる。風見広之の意志を受け継いでのアスラーダシリーズとは別に、独自にガーランドシリーズの開発も行ない、第13回大会ではアンリの総合優勝にも大きく貢献した。
篠原 めぐみ（しのはら めぐみ）
声 - 柊美冬
スゴウグランプリのキャンペーンガール。風見ハヤトに好意を持っており、ハヤトに近づく目的で応募して採用された。しかし鈍感なハヤトにその好意は気がついてもらえない。
七瀬 さつき（ななせ さつき）
声 - 天野由梨
スゴウグランプリのキャンペーンガール。芸能界入りを目指し、そのステップアップ目的で応募し、採用された。
天城 大介（あまぎ だいすけ）
声 - 一条和矢
2022年（『SIN』）からスゴウにエンジンを供給するGIO社のエンジニア。関西弁で話す。
ブイハチ（V8）
菅生あすかの飼い犬。シベリアン・ハスキー。性別はメスで2017年（『ZERO』1巻）に5匹の子供が生まれ、そのうちの1匹、シロハチは後にハヤトの家で飼われることになる。2010年9月18日生まれ。
アオイ（〜フォーミュラ、〜ZIPフォーミュラ）
葵 今日子（あおい きょうこ）
声 - 天野由梨
自動車メーカー葵自動車工業の社長令嬢であり、アオイのレーシング会社の社長を務める。1995年9月30日生まれ、血液型はB型。特技は英語、ドイツ語、フランス語、イタリア語、中国語、趣味はスキューバダイビング。
自尊心が高く、ミスをしたメカニックを直ぐにクビにしたり、成績の出ないアオイフォーミュラをサブチーム扱いし、新たに買収したアオイZIPをナンバーワンチームとして扱い、新車・新ドライバーを割り当てるなど勝利に対するこだわりが強い。それは新条直輝に対しても同じで、本人の意向を無視して新マシンをあてがったり、それでも成績が向上しないとナンバー2扱いに降格させた。しかし当初はそんなワンマンで勝利至上主義一辺倒だった性格も徐々に丸くなっていき、新条に対しても思い入れが強くなっていくと、新条の優勝のためにシューマッハにサポート指示を出したり、新条がアオイ本社から叩かれば自身の地位をかけて擁護し、チャンピオン争いをする加賀よりも新条の優勝を優先するなど、身を挺して新条を守るようになる。
2020年は開幕前（『SAGA』序盤）に社長を名雲京志郎に譲り、新条も首にされてしまうが会社に残り、名雲とアルザードの秘密を調査し告発した。名雲の逮捕で社長の座に戻り、1年の出場停止後の2022年（『SIN』）は加賀を要してチャンピオンシップを勝ち取るが、シーズン後にアオイを退社した。加賀とは2015年（TVシリーズ）からの長い関係であったが、2020年からの辛い時期を共に過ごしたこともあってか特別な感情を加賀に抱くようになった。2022年シーズン最終戦で加賀もその気持ちを受け止めた。
片桐 誠（かたぎり まこと）
声 - 林延年
アオイフォーミュラの新チーム登場後、新条担当のメカニックチーフを、新条の離脱後は加賀担当のメカニックを務める。
名雲 京志郎（なぐも きょうしろう）
声 - 池田秀一
2020年に葵今日子に代わって社長に就任した。『SAGA』『SIN』におけるキーマン。1994年11月8日生まれ、血液型はO型。趣味は音楽鑑賞（クラシック）。
『SAGA』では「アルザード事件」の首謀者として暗躍してアオイを窮地に陥れ、『SIN』では加賀に凰呀を提供して、チャンピオンシップが獲れなければCF撤退が確定していたアオイを救う。
実家は自動車部品会社を経営していたがアオイに乗っ取られそれが原因で実父は自殺している。実兄・名雲柾はかってアスラーダ開発に携わっていたが風見広之との路線対立で袂を分かった後、独自に開発を継続していた凰呀を乗りこなすドライバーを得られないばかりか死に至らしめてしまった自責の念から自殺している。その出自から今日子からは「アルザード事件」の動機をアオイへの復讐ではないかと疑われるが、本人は言下に否定し、実父や兄についても嫌悪の情を示した。一方でハヤトに対してアルザードの優位性を説いたり、凰呀がチャンピオンシップを獲った際には人知れず「兄さん」とつぶやいたり、全てが終わった後、加賀に感謝の言葉を伝えるなどしている。
『SAGA』でのキャラクター初期稿では名雲とフリッツのデザインは逆であったが、両者のキャラクターイメージからデザインが入れ替わった。
葵 走一郎（あおい そういちろう）
声 - 坂口賢一
葵自動車工業の社長。元CFのドライバーでもあり、第2回（2007年）大会にランキング6位となっている。2013年からはチーム経営も一人娘の今日子に任せ、より高い位置からアオイグループ全体を統括する。
2020年、チームの不振を理由に今日子をアオイZIPフォーミュラの副社長に降格させ、新社長に名雲京志郎を迎える。新体制となってからは連勝を重ね満足していたが、その後名雲が起こした「アルザード事件」により、社長の座を追われた。
グレイ・スタンベック（Gray Steinbeck）
声 - 渡部猛
〔アオイZIPフォーミュラ監督 2022のみ〕
本名、グレゴリー・スタンベック。アオイが１年間の出場停止から復帰する際、加賀が連れて来た新監督。元々はクラッシュレースなど非公認レースの世界でメカニックをやっており、度々加賀と組んで賭けレースに参加していた。大柄で強面だが面倒見がよく、不祥事の渦中にあったフィルを受け入れメカニックに育てるなどした。
ユニオンセイバー
ジョージ・グレイスン（George Grayson）
声 - 清川元夢
ランドル家の執事。犬に弱い。
2016年の終盤にはスランプから投げやりになったランドルを叱咤激励する一幕もあった。2018年にランドルがプリンス・ローゼンクロイツとしてスポット参戦した際は黒マントの怪執事「ビショップ」としてサーキットに現れた。
ジム・ウォレス（jim wallace）
声 - 小野健一
チーム監督。ランドルのレース中に紅茶を飲むなどの自由奔放な行動に胃薬が欠かせない。
シュトルムツェンダー（シュトロゼックプロジェクト）
リサ・ハイネル（Lisa Heinel）
声 - 岡村明美※声はCDドラマ、ゲームのみ
フランツ・ハイネルの妹で、兄とは違い気さくで明るい性格。2017年からシュトロゼックのスタッフとして兄やグーデリアンに帯同している。
ミッシングリンク
スミス（Smith）
声 - 平野正人
コードネームは「コンドル」。アスラーダのサイバーシステムを奪うことが目的で、ハヤトの父の命を奪った張本人。カナダでシューマッハとブーツホルツをヘリコプターから殺そうとするも、ブールホルツの反撃により墜落事故で散った。
FICCY
結城 レナ（ゆうき レナ）
声 - 川澄綾子※声はゲーム『新たなる挑戦者』『Road to the Evolution』『Road to the Infinity 2』『3』のみ 
『新たなる挑戦者』のオリジナルキャラクターで同作の主人公司馬誠一郎とは幼なじみ。2020年の世界選手権後に開催された「エクストリームスピード」（『新たなる挑戦者』）のレースクイーンとして選ばれた女子高生。
後に『SAGA』キャラクターデザインの久行宏和が手掛ける『舞-HiMEプロジェクト』のキャラクター、結城レナ / レナ・セイヤーズの出自となっている。

### その他
風見 広之（かざみ ひろゆき）
声 - 仁内建之（松本保典〈17歳時〉）
ハヤトの父でアスラーダの開発者。自らの命を代償にアスラーダを狙うスミスの手から守り通して息絶える。1968年8月28日生まれ、血液型はA型。
風見 純子（かざみ じゅんこ）
声 - さとうあい
ハヤトの母で世界的なバイオリニスト。夫を失ったあと、スミスの追求を逃れるため身を隠した。1971年10月4日生まれ、血液型はA型。
チェッカー杉本（Checker Sugimoto）
声 - 塩屋浩三
2014年 - 2018年までのCF中継の実況担当（テレビ版の中に前年の中継映像が登場し、その中でも実況を担当している）。
中沢 純（なかざわ じゅん）
声 - 清川元夢
2016年の第4戦からCFの解説を担当。元ユニオンのメカニック。
モデルはF1のメカニックを経て、F1中継の解説者となった津川哲夫と、制作当時にF1の解説として絶対的存在であった今宮純。
デイブ・ロンバート（Dave Lombard）
声 - 水内清光
2019年以後のCF中継の実況担当。2代目CF実況アナウンサー。
古里任三郎（ふるさと にんざぶろう）
声 - 田中和実
2020年での「アルザード事件」を担当する警部。レース中にアオイのピットを訪れた際は加賀の「俺たちのレースは終わってない。走ることでけりをつけたい」という発言を受け入れ、アルザードの押収と名雲の逮捕をレース終了まで待った。
モデルは『SAGA』のプロデューサー古里尚丈。
彩・スタンフォード（Aya Stanford）
声 - 久川綾
CFのカメラマンで加賀に好意を抱いている。1998年9月26日生まれ、血液型はO型。

## サイバーフォーミュラ車両
作品に登場するサイバーフォーミュラは人工知能サポートシステム「サイバーシステム」を搭載し、その適切なアドバイスで人間の限界以上の走行を可能とし最高速度400km/hオーバーを実現するレースマシンである。水素エンジンもしくは超伝導リニアホイールを原動機として、追加速を得るためのブースト機構などを有する。F1などの他のレースと異なり、サイバーシステム（以下、CS）と呼ばれるコンピュータシステムが車体全般を管制することが最大の特徴となっている。
自由な発想をうながすため、レギュレーションにより最低重量が高く設定されており、アスラーダGSXなどの市販車（あるいはプロトタイプレーシングカー）に近い形状の4輪車からスーパーアスラーダなどのフォーミュラカーに近いタイプのものまでボディ形状は各種あり、4輪車以外にも6輪車、8輪車といった多輪車や、オートバイと同じ姿勢で乗車するシュティール（発展型に至っては前1・左右各1・後2の5輪車である）のようなものまで様々となっている。いずれも全輪駆動で、基本的に全輪操舵であり、アクティブサスペンションなどの車体制御技術も一通り備える。超伝導リニアホイール搭載車を除き、変速（ギアチェンジ）はステアリングホイールの裏に備えられたスイッチ状のパドルなどを用いた方式であり、アスラーダGSXなどH型のシフトノブで変速を行う車両もあるが、例外なくセミオートマチックトランスミッションとなっている。変速機は各車前段6段（ミッショネル系は7段）、後段1段を基本とするが、CSの管制下にあり、ドライバーがCSに指示することにより走行中であってもギア比を変更することができる。なお、水素エンジン搭載車両でフルオートマチックの変速を行う、あるいは無段変速機を備えた車両は登場していない。
フォーミュラカーのような形状を持った車体でも、コクピットは風防ガラスで覆われており、悪天候時などはその全面に周囲を再構築したCG映像をリアルタイムで表示し、ドライバーの視界を保つという機能が存在する。
サイバーフォーミュラに参戦する多くの車両はダウンフォースを発生させるエフェクトファンやローターを搭載している他、走行条件に合わせて車体を変形させられる車両も存在する。ウィングの可変やグランドエフェクトカーのように、リアカウルをウィング状のフォルムとしているマシンが多いが、CSの管制技術によって各ウィングを適時に制御できるため主流となっている。
この時代の市販車であるサイバーホイールにもサイバーフォーミュラで培われた技術が応用されており、2022年時点で、スゴウのアスラーダGSXをモデルにしたGSX-NEO ベルサーティスがGIO社より市販されている。
サイバーバイカーズという二輪車レースも行われている。

### 技術
サイバーシステム
サイバーフォーミュラ（CF）に搭載されているドライバー補助を目的とする人工知能のこと。
ドライバーが求める各種情報を提供したりアドバイスを与えるなどラリーなどに於けるコ・ドライバー的な存在でもあるが、その機能は単純なカーナビゲーションの域に留まらない。本質は人間単独では制御しきれないモンスターマシンであるCFを操ってレースをする為に開発された走行補助システムである。空力制御や各種システム調整等マシン制御の多くを司る。
当初、アスラーダのみがスーパーニューロコンピュータ（SNC）であり高度な学習機能を備えていたが、後に他チームもSNCを導入した（アスラーダのような人格を持つタイプなのかは不明）。OVA第3作の『SAGA』では既存のSNCを遥かに凌駕する性能を持ったバイオコンピュータ型CSも登場した。
作品内でキャラクターとしての個性を持って登場していると言えるサイバーシステムはアスラーダのみである（ゲームにおいてはネメシスも同等のキャラクター性を持つ）。TV版のはじめの頃ではアスラーダ以外のサイバーシステムも比較的言葉を話す傾向があったが、人間のシビアな感情まで理解できるのはアスラーダだけという設定。凰呀についてはアスラーダと比肩しうるサイバーシステムとして登場したが、個性はあるものの音声の形で言葉を発することは一度もなかった（『SIN』最終話のクライマックスで、ゼロの領域で走っていた加賀が「声」を聞く描写があるが、凰呀の声とは断定できない）。
凰呀のCSにはアスラーダと違いドライバーとコミュニケーションをとるシステムはなく、それがテストドライバーを2人も死なせる結果になった他、『SIN』の序盤で加賀が凰呀の乗りこなしに苦戦した要因ともなった。
バイオコンピュータ
有機物を媒体としたコンピュータ。作中ではアルザードや凰呀のCSとして採用された。
従来型CSよりかなり高性能であり、作中ではアルザードタイプがアシストの枠を大きく超えた“ドライバーの身体を電気パルスで操って車体を走らせ”て連勝を挙げるという、とんでもない真似を行って見せた。間接操作しつつ人間辞めてそうな連中が犇めくレースで的確な状況判断を決めて、である。凰呀に至ってはゼロの領域で半ば未来を走る加賀に平然と着いて行き、むしろ引き上げるという無茶ぶりである。
動力
サイバーフォーミュラでは公害に配慮し、水素エンジンもしくは常温超伝導リニア技術を応用し太陽電池や燃料電池で駆動する超伝導リニアホイールのみが原動機として認められている。
市販車（サイバーホイール）も、そうした無公害の原動機を用いている。
水素エンジン
作品設定資料中では「サイバーサイクルエンジン」とも呼称する。この作品中では新開発の水素吸着バイオセルの実現により、水素エンジンの完成に至ったとされている。排気量4.5リットルのV10もしくはV12エンジンを基本とし、葵自動車といった自動車会社から、エンジンコンストラクターのXi（サイ）、車体コンストラクターのユニオンセイバーやSTAG（スタッグ）、部品メーカーのスゴウにいたるまで、比較的多くのメーカーがレース用水素エンジンの製造技術を有している。
サイバーフォーミュラ以外では、同時代のインディカーレースにおいても水素エンジンが使用されており、アメリカの自動車会社GIO（ジオ）社は同シリーズにおいて60勝を挙げている。
リニアホイール
ドイツのシュトロブラムス社が開発したもので、基本的に、同社傘下のシュトロゼックプロジェクト（シュトルムツェンダー）、S・G・Mの2チームのみがこれを使用している。原理的に電気モーターと共通するという特性上、加速は無段変速の超電磁加速となり、トルクでは水素エンジン搭載車の追随を許さない。
また、原動機と車輪（ホイール）とが一体化しているため、車体にエンジンのためのスペースはもちろんドライブシャフトなども不要であり、そのため水素エンジン車に比べ耐久性にも優れている。車体設計にはかなりの自由度が生まれる。作品中ではフランツ・ハイネルがこれを活かして独特なマシンを多数生み出した。
ブースト
水素エンジン搭載車両は、吸気中の酸素をイオン化して濃縮することでエンジン出力を上げるブースト機構を有し、一定時間以内ならば500km/h以上（ゲーム『Road to the Infinity 3』『同4』に登場するマシンでは、2段ブースト使用時に最高時速は800km/hを超える）の走行も可能となる。エンジンの臨界点を超えた使用はエンジンブローにつながるため、切り札として使用するタイミングは選ぶ必要がある。『SAGA』と『SIN』に登場したν-アスラーダAKF-0、および『SIN』に登場した凰呀は、ブースト圧の一部を溜め込んでフラッシュオーバーを起こしさらなる追加速を得る2段ブーストの機構を有する。
リニアホイール搭載車両もオーバーロード（電圧を増大）させることで一時的な超高速走行が可能である。
変形機構
オンロード、オフロードを走り分けるレースのため多くの車両は車高の調整機能を有したが、より極端な実践として、サーキット、ラリー、そして高速走行のエアロ、と、3モード変形機構を有するサイバーフォーミュラ、スーパーアスラーダ01が2015年にスゴウチームによって投入され、実際に同車はコースを問わず高い性能を発揮し、以後、主にスゴウとアオイの2チームによって可変機構を有する車両が開発され続けることとなった。
オフロードコースでのレースが廃止された2016年の第11回大会以降では、アオイが投入したエクスペリオンZ/A-8、スゴウの新型スーパーアスラーダAKF-11を筆頭に、ラリーモードを省き、サーキット、エアロのみの2モード可変マシンが登場した。
レアメタル
この作品中では形状記憶合金を意味する言葉として使われている。変形機構において用いられ、これを用いることで瞬時に変形することが可能となる。通常の機械的な変形に比べ、変形によるタイムロス（=変形に伴い、一時的に生じる空力低下の減少）が大幅に減ることにより一回あたりはコンマ数秒でも、その蓄積によりレースにおいては大きなアドバンテージとなる。また、変形のためだけに存在する機械や変形の都合上の構造を必要としなくなるため、ボディワーク全体の形状をより滑らかで空力的に洗練されたものにできるメリットを生じせしめる。
変形機構を有する車両を開発し続けていたアオイとスゴウによって研究され、2020年の第15回大会の開幕戦アメリカGPでアオイがスゴウに先んじてレアメタルによる変形機構を搭載したサイバーフォーミュラ、アルザードNP-1をデビューさせた。同年中に、スゴウもレアメタルによる変形機構を搭載したν-アスラーダAKF-0を投入した。スゴウとアオイ以外ではシュトルムツェンダーのシュピーゲルHP-022が一部分だけ使用しているにとどまっている。

### チームおよびサイバーマシン
名称の横の括弧（ ）内は英語名とカーナンバー（該当カーナンバー車の搭乗者と使用した年度も含む）。

#### スゴウ
前身はハヤトの父風見広之がマシンデザイナー、あすかの父菅生幸二郎がドライバー、車田鉄一郎がメカニックとしてFJなどに参戦していたプライベートチームで、サイバーフォーミュラには黎明期から転向。「スゴウアスラーダ」として第1回大会と第2回大会において全日本GPをそれぞれ3位と優勝で世界大会に参戦した。世界グランプリでは結果を出せず、その後一旦チームは休止、ドライバーだった菅生がオーナーになり数年かけてチームを立て直すと、車田を監督に据え、ドライバーやメカニックを公募した。牧伸介や城之内ミキはその時に応募してきた人材である。ドライバーには日吉を据えて第9回大会にエントリーするも、全日本GPで5位に終わり、惜しくも7年ぶりの世界挑戦は叶わなかった。アニメでは、そのリベンジで臨もうとした翌年の第10回大会の関東予選前日に、成り行きでハヤトがドライバー登録してしまうところから物語が始まる。風見ハヤトが引退したのを機にチーム体制を一新、チーム名も「スゴウグランプリ」に変更。翌第13回大会でセオドライドのチーム権を買い取り、ハヤトの電撃復帰に合わせ2チーム目となる「スゴウウィナーズ」を立ち上げる。全チーム2カー制に合わせ「スゴウグランプリ」に統合後、2022年からはエンジン開発のGIOと提携し「スゴウGIOグランプリ」に改名。
GSXを除く全車両は6輪車だが、いずれもティレル・P34のような前4輪・後2輪の形態を採用。同様にブーストはいずれも車体後部に2基搭載した形となっている。ただし、アスラーダ系とガーランド系では、アスラーダが比較的大きなブーストポッドを車体左右末端に設けている（GSXのみ車体の後方中央部に搭載）のに対し、ガーランドは比較的小さなブーストポッドを車体中央部に寄せて設けているという差異がある。
そもそもサイバーホイールや、サイバーマシンのパーツ製造会社であるスゴウは、車体製造技術という点ではともかく、車体開発という点においてスゴウ自体の開発能力は定かでなく、アスラーダGSXは元より、スーパーアスラーダ01以降のアスラーダ、ガーランドともに、元々はスゴウ以外で開発、もしくはスゴウ以外で研鑽したクレア・フォートランの独力に負うところが大きい。
エンジンは自社で製造していたが、アスラーダについては投入初年度はまだしも、翌年以降はエンジンパワーの不足を慢性的に抱える傾向があり、後にユニオンセイバー、GIOからの供給を受けるようになった。OVAシリーズにおいては劇中にも、たびたび社屋が登場しており、ロビーにはGSXをはじめ、歴代の主力サイバーマシンが展示されている。
アスラーダGSX（ASURADA GSX カーナンバー30）
元々はミッシングリンクの開発部門においてサイバーシステム（CS）「アスラーダ」の実験を目的として開発された車両である。
2015年初頭に、開発者である風見広之によって、CSアスラーダもろとも日本に送られ、富士岡クオリファイ直前にスゴウチームの手に渡る。スゴウにおいて追加パーツが製造され、それらと換装することで通常仕様であるサーキットモードのほか、荒れ地での走行用であるラリー仕様、高速モードのエアロ仕様へと変更が可能な設計になっており、あらゆる環境に適合できる汎用性を持つ。レース用の3形態の他、水上走行を可能とするマリン仕様も存在する。
この車両に搭載されたCSアスラーダについては、後にサーキット・ラリー・エアロの3形態への変形機構を有するスーパーアスラーダ01にも問題なく適応しているため、パーツ換装によってこれらを実現するGSXに対してはオーバースペックなサイバーシステムであったと言える。ブーストは車体の後方中央部に1基搭載。エンジンはスゴウ製V10エンジンを搭載した。
作品本編においては、風見広之の息子ハヤトによって操縦され、2015年の富士岡クオリファイ、続く全日本グランプリを共に3位で通過、世界選手権においては開幕戦アメリカGPでフライングによるペナルティを取り戻そうと無理な走りをした結果、マシントラブルが発生しリタイアに終わった。しかし続く第2戦ペルーGPで初入賞、第3戦ブラジルGPで初表彰台を獲得。序盤戦においてはトップチームの車両に引けを取らない高性能を発揮した。最終戦日本GPでは前戦ドイツGPでクラッシュし大破したスーパーアスラーダの修理が間に合わなかったため、GSXで出走。スーパーアスラーダの修理に時間と人手を優先するため、最小限の調整で臨んだ予選では15位と振るわず、決勝ではレースの途中で修理の完了したスーパーアスラーダに乗り換えるため、そこまでをGSXで無給油タイヤ無交換という決死の作戦に打って出た。
後にGSXをベースに開発された市販車GSX-NEO ベルサーティスがGIOより販売され、SINの作中でもハヤトのプライベートの愛車として登場している。
スーパーアスラーダ 01（SUPER ASURADA 01 カーナンバー30）
絶命した風見広之がCSアスラーダを搭載することを前提に独自に開発・製造した車両。サイバーフォーミュラ史上初となる3段以上の変形機構を有する車両で、サーキットモードのほか、エアロモード、ラリーモードに変形。
2015年、イギリスにある風見広之の邸宅に保管されていたものがスゴウチームのクルーにより発見、CSアスラーダを搭載し、新開発のスゴウ製V12エンジンと、2基となったブーストポッドにより、パワーはGSXより大幅に向上した。同年の世界選手権第5戦イギリスGPで初投入。初戦で変形システムに終盤トラブルが生じながらも、捨て身の作戦でいきなりポールトゥーウィンを飾ったのを皮切りに、2勝を含む4戦連続表彰台を記録するという驚異的な性能を発揮。5戦目となったその年の第9戦は車体を破損させたため、最終戦の日本GPでは軽量化されたスゴウ製の新シャシー（01B）となった。このレースでは作戦の都合からウェイトハンデを背負っていたにもかかわらず、先行する他の強豪を寄せ付けずに抜き去って優勝し、風見ハヤトの初タイトルに大いに寄与した。GSXではオプションとして取り付けが可能だったレーダーサテライトというドローンを標準搭載しており、打ち上げることで上空からの情報を得ることができる。第7戦アフリカGPでは迂回路を発見するのに、続く第8戦スペインGPでも分岐するコーナー状況を見極めるべく使用している。またレース以外での使用実例として、第5戦イギリスGPのレース会場となった飛行場に着陸しようとした飛行機の前輪ハッチが故障して開かなくなった時に、飛行機の下に潜り込みレーダーサテライトをぶつけてハッチを破壊するという荒業を成功させた。
スーパーアスラーダ SA-01/C（SUPER ASURADA SA-01/C カーナンバー1）
スーパーアスラーダ01からラリーモードを撤去し軽量化を図り、ウィングなどのパーツに手直しを加えたマイナーチェンジ版。またカラーリングも青と白が基調であることは同様ながら配置が大きく異なる。
2016年開幕戦ブラジルGPから投入されたが、長足の進歩を遂げた他チームに対して戦闘力で遅れを取った事と、ドライバー、メカニック共にマシンの性能を活かしきれず、スゴウチームは苦戦を強いられることとなった。
スーパーアスラーダ AKF-11（SUPER ASURADA AKF-11 カーナンバー1〈2016、2017〉、30〈2018〉、2〈2019〉）
風見広之と共にアスラーダ開発に携わったマシンデザイナー、クレア・フォートランによるスーパーアスラーダの大幅なアップデート版で、01に比べ、見た目にも空力的により洗練された形状となった。
2016年第6戦アフリカGPで投入され、ドライバーである風見ハヤトがイナーシャルドリフトを身に付けたこともあって、特に決勝レースにおいて強さを発揮し、2019年最終戦オーストラリアGPまで4シーズンに渡って現役に踏みとどまった。2018年に再登場してからはエンジンパワー差が大きくなっていたことから(それでも2勝を挙げている)最終戦日本GPと2019年についてはユニオンセイバーからエンジンの供給を受けた。外観や性能に目に見えた変化はないが、シャシーは2019年までにAKF-11Cスペックまで進化した。
4シーズンで通算13勝を記録（2016年・2勝、2017年・4勝、2018年・3勝、2019年・4勝）。これはAKF-0（12勝。2020年・6勝、2021年・6勝）と2022年のAKF-0/G（6勝）とを別に数えるとすれば、スゴウの車両の中では最多勝利数となる。
「AKF」はアスラーダ（Asurada）、風見（Kazami）、フォートラン（Fortran）のイニシャルを取ったもの。AKF-11の「11」は『イレブン』ではなく、『ダブルワン』と読む。
ガーランド SF-01（およびSF-02）（GARLAND SF-01,SF-02 カーナンバー2〈2018〉、1〈2019〉）
2018年、風見を欠いたスゴウが第13回大会に向け投入した車両。クレア・フォートランによる設計で、アスラーダと異なり変形機構を有さないなど、クレアの独自色が強いマシンである。
戦闘力は極めて高く、2018年シーズンにおいては2年目の新人アンリ・クレイトーによって駆られ、安定して好成績を残し、最終的にアンリにチャンピオンタイトルをもたらした。翌2019年はマイナーチェンジ版のSF-02が投入されたが、こちらは開幕戦アメリカGPこそ2位表彰台で終えたものの、以後は表彰台に届くことすらなく低迷して冴えない結果に終わった。
円形のステアリングではなく、旅客機の操縦桿のような特殊なステアリングを両手で握り使用する。
「SF」はスゴウ（Sugo）、フォートラン（Fortran）のイニシャルを取ったもの。
ガーランド SF-03（GARLAND SF-03 カーナンバー9〈2020 風見〉、10〈2020 クレイトー〉、2〈2021〉）
2020年にスゴウが投入した新型ガーランド。SF-01に引き続き、アンリ・クレイトーが駆った他、2020年シーズン序盤は風見ハヤトも使用した。扱いやすく速いガーランドの特性を引き継いだ正常進化型で、SF-02や2019年仕様のスーパーアスラーダAKF-11と比べれば高性能で、多年に渡って現役だが常にそこそこの戦闘力を保っている。
3年落ちのスーパーアスラーダAKF-11と比べテストで好成績を出したことから、風見ハヤトは2020年をガーランドで戦うことを決めたが、新人フリッツが駆るアルザードNP-1には全く歯が立たず、ハヤトはガーランドに乗っていた時は、5戦中5位と6位が1回ずつ、リタイア3回とほとんど結果を残せなかった。
なお、『サイバーフォーミュラ大全』 (ISBN 4844356933) などのミスにより「風見車の操縦桿は通常のステアリングに近い形状のもの」説が広まっているが、作中では風見はアンリ車と同じくスティック状の操縦桿を使用している。
ν-アスラーダ AKF-0（ν-ASURADA AKF-0 カーナンバー9〈2020〉、1〈2021〉）
クレア・フォートランが開発したスーパーアスラーダのフルモデルチェンジ版。変形機構にレアメタル（形状記憶合金）を採用したことにより瞬時の変形が可能となり、空力的にもAKF-11に比べさらに洗練された。新機軸として、2段加速のブースト（スパイラルブースト）を備える。それらを除く基本的なスペックはガーランドSF-03と同じだが、変形機構を有するため重量的にはわずかに重い（設定ではSF-03の455kgに対しAKF-0は461kgであり6kg重い）。
変形機構はAKF-11と同じくサーキットモード、エアロモードのふたつだが、偶発的にリフティングターンのための変形が発見されたため、リフティングターンを用いる時は、その形状となる。エンジンはユニオンセイバー製を搭載していた2019年のAKF-11と異なりスゴウ製に戻ったが、これにより2021年はエンジンパワーの不足を慢性的な弱点として抱えた。
ν-アスラーダ AKF-0/G（ν-ASURADA AKF-0/G カーナンバー1）
AKF-0にGIO社製のエンジンを搭載したもの。2022年に投入された。AKF-0の最大の欠点であったエンジンパワーの不足を補い磐石かと思われたが、序盤でGIO社製エンジンの構造欠陥が発覚し、同年の前半戦においてスゴウは思わぬ苦戦を強いられた。
後半ではこのトラブルを克服した新エンジンを投入し、ブリード加賀駆る凰呀AN-21との熾烈なデッドヒートを最後の最後まで演じたが、紙一重で敗れた。
ガーランド SF-03/G（GARLAND SF-03/G カーナンバー2〈2022 クレイトー、2023 ブーツホルツ〉）
SF-03にGIO社製のエンジンを搭載したもの。2022年に投入され、2023年にはアンリ・クレイトーに代わって加入したエデリー・ブーツホルツによって操られることとなる。2022年シーズンについては、車体が異なるアスラーダに供給されたものとは仕様が異なるエンジンであったため、ガーランドがエンジントラブルに悩まされることはなかった。
AKF-0/1B ネメシス（AKF-0/1B NEMESIS カーナンバー0）
ゲーム『新たなる挑戦者』に登場。車体はν-アスラーダAKF-0と同一だが、サイバーシステムとしてはアスラーダではなく「ネメシス」を用いる。スゴウのテストドライバー、司馬誠一郎はこのマシンとともに、2020年大会閉幕後に開催された「エクストリームスピード」に参戦した。カーナンバーは「0」であるが、その色はゲーム本編中では他のアスラーダ同様に赤であるのに対し、パッケージ中では緑になっているという差異がある。『Road to the Evolution』以降の『Road to the Infinity（RTI）』シリーズにも登場する。
サイバーシステム「ネメシス」はアスラーダ同様に個性を持ち、よく話すサイバーシステムである。
ゲーム『新たなる挑戦者』において、声は男声（大塚芳忠）もしくは女声（田中敦子）から選べる仕様になっていたが、後のRTIシリーズでは田中敦子による女声に統一されている。
ν-アスラーダII AKF-0/G II（ν-ASURADA AKF-0/G II カーナンバー1）
ゲーム『Road to the Infinity 2』以降に登場。ν-アスラーダAKF-0/Gのアップデート版。

|            | アスラーダGSX          | スーパーアスラーダ01 | スーパーアスラーダAKF-11 | νアスラーダAKF-0   | νアスラーダAKF-0/G |
| ---------- | ---------------------- | -------------------- | ------------------------ | ------------------ | ------------------ |
| 全長       | 4378mm                 | 4720mm               | 4701mm                   | 4701mm             | 4701mm             |
| 全幅       | 2242mm                 | 2218mm               | 2493mm                   | 2493mm             | 2493mm             |
| 全高       | 1005mm                 | 945.2mm              | 942.7mm                  | 942.7mm            | 942.7mm            |
| 車両重量   | 720kg                  | 687kg                | 477kg                    | 461kg              | 458kg              |
| 総排気量   | 5000cc                 | 5000cc               | 4495cc                   | 4494cc             | 4497cc             |
| 最高出力   | 1200馬力/20000回転     | 1800馬力+α/23500回転 | 1940馬力/20800回転       | 2160馬力/21900回転 | 2298馬力/23200回転 |
| 最大トルク | 120kg-m/12000回転      | 160kg-m/15000回転    | 168kg-m/17500回転        | 176kg-m/17500回転  | 205kg-m/17900回転  |
| 最高速度   | 420km/h+α              | 505km/h+α            | 640km/h+α                | 685km/h+α          | 707km/h+α          |
| エンジン   | C.C.エンジンV10        | C.C.エンジンV12      | スゴウV-2 V12            | スゴウSV-7/B V12   | GIO-V・SPEC-02 V12 |
| 構造       | C.T.S 4WD              | C.T.S 6WD            | SSC-3T                   | C.T.S 6WDS         | C.T.S 6WDS         |
| ボディ素材 | C.F.R.P+チタニウム合金 | S.C.F.R.P            | S.C.F.R.P                | S.C.F.R.P+S.P.R.M  | S.C.F.R.P+S.P.R.M  |
| 変速機     | 前6 後1                | 前6 後2              | 前6 後1                  | 前6 後1            | 前6 後1            |

|            | ガーランドSF-03    | ガーランドSF-03/G  |
| ---------- | ------------------ | ------------------ |
| 全長       | 4722mm             | 4722mm             |
| 全幅       | 2401mm             | 2401mm             |
| 全高       | 933.4mm            | 933.4mm            |
| 車両重量   | 455kg              | 452kg              |
| 総排気量   | 4494cc             | 4497cc             |
| 最高出力   | 2115馬力/21000回転 | 2248馬力/21800回転 |
| 最大トルク | 174kg-m/17300回転  | 194kg-m/17100回転  |
| 最高速度   | 672km/h+α          | 695km/h+α          |
| エンジン   | スゴウSV-7 V12     | GIO-V・SPEC-02 V12 |
| 構造       | C.T.S 6WDS         | C.T.S 6WDS         |
| ボディ素材 | S.C.F.R.P          | S.C.F.R.P          |
| 変速機     | 前6 後1            | 前6 後1            |

#### アオイ
サイバーフォーミュラ黎明期から「アオイモータース」として参戦し、第5回大会から「アオイフォーミュラ」に改名。選抜方式だった初期10回の大会中で、全日本GP3度の優勝を含む（複数回優勝をしたのはアオイだけ）、国内チーム最多となる7度の世界参戦を果たした。その世界大会においても日本のチームとして最初のランクインチームであり、第12回での総合優勝を含めランクイン回数も日本チームで最多である。2020年のスキャンダルで失墜するまでは国内のみならず世界でも最大の大手チームだった。第10回大会の途中でZIPレーシングを買収し「アオイZIPフォーミュラ」を立ち上げ、STAGに次ぎいち早く2カー体制を取ると、全チーム2カー制となる2020年に統合。その年にスキャンダルを起こし1年間の出場停止を経て、2022年に規模を大幅に縮小して復帰すると、2度目の総合優勝を果たす。
マシン開発においては、「アオイモータース」時代はパーツのみの製造であったが、第5回大会からチーム名変更と同時にマシン全部分を自社で開発するようになると、早い時期からリニアローターバルブやパルスドライブロータリーバルブなどの開発に着手するなど、積極的なマシン開発を続けてきた。GT型が主流の時代はスペリオンシリーズを熟成させていく一方、ZIP立ち上げと同時にフォーミュラ型となるステルスジャガーを投入すると、翌年にはその両シリーズのメリットを掛け合わせたマシンを発表。名称こそスペリオンシリーズを受け継いでいるが、時代がフォーミュラ型が主流になりつつあったこともあり、シルエットはフォーミュラ型となった。
ステルスジャガーを除き、いずれも6輪で、前2輪・後4輪の形態を一貫して採用している。変形機構は、エクスペリオンZ/A-8で初めて導入されて以降、名雲チームで開発されたアルザードも含め、いずれもエアロモードで車体前部をすぼめる形状へと変形することを大きな特徴とする。これは凰呀のスーパーエアロモードも同様である。伝統的に高速仕様を重視しているといえる。
ステルスジャガーを除く各車両は、ブーストポッドのために車両後部に比較的大きくスペースを割いており、スペリオン系とアルザードは比較的大型な2基、エクスペリオンと凰呀は比較的小型な4基のブーストポッドを備え、それらが展開することでブーストモードとなる。アルザード、凰呀を除く各車両のブースト（ブーストモード）には「〜ウィング」との名称がついている。
エンジン、シャシー共に自社製で、安定して高性能を発揮している。車体開発技術も高く、性能面で後れを取ったことは少ない。ファイヤースペリオン、ステルスジャガーを同時開発していたことからもわかるように、当初はサイバーフォーミュラ開発に潤沢な資金を投入していた。
2020年には前年から体制を一新し、新機軸を投入したアルザードNP-1を投入し序盤を席巻したが、重大な規則違反がその後白日のもととなり、この「アルザード事件」で企業イメージが失墜したことから状況が変わった。
スペリオンGT（SPERION GT カーナンバー5）
2015年大会序盤の時点では唯一となる6輪車で、葵自動車の広告となる目的のため、同社のGTカーと似た形状をしているが純粋なCFマシンである。
富士岡クオリファイ、続く全日本グランプリではほぼ楽勝といっていい圧倒的な高性能を見せ、世界選手権でも好走し、第4戦カナダGPでは新条直輝に初優勝をもたらし、第5戦イギリスGPでも圧倒的な性能を持つ風見ハヤトのスーパーアスラーダ01と激しく優勝を争ったが、最後に力尽きた(6位完走扱い)。
高速での走行を重視して開発された車両だが、世界選手権の第2戦ペルーGPではタイヤがバーストするというトラブルに見舞われたにもかかわらず 6輪であるため3位完走を果たすなど、ラリーにおける耐久性でも優れた性能を発揮した。
ブーストモードの名称は「ピーコック(孔雀)ウィング」。
ファイアースペリオンG.T.R（FIRE SPERION G.T.R カーナンバー5）
アオイが2015年後半戦のために開発を進めていたスペリオンGTのアップグレード版で、当初の予定を早め第6戦ノルウェーGPで投入された。アオイの体制変更、ドライバーである新条のスランプなどもあって、ほろ苦いデビューとなるが、新条の復調もあって終盤では本来の戦闘力を発揮し、第9戦ドイツGPの優勝を含め、最終3戦を連続表彰台で飾った。ブーストモードの名称は「フェニックスウィング」。
プロトジャガー Z-6 (PROTO JAGUAR Z-6 カーナンバー99)
アオイが一般に市販している車種だが、ブリード加賀はクラッシュレースに参戦する目的で改造を施し、前輪バンパー部分に収納式チェーンソー、乗降口下部分にスモークディスチャージャーと過激な装備を搭載している。マシンデザインは当時発売されていた日産・フェアレディZ（Z32形）をモデルにしており、フロントマスクやリアコンビネーションランプに共通点が見られる。
グランプリレースには出場していないマシンだが、上述したとおりシリーズでは数少ない実在の市販車に近づけたデザインであり人気も高く、当時発売されていた玩具でも他のサイバーフォーミュラマシンと同格扱いでラインナップされていた。ファイヤーボールレースで大破した。
ステルスジャガー Z-7 (STEALTH JAGUAR Z-7 カーナンバー9)
アオイがファイヤースペリオンと同時期は開発した車両で、アメリカ空軍のステルス戦闘機を彷彿とさせるシルエットのフォーミュラカータイプのマシン。2015年の第7戦アフリカGPから新生アオイZIPチームのレースマシンとして、ブリード加賀とともにデビューした。戦闘力は高く、デビュー戦をポールポジションで飾り、デビュー戦から3戦連続で表彰台を記録し、4戦目の2015年最終戦日本GPもリタイアするまで3位を走行した。
スペリオンGT、ファイヤースペリオンとは特徴を大きく異にしているが、翌年のエクスペリオンZ/A-8以降の各車両の前部はステルスジャガーが源流となっている。
ファイアースペリオンGTO-15B（FIRE SPERION GTO-15B カーナンバー2）
2016年開幕当初、エクスペリオンを投入するまでのつなぎとして投入された車両。ファイヤースペリオンを単座にするなどしたマイナーチェンジ版だが、同じく前年型のマイナーチェンジであるスゴウのスーパーアスラーダSA-01/Cとは異なり戦闘力は高く、4戦走って表彰台3回という結果を残した。後にこの車をベースにスペリオンG.T.Oとして市販車が販売された。
ステルスジャガー Z-7B (STEALTH JAGUAR Z-7B カーナンバー7)
2016年開幕当初、エクスペリオンを投入するまでのつなぎとして投入された車両。アオイZIPにおいて前年の加賀に代わりB・H・ガーネットによって駆られ、4戦中3戦で入賞を記録し、ファイヤースペリオン同様、戦闘力の健在ぶりを示した。
エクスペリオン Z/A-8（EXSSPERION Z/A-8 カーナンバー2〈2016、2017 新条〉、7〈2016 シューマッハ、2017 レンツ、2018 加賀〉、1〈2018 新条〉、5〈2019 加賀〉、6〈2019 新条〉）
2016年第5戦イギリスGPで、アオイが満を持して投入した車両。サーキットモードからエアロモードに変形できる機構を有し、形状としては前部はステルスジャガー、後部はファイヤースペリオンのそれを引き継いだものとなっている。
初年度はアオイの新条に加え、アオイZIPから復帰したナイト・シューマッハによって駆られ、ともに最終戦までタイトル争いに絡んだが、両名ともチャンピオンを逃した。2年目の2017年は、シーズン序盤に独走していた風見、ランドルの二人が負傷により戦線離脱したこともあって、新条直輝の初の栄冠に貢献することとなった。2018年は、復帰したブリード加賀によって、三度タイトル争いに絡むが、この年は最終戦でタイトルを逸することとなる。翌2019年まで4シーズンに渡って参戦し、新条、シューマッハ、加賀の3名で通算14勝を記録した。これはアオイ車両としては最多勝である。この3名以外では、2017年の第12回大会でJ・M・レンツもこの車のステアリングを握っているが、わずかなポイントを獲得するにとどまった。
名称は「EX-PELION」、スペリオンを超える物、の意。エアロモードの名称は「ステルスモード」、ブーストモードの名称は「イカロスウィング」である。車体の色は新条が赤、シューマッハが濃い紫、加賀がピンクとなっている。2017年（もしくは2018年）以降に投入された後期型ではブーストポッドの展開方法に変更が加えられた。
エクスペリオン Z/A-10（EXSSPERION Z/A-10 カーナンバー5）
アオイが2020年シーズンでの投入を目論み開発したエクスペリオンのアップデート版。コクピット後端上部にエンジン用インテークを備えるなど、ボディワークに若干の変更が施された。当初、加賀、新条の2名とともに2020年シーズンを戦う予定であったが、開幕前のテストでその座をアルザードに奪われた。
2022年に復帰したブリード加賀によって、同年の開幕戦アメリカGPを戦ったが、2年落ちの車両では上位チームには歯が立たず、加賀のドライビングをもってしても6位入賞が精一杯という状況で、チームを落胆させた。
アルザード NP-1（AL-ZARD NP-1 カーナンバー5〈加賀〉、6〈フリッツ〉）
サイバーフォーミュラのアオイチームの開発ファクトリーではなく、同チームの親会社である葵自動車の一研究開発部門で開発された車両。
開発に携わった名雲京志郎らが以前に製作した凰呀のデチューン版で、サイバーシステム（CS）にバイオコンピュータ（以下、BC）を使用したものと、通常のスーパーニューロコンピュータを使用したものとの2種類が存在し、両者は色（加賀車が明るい紫、新条に代わって加入したフィル・フリッツ車が濃い紫となっている）以外の外観も明らかに異なる。変形にレアメタル（形状記憶合金の一種）を用いた初のサイバーフォーミュラ車両でもあり、そもそも名雲京志郎らの開発したレアメタルが葵自動車会長の目に止まったことが、この車両が開発されたきっかけとなった。
BCを採用するフリッツ車には電流を用いてドライバーの身体をBCが操作するという“間接的車体制御機構”が仕組まれており、これによりドライバーの技術に関わりなく最適な走りを行うという真似をBCの性能に飽かせて行うことができる。このためサイバーに上がれるほどの技量を持ってなかったフリッツがドライバーを務めているにも拘らず無類の強さを見せつけ、CSだけが異なる同じ車体を使う加賀をも寄せ付けぬ異次元級の速さを見せ続け、前半5戦で4勝という快進撃を見せた。
車体性能にしても2020年開幕当時は群を抜いており、レアメタル変形という新機軸の可変機構、6輪以上に安定した高速走行を可能とした8輪機構、人では制御し切れぬほどのエンジンパワーと、圧倒的なスペックを誇っていた。しかしそれはBC制御が前提でありドライバーの存在をサイバー参加の条件程度にしか見ていないものであったため、加賀曰く「人が乗るように出来てない」という評価を受けた。
なお、BC搭載車両の傀儡機構はレギュレーション違反でありシーズン終盤にそれが発覚したため、アオイはフリッツが全戦失格処分となり（ただし、加賀車は従来型のCSを使用していたため、失格にはならなかった）この車両は封印された。
凰呀（オーガ） AN-21（OGRE AN-21 カーナンバー5）
名雲京志郞のチームが葵自動車の研究開発部門で製作し、2019年に完成した。
名雲京志郞の兄である名雲柾が提唱したコンセプトに基づいておりCSにはBCを採用し、名雲柾が製作した3台の試作車両のデータを反映したものとなっている。車体についても名雲柾のプロジェクトを引き継いでいるため、従来のアオイの車両との共通点はブーストポッドが多連装であることと、スーパーエアロモードの変形時の形状くらいのもので、エクスペリオン以前の車両からの継続性は皆無に近い。タイヤは6輪となっているがこれもアオイ式の前2輪・後4輪の方式ではなくスゴウと同じ前4輪・後2輪となっており、アスラーダとの共通性を多分に感じさせるものとなっている。機構は不明ながらAKF-0同様にブースト時は2段階に渡って加速する。変形機構についてはアルザードと同じくレアメタルを使用している。
CSはハイスペックなBCによる高強度補助“如何な状況であっても最速を求め応えていく”仕様であり、その車体制御・装甲補助能力は並のCSを遥かに凌駕している。また従来型がドライバーに対する“補助”や“補強”の域を超えないのに対し、BCはドライバーと共に走る“共闘”の域にある。そのため“人”単独の域を超えた走りが可能である。しかし“共闘”に際してドライバーの心情面などを考慮する機能はなく純粋に必要な能力のみで纏め上げられているため、ドライバーは自身の能力を超える走りに対してBCが不足分を埋めることを信じて飛び込んで行かなければならない。兄弟機とされるアスラーダも同じく“共闘”種ではあるが、こちらはドライバーの心情面を考慮した教育型CSによる“信頼醸成型”であるため、半身をCSに任せ“人機一体”の走りを行うに当たってBCほど付き合い辛くはない。
このBCの、最初から“完成型”であり“信頼醸成期間”が無い仕様はドライバーに尋常ならざる胆力を要求してしまうという問題点を抱えており、条件を満たさない・あるいは弱腰なドライビングに対しても“最速”を目指した過度の走行補整が入るため、半端なドライバーでは逆に補正に振り回されてしまう事例が当初から多発していた。状況が回復不可能なまでに破綻する頃には事故防衛機能の限界を超えてしまうため、過去2人のテストドライバーを黄泉の国へと送り出してしまうこととなり、そのため開発停止と共に長きに渡って封印される羽目となってしまっていた。
性能的には2022年において当時最強のν-アスラーダAKF-0/Gに唯一比肩し得る存在であった。
2022年第3戦アルゼンチンGPでデビューし、デビュー戦で早くも優勝を飾ると、ライバルである風見ハヤトがマシントラブルに悩まされたことにも助けられ、チャンピオン争いを展開し、最終的にブリード加賀に栄光をつかませた。
2022年第11戦オーストラリアGPで大破したため、最終戦日本GPではシャシーが「AN-21B」となっている。
ブーストモードの名称は「エアロブーストモード（AERO BOOST MODE）」といい、ブーストの追加速に際して「スーパーエアロブーストモード（SUPER AERO BOOST MODE）」へと変形する。
アルザード NP-2（AL-ZARD NP-2 カーナンバー5〈新条〉、6〈司馬〉）
2023年にアオイが投入した車両。アルザード（従来型のCSを使用していた加賀車）のアップデート版で、前モデルとの外観的差異に乏しい。ユニオンセイバーからアオイに3年振りに復帰した新条直輝と、新人の司馬誠一朗によって駆られることとなる。作品本編には『SIN』最終話の追加エンディングでその姿が登場したのみであり、名称はゲーム『Road to the Infinity 2』にて明らかとなった。
イグザード Z/A-11（EX-ZARD Z/A-11 カーナンバー5〈新条〉、6〈司馬〉）
ゲーム『Road to the Infinity 2』以降に登場。アルザードNP-2に代わって2023年シーズン途中で投入された新型車両。名称は「EX-ZARD」、アルザード（AL-ZARD）を超える物、の意。
|            | スペリオンGT       | ファイヤースペリオンG.T.R | ステルスジャガー Z-7  | エクスペリオンZ/A-8   |
| ---------- | ------------------ | ------------------------- | --------------------- | --------------------- |
| 全長       | 4734mm             | 4752mm                    | 4745mm                | 4579mm                |
| 全幅       | 2262mm             | 2284mm                    | 2280mm                | 2498mm                |
| 全高       | 987.3mm            | 975mm                     | 999mm                 | 918.3mm               |
| 車両重量   | 745kg              | 738kg                     | 675kg                 | 471kg                 |
| 総排気量   | 5000cc             | 5000cc                    | 5000cc                | 4494cc                |
| 最高出力   | 1450馬力/16000回転 | 1750馬力/24000回転        | 1820馬力/24500回転    | 1935馬力/20400回転    |
| 最大トルク | 130kg-m/12500回転  | 145-m/15000回転           | 140-m/15000回転       | 172kg-m/16000回転     |
| 最高速度   | 435km/h+α          | 501km/h+α                 | 500km/h+α             | 645km/h+α             |
| エンジン   | C.C.エンジンV12    | C.C.エンジンV12 Ver.III   | C.C.エンジンV12 Ver.V | C.C.エンジンV12 Ver.V |
| 構造       | C.T.S 6WD          | C.T.S 6WD                 | S.C.T.S 4WD           | C.T.S 6WD             |
| ボディ素材 | C.F.R.P            | C.F.R.P                   | S.C.F.R.P             | C.F.R.P               |
| 変速機     | 前6 後1            | 前6 後1                   | 前6 後1               | 前6 後1               |

|            | アルザードNP-1             | 凰牙AN-21                      |
| ---------- | -------------------------- | ------------------------------ |
| 全長       | 4730mm                     | 4730mm                         |
| 全幅       | 2427mm                     | 2498mm                         |
| 全高       | 913.7mm                    | 923.8mm                        |
| 車両重量   | 454kg                      | 455kg                          |
| 総排気量   | 4496cc                     | 4499cc                         |
| 最高出力   | 2180馬力/21400回転         | 2240馬力/22700回転             |
| 最大トルク | 197kg-m/16000回転          | 206kg-m/16400回転              |
| 最高速度   | 692km/h+α                  | 710km/h+α                      |
| エンジン   | C.C.エンジンV12 AOI Vcon/2 | C.C.エンジンV12 AOI RR-4 spec2 |
| 構造       | C.T.S 8WDS                 | C.T.S 6WDS                     |
| ボディ素材 | S.C.F.R.P+R・M・T-2000     | C.F.R.P+R・M・T-2000他詳細不明 |
| 変速機     | 前6 後1                    | 前6 後1                        |

#### ユニオンセイバー
第4回大会から参戦するイギリスのチーム。ハイデッカー、シューマッハ、ランドル、新条など、充分にチャンピオンを狙えるドライバーを歴代獲得しながらも、未だに総合優勝の経験のない無冠の強豪チーム。最高位は第8回大会のジェームス・郭と、第15回と第16回大会のランドルによる2位。第8回大会以降常に上位にランクインしている強豪だが、他のトップチームが第10回大会頃以降、次々に2カー体制を開始する中でも1エントリーを続け、2020年に全チーム2カー制が導入された時でさえ、開幕時は1エントリーを継続したが、その年の最終2戦以降2カー制を開始した。
2015年当初使用していたナイトセイバーはドイツのコンストラクター（車体製造者）のケルンから供給されていた市販のレースカーで、チームとしては車体を製造していなかったが、カール・リヒター・フォン・ランドルの加入以降は自社で車体製造も手がけるようになり、従来から製造していたエンジン開発のノウハウにランドルの資金力が加わりユニオンセイバー製レースカー、イシュザークは強力な戦闘力を発揮した。まだGT型が主流だった時期にいち早くフォーミュラ型のナイトセイバーを採用した一方、GT型のイシュザークに変更後は時代がフォーミュラ型に主流移行しても2019年までGT型を採用していた。
基本的にイシュザークはダウンフォース発生用のウィングは備えておらず、回転するローターによってダウンフォースを能動的に発生・非発生させる点に特徴があり、イシュザークはアオイ、スゴウの車両とは異なり、変形機構は搭載しないが、これもダウンフォースローターの特性から必然的なことである。
ブースト機構は巨大なブーストポッドを1基のみ搭載する。水素エンジンを搭載したイシュザークのブーストモードの名称は「メッサーウィング」。その名の通り、通常は刃のようにそそり立っている車体中央部の垂直尾翼状のウィングが左右に大きく展開し、巨大なブーストポッドが露出するという仕組み。イシュザーク00-X1などリニアホイール搭載車両を含め、この垂直尾翼状の巨大なウィングはイシュザークシリーズの大きな外観的特徴となっている。
ナイトセイバー 005（KNIGHT SAVIOR 005 カーナンバー1）
ケルンから供給された車両。ホイールベースを伸ばし高速走行に最適化するスプリントモードと呼ばれる特殊な簡易変形機構を有する点を除けば、ごく普通のフォーミュラカーの形状をしている。
レースチーム向けに市販されているレース車両であるが、2015年シーズンの開幕段階では参戦車両中、最高速で1位、ゼロヨンで2位など優秀なデータを示し、ナイト・シューマッハの能力が加わり、周囲を驚かせる活躍を見せた。
イシュザーク 007（ISSUXARK 007 カーナンバー1）
本来はシューマッハ専用として開発されていた車種。後任のランドルと共に第6戦ノルウェーGPでデビュー、その才能にいかんなく応え、デビューしていきなり2連勝を飾り、予選では終盤5戦中、実に4戦でフロントロー（3戦でポールポジション）という抜群の速さを示し、トラブルに見舞われた第9戦以外はいずれも優勝争いをリードした。ウィング前端部を軸として左右に展開するエアブレーキ機構を持っていたが、00-X1以降はそうした装備は見られなくなった。
デザインした河森正治は、パワーボート風のフォルムを持つイシュザークのデザインは、この007の時点ですでに完成しており、008以降、特に00-X1以降のイシュザークのデザインは当初の個性を削いでいったものでしかないと述べている。
イシュザーク 008（ISSUXARK 008 カーナンバー3）
2016年からラリーが廃止されたことに伴い、前年のイシュザークをオンロード専用仕様としたもの。2016年から2017年にかけて用いられ、前モデル同様、デビュー戦となった2016年開幕戦ブラジルGPと第2戦アメリカGPでいきなり連勝した。2016年シーズンはランドルのスランプもあってタイトルの獲得こそ逃したが、2017年までに入賞した全10戦をいずれも表彰台圏内で終えていることからも明らかなように、この車の戦闘力は極めて高いものであった。
ナイトセイバー 006R（KNIGHT SAVIOR 006R カーナンバー3）
ケルンから供給された車両。ナイトセイバー005のアップデート版。2017年第5戦で負傷し戦線離脱を余儀なくされたランドル（イシュザーク008）に代わり、第6戦スペインGPよりB・H・ガーネットによって駆られた。計7戦に参戦し、6ポイントを記録。翌2018年も引き続きガーネットが搭乗、11戦に出場し、6ポイントを記録。
イシュザーク 00-X1（ISSUXARK 00-X1 カーナンバー3）
自社のエンジンを供給する見返りとしてスゴウから得た6輪駆動・制御ノウハウと、シュトロブラムスから供給を受けたローリングコクピット・リニアホイールなどによって生まれ変わった新型イシュザーク。シュトロゼックチームの親会社であるシュトロブラムス社との関係のためか、同チームのフランツ・ハイネルが設計に関り、従来からついていた尾翼状のウィング・コックピットは、シュトロゼックのシュティールと同じく、コーナリング時に左右にスイングするようになった。ただし、ランドルの希望により、着座姿勢は同時期に開発されていた新型シュティール（HG-164）とは異なり通常のシート式となっている。
この車両の製造時より、ランドルがユニオンセイバーのオーナーに就任したため、技術の根幹からの大幅な変更が可能となり、動力にリニアホイール、足回りに6輪、と、前モデルから大胆な変更が加わった。いずれもユニオンセイバーとしては初めて導入したものであったが、デビュー戦となった2018年の最終戦日本GPでは、これがデビュー戦となる謎の新人プリンツ・ローゼンクロイツがプレクオリファイ（予備予選）をあっさり通過し、リタイアするまではトップ争いを演じた。
翌年はほぼ2年ぶりに復帰したランドルによって駆られ、前半6戦で2勝、シーズン12戦で表彰台7回と健闘したものの、スゴウやアオイ同様、後半戦はジャッキー・グーデリアン駆るシュティールHG-165の後塵を拝するのみに終わる。
イシュザーク 00-X3（ISSUXARK 00-X3 カーナンバー3）
2020年にユニオンセイバーが投入した新型イシュザーク。6輪車で引き続きローリングコクピット・リニアホイールを用いた。外観的にはこれまでのイシュザークとは幾分異なり、側面がスリムになりフォーミュラカーに近い形状になった。フリッツのアルザードNP-1にこそ及ばなかったものの前年圧倒されたシュティールHG-165に対しては互角以上のレースが可能となったこともあり、アルザード事件によりアオイが失格になった後のランキングでは、実に前半だけで3勝(うち1勝はフリッツがリタイアした第4戦フランスGP)という結果をランドルにもたらした。
イシュザーク 00-X3/II（ISSUXARK 00-X3/II カーナンバー3〈ランドル〉、4〈2020-2022 新条、2023 ギャラガー〉）
00-X3の動力をリニアホイールから従来のユニオンセイバー製の水素エンジンに戻したもの。そのため、ブースト機構もメッサーウィングを含めイシュザーク008以来3年ぶりに旧来に服した。これにより、シュトロゼックから提供された技術はローリングコクピットのみ残る形となった。
2020年の第11戦日本GPでデビューし、このグランプリからユニオンセイバーは2台体制となり、ランドルに加え、謎の覆面ドライバーが当初デビューし、プレクオリファイをあっさり通過したが、直後にこれは開幕前にアオイを追われた新条直輝であることが発覚し、後、2022年までランドルと新条のコンビによってステアリングが握られた。デビュー戦では新条が難攻不落のアルザードをバトルで追い詰めそれを凌駕することを成功させ、ポテンシャルの高さを示した。このレースは途中で中止となったため、この新型イシュザークはデビュー戦を1-2フィニッシュで飾った。2年目の2021年シーズンは両名とも風見ハヤトとタイトルを争うも、及ばず。2022年は風見とブリード加賀の争いに加わることはできず、特にランドル車はトラブルにも数多く見舞われた。
2023年現在も現役である。色はランドルは従来どおり純白を、新条は真紅を、2023年に新条に代わって加入したセラ・ギャラガーは薄い赤を基調としたものとなっている。
|            | ナイトセイバー005          | イシュザーク007    | イシュザーク008    | イシュザーク00-X1    |
| ---------- | -------------------------- | ------------------ | ------------------ | -------------------- |
| 全長       | 4485mm                     | 4647mm             | 4651mm             | 4651mm               |
| 全幅       | 2207mm                     | 2248mm             | 2250mm             | 2250mm               |
| 全高       | 935.6mm                    | 982mm              | 982mm              | 982mm                |
| 車両重量   | 515kg                      | 695kg              | 492kg              | 471kg                |
| 総排気量   | 5000cc                     | 5000cc             | 4494cc             | 4494cc               |
| 最高出力   | 1500馬力/23000回転         | 1850馬力/25000回転 | 1860馬力/18800回転 | 1950馬力/19800回転   |
| 最大トルク | 140kg-m/11000回転          | 150-m/16500回転    | 157-m/15000回転    | 172kg-m/16000回転    |
| 最高速度   | 444km/h+α                  | 503km/h+α          | 610km/h+α          | 640km/h+α            |
| エンジン   | C.C.エンジンV12            | C.C.エンジンV12/S  | C.C.エンジンV12/S  | C.C.エンジンV12/S-II |
| 構造       | ハイドロリックシステム 4WD | C.T.S 4WD          | C.T.S 4WD          | C.T.S 6WD            |
| ボディ素材 | C.F.R.P                    | S.C.F.R.P          | S.C.F.R.P          | S.C.F.R.P            |
| 変速機     | 前6 後1                    | 前6 後1            | 前6 後1            | 前6 後1              |

|            | イシュザーク 00-X3   | イシュザーク 00-X3/II |
| ---------- | -------------------- | --------------------- |
| 全長       | 4021mm               | 4021mm                |
| 全幅       | 2350mm               | 2350mm                |
| 全高       | 982mm                | 982mm                 |
| 車両重量   | 462kg                | 460kg                 |
| 総排気量   | ー                   | 4494cc                |
| 最高出力   | 不明                 | 2140馬力/21900回転    |
| 最大トルク | 不明                 | 195kg-m/17500回転     |
| 最高速度   | 675km/h+α            | 685km/h+α             |
| エンジン   | 光学活性触媒燃料電池 | C.C.エンジンV12/S-V   |
| 構造       | 超電導リニアホイール | C.T.S 6WD             |
| ボディ素材 | S.C.F.R.PII          | S.C.F.R.P             |
| 変速機     | 無段（超電導加速）   | 前6 後1               |

#### シュトロゼックプロジェクト/シュトルムツェンダー
ハイネルがオーナーとなって第11回大会に立ち上げたチームで、翌年にはSGMと合併し、2年目にして2カー目となるチーム「シュトロムツェンダー」を開始するなど、急速な改革を経てチーム拡大し、4年目で頂点を獲った。全チーム2カー制が開始された2020年からは両チームを「シュトロムツェンダー」に統合している。
ドイツの自動車会社シュトロブラムス製の超伝導リニアホイールを搭載することを最大の特徴とする。燃焼機関からの動力を車輪に伝えるのではなく、車輪内にモーターを内蔵する構造ゆえ、ギアチェンジという機構がなく、加速（トルク）性能において大きな優位性を持つ。マシンデザインはドライバー兼マシンデザイナーのフランツ・ハイネルが手がけ、いずれも奇抜なデザインで知られる。コクピットも独特で、シュティール各モデル、シュピーゲル、いずれもドライバーには一風代わった着座姿勢を求める。
シュトロゼックプロジェクトとしてデビューした2016年は銀色だが、2017年以後、シュトルムツェンダーに移籍したジャッキー・グーデリアン車は金色、シュトロゼックプロジェクトのフランツ・ハイネル車は銀色となっており、2022年のシュピーゲルからはグーデリアン車が再び銀色となり、ハイネルに代わって参戦しているマリー・アルベルト・ルイザ車の色はショッキングピンクとなっている。初代シュティール以降、シュトロゼックの車体色が銀色である理由は、デザイナーでもあるドイツ人、フランツ・ハイネルの「シルバーアロー」への憧憬からである。
シュティール HG-161（およびHG-161B、HG-162）（STIL HG-161,HG-161B,HG-162 カーナンバー15〈2016 グーデリアン、ハイネル 2017、2018 ハイネル〉、5〈2017、2018 グーデリアン〉）
スーパーアスラーダのサーキットモードをシンプルにしたような形状だが、車体中央部には垂直尾翼状のウィングがそそり立ち、これを外観上の大きな特徴とする。これはコクピット部とつながっており、コーナリング時にコクピットごと左右にスイングし、内向きに倒れることでコーナーに対して内側のダウンフォースを高め、車体の安定性を高める効果を狙ったものである。これは「ローリングコクピット」と呼ばれ、以後2021年まで、一貫してシュティールに採用され続ける。バイクのごとく跨って乗るシートや、ジョイスティックを用いる操縦系も独自のもの。通常のシートよりも体力を要する姿勢であるため、強靭なフィジカルをもつグーデリアンに最も適したスタイルといえる。初年度から優勝するなど戦闘力は高く、改修型のHG-161B、HG-162も含め3年間使用した。
「HG」はハイネル（Heinel）、グーデリアン（Guderian）のイニシャルを取ったもの。
シュティール HG-164（およびHG-165, クロイツ・シュティール）（STIL HG-164,HG-165 カーナンバー5〈2018 グーデリアン〉、7〈2019 グーデリアン〉、8〈2019 ハイネル〉、1〈2020 グーデリアン〉、2〈2020 ハイネル〉、9〈2021 グーデリアン〉、10〈2021 ハイネル〉）
2018年の最終戦日本GPで登場。3輪バイクの横に補助輪つきのウィングを付けたような、例えようもない斬新な形状の5輪車。前モデル同様スイング式のウィングを備え、これまで通りの「ローリングコクピット」に加え、前の1輪、後ろの2輪がそれに連動して傾斜する機構が組み込まれた。これにより、タイヤの接地圧まで自在に制御することが可能となり、コーナリングにおいて大きなアドバンテージを築く。
2018年最終戦日本GPでHG-164がグーデリアン車1台のみデビューしたが、グーデリアンはこのレースではスタート直後に他車との接触でいきなりリタイアの憂き目にあった。2019年第7戦イタリアGPで投入されたHG-165（「クロイツ・シュティール」の異名でも呼ばれる）で完成の域に達した。コーナリングではローリングコクピット、ストレートではリニアホイールをオーバードライブさせずとも他車のブーストすらしのぐ速度で巡航できるハイパーリニアという完璧なコンビネーションで同年の後半戦を席巻し、ジャッキー・グーデリアンにチャンピオンタイトルをもたらした。2019年こそ圧倒的なアドバンテージを誇ったものの、翌年以降は長足の進歩を遂げた他チームに追いつき追いこされ、活躍はわずかな期間のみにとどまった。
作品のマシンデザインを手がけた河森正治は実際にはシュティールHG-164（HG-165）のデザインを先に着想していたが、斬新すぎるとのことでいったん没となり、HG-161という段階を経て5輪車のHG-164を登場させることとなった、という経緯がある。
シュピーゲル HP-022（SPIEGEL HP-022 カーナンバー9〈グーデリアン〉、10〈ルイザ〉）
2022年にシュトルムツェンダーが投入した、シュティールとは全く異なるコンセプトの新型車両。最大の特徴は極限までに低重心化が図られている点で、それを徹底するために、ドライバーはほぼ寝そべった状態で搭乗する。
コクピットは風防ガラスなどは備えず密閉状態となっており、ドライバーはコクピット内部に備えられたモニター越しに操縦するという形になっている。タイヤの配置はオーソドックスな4輪であるが、シュトルムツェンダー（シュトロゼック）の車両としては初となる変形機構並びに一部分だけだがレアメタルを有し、エアロモードでは4輪全てが車体の中心線側に寄って細長い形状となり、空気抵抗を低減させるという方式を採る。
初年度の2022年には風見ハヤトとブリード加賀が優勝を独占していく中、第7戦イギリスGPで両名以外では唯一となる優勝をジャッキー・グーデリアンが挙げるなど、ポテンシャルは見せたものの車体はトラブル続きで、グーデリアン、この年よりハイネルに代わって搭乗したルイザはともに低迷を味わった。
その形状から「ミズスマシ」との異名を持つ。完全密閉のコクピットの中でドライバーが寝そべった状態で運転する様は、「走る棺おけ」（本来はドライバーの命が危うくなるような車を指す）を連想させる。

|            | シュティールHG-161      | シュティールHG-165      | シュピーゲルHP-022       |
| ---------- | ----------------------- | ----------------------- | ------------------------ |
| 全長       | 4341mm                  | 4682mm                  | 4706mm                   |
| 全幅       | 2139mm                  | 2412mm                  | 2488mm                   |
| 全高       | 981.2mm                 | 965.1mm                 | 718.5mm                  |
| 車両重量   | 472kg                   | 460kg                   | 452kg                    |
| 総排気量   | ー                      | ー                      | ー                       |
| 最高出力   | 1820馬力相当            | 1950馬力相当            | 2050馬力相当             |
| 最大トルク | 170kg-m                 | 199kg-m                 | 212kg-m                  |
| 最高速度   | 592km/h+α               | 665km/h+α               | 695km/h+α                |
| エンジン   | 光学活性触媒燃料電池    | 光学活性触媒燃料電池    | 光学活性触媒燃料電池     |
| 構造       | 超電導リニアホイール4WD | 超電導リニアホイール5WD | 超電導リニアホイール4WDS |
| ボディ素材 | 高分子誘導体C.F.R.P     | S.C.F.R.P               | S.C.F.R.P+H.P.R.M        |
| 変速機     | 無段（超電導加速）      | 無段（超電導加速）      | 無段（超電導加速）       |

#### ミッシングリンク
コングロマリット企業オーバル・エンタープライズ社が親会社で、サイバーフォーミュラ以外にF1にもチームを送り込んでいるチームだが、サイバーフォーミュラへの参戦は余技といったところでそれほど熱心ではなく、車体開発も自社ではなくドイツのケルン社が行っている。イギリスのチームでありながら代々ロシア人ドライバーを多く起用している。最高位はケルンスキー、ヴォルガ、ブーツホルツがそれぞれ1度ずつ、4位になっている。
他チームがオーソドックスな前6段のミッションを採用する中、伝統の7段を採用し続けている。駆動系においては、最新型のストラトミッショネルMS-3/Bですら4輪駆動ではあるが4輪操舵とはなっていないなど、古さも残した設計。それでも中団を争うチームよりは頭ひとつ抜けた存在であり、ドライバーのエデリー・ブーツホルツの能力であれば表彰台を争うことすら可能な程度の車両は常に用意している。エンジンはいずれもXi社から供給されたものを搭載する。
いずれの車両もフロント部が顔を模したペイントもしくは形状となっている。
ミッショネル VR-4（MISSIONNEL VR-4 カーナンバー13）
当時のブーツホルツの任務を反映したクラッシャー仕様のマシン。レースとは全く関係ないパーツまでついた車両ではあるが、レースカーとしての性能的にはカスタマー仕様の車両であるナイトセイバー005相手に互角に争ったり、第2戦ペルーGPではアスラーダ襲撃の任務を完了したあと、ブーツホルツが走行目的をレースに移すと4位争いをするグーデリアンと新条に追いつくなど、スペックでトップチームに劣らない事を示した。ブーツホルツの義手がキー代わりになっており、さらにステアリングはもう片方の手のみで操縦できるように、戦闘機の操縦桿のようなシングルスティック状のものとなっている。2015年の全日本グランプリ、世界選手権の第2戦ペルーGPと第3戦ブラジルGPの計3戦に参戦したが、ブーツホルツ自身がレースを目的としていなかったこともあり全戦リタイアに終わっている。21話でスミスを片付ける際大破した。
当初、テレビシリーズの構想は『チキチキマシン猛レース』に近いもので、砲台や、実在のレースカテゴリーでは欠番とされることが多いカーナンバー「13」も含めその名残をとどめた車両といえる。
ネオミッショネル VR-40（NEO MISSIONNEL VR-40 カーナンバー13）
VR-4から余計なパーツを除き、空力的にも可能な範囲でレース仕様としたマイナーチェンジ版。ブーツホルツがレーサーとして目覚めたこともあって、デビューレースとなった2015年の第4戦カナダGP、続く第5戦イギリスGPと、連続で2位表彰台を獲得した。残りの5戦は競争力を増した他チームの前に苦戦するが、それでも2回の入賞を記録。
ミッショネル VR-50/1（MISSIONNEL VR-50/1 カーナンバー8）
2016年に投入された新型車両。完全なレース仕様の車両で、開幕当初は前年度チャンピオンを獲得したスーパーアスラーダのマイナーチェンジ版であるSA-01/Cすら凌駕し、2戦目には2位表彰台を記録。その後は3位以内での入賞こそないものの、安定した成績を刻み、ブーツホルツのランキング6位獲得に貢献。
ストラト・ミッショネル MS-1（STRAT MISSIONNEL MS-1 カーナンバー8〈2017、2018〉）
2017年に投入された新型車両。同年の第10戦ロシアGPでブーツホルツに優勝をもたらした。年間で表彰台4回を記録。翌2018年も安定して入賞した。過去のミッショネルシリーズとの最大の違いは、リアウイングがアーチ状になっていることである。
ストラト・ミッショネル MS-3（STRATMISSIONNEL MS-3 カーナンバー9)
2019年に投入された新型車両。フォーミュラカーに近いフォルムとなった。
ストラト・ミッショネル MS-3/B（STRAT MISSIONNEL MS-3/B カーナンバー7〈アンハート〉、8〈2020-2022 ブーツホルツ、2023 クレイトー〉）
2020年に投入された新型車両。前年型MS-3の発展型で戦闘力は大きく上がっており、ブーツホルツが表彰台争いに絡むことは増え、特に2021年はドライバー自身の健闘もあってか、ブーツホルツのランキング4位に貢献。
2020年にミッショネルも2台体制となったことから、2020年からこの車両にはレオン・アンハートも乗るようになったが、同年にアンハートはデビュー10戦連続リタイアという不名誉な記録を作った。いずれもドライバーのミスによるものである。2023年現在も現役で、ブーツホルツは同年スゴウに去ったため、入れ替わりで加入した元チャンピオンのアンリ・クレイトーがステアリングを握り、アンハートとコンビを組んでいる。

#### コーイヌール・フォーミュラ
第1回大会から参戦しており、第3回大会ではボッシュを擁して総合優勝。世界大会参戦を逃したのも1度だけのブラジルの古豪。ロペがデビューしたのもこのチーム。
リアタイヤを覆うカウルと一体化した巨大なサイドポンツーン（車体横にとりつけた、エンジン冷却のためのラジエーターを収めてある部分。前方の穴から走行中に空気をとりいれて冷却する）が特徴的な「カウンターアロー」シリーズ。そのデザインの特異性は初期ラフから認められる。
カウンターアローT.O.S（カーナンバー8）
カウンターアローT.O.S.R
カウンターアローT.O.S.X-R

#### その他
A・G・S（オーラム・ゼネラル・スタッフ）
第1回大会から参戦するブラジルの強豪チームで、第15回大会でスゴウに塗り替えられるまで、総合優勝3回の最多記録チームであった。可変シャーシを採用するチームが増えて行く中、いち早くラリーコース用のモードへの可変を取り入れた。
- エルコンドルB-14（EL CONDOL B-14）
- エルコンドルB-15（EL CONDOL B-15 カーナンバー21）
- エルコンドルB-16A（EL CONDOL B-16A カーナンバー4）
- エルコンドルB-17（EL CONDOL B-17）
- エルコンドルB-19（EL CONDOL B-19）

スタースタンピード（K・A・Mスタンピード）
1回大会から参戦し、当時15歳のロバート・マーシャルを起用。マシンはパワー重視の傾向があり、最高800kmを越す牽引式ブーストで一世を風靡した。そのブーストを武器に第6回大会では総合優勝するも、それを制御していたセミオートドライブシステムがその年からのレギュレーション変更により廃止すると、大事故を起こしマーシャルを死なせてしまう。その事故をきっかけに牽引式ブーストは禁止となった。マーシャルが6年、グーデリアンが4年、郭が4年など、ドライバーをあまり頻繁に変更しない傾向がある。2020年から全チーム2カー制に規定変更が行われたことに伴い、KAMと合併した。
- スタンピードRS（カーナンバー7）
- スターセイバーRS（STAR SAVIOR RS カーナンバー6）
- スタンピードJ-1001

S・G・M（サイレント・ジャーマン・マインド）
ハイネルの実父が社長を務めるシュトロブラムス社が親会社で、ジョン・クリーブを擁して第2回大会から参戦。第4 - 5回大会を連覇した。第12回大会においてハイネル率いるシュトロゼックプロジェクトに吸収され一旦チームは消滅するが、2020年に全チーム2カー制に規定が変わり参戦チームが整え直される際、再び独立チームとして復活し再参戦する。マシンにおいては太陽エネルギーとハイパーリニアの機構を最初に採用した。
- サイレントスクリーマーβ（SILENT SCREAMER-β カーナンバー52）
- サイレントスクリーマーγ-2（SILENT SCREAMER-γ-2）

アルバトロスDDT（ドラマティック・ドライビング・チーム）
北海道最大のチームで、堀義人を擁して第3回と第5回大会で世界参戦。第10回大会でも大友をドライバーに世界進出すると、その後は竹田久をドライバーに長年参戦を続けたが、2020年に全チーム2カー制が導入されるのを機に、世界GPから撤退している。サイバーフォーミュラがオフロードも多く取り入れていた時代には、そこでアドバンテージを得る方針でオフロードに焦点を合わせた強化を図ってきたが、第11回大会以降オフロードコースの採用が極端に減少し、その後は完全になくなると、下位が定位置となってしまった。
- アルバトランダー602（ALBATRANDER-602 カーナンバー3）
- アルバトランダー603（ALBATRANDER-603 カーナンバー9）

セオドライトT.T
万年下位の弱小チーム。2017年に最年少タイとなるアンリをドライバーに迎え入賞1度を記録するが、翌年にスゴウにチーム権を買収され消滅。
- コランダム50P（カーナンバー29）

2014年にZIPレーシングでハイネルが搭乗していたマシンと同型。

### 設定の変更
車両の設定上のスペックについてはOVA『SAGA』の製作にあたって大幅な見直しと変更が行われたため、OVA『11』と『ZERO』に登場した各車両については新たに作られたものと古いものとで、2種類のスペック表が存在する。現在では後期設定が公式設定となっているが、テレビシリーズの車両については設定の扱いが棚上げとなっている。

## FICCY
ワールドグランプリをはじめ、すべてのサイバーフォーミュラ公式レースを統括管理する団体。Federation International Cruice of Cyber-formulaの略で、通称「フィクシー」。日本では『国際サイバーフォーミュラ競技連盟』と訳されている。現会長はジョバンナ・ナニーニと言う女性が務めている。

## 歴代ワールドグランプリ優勝者・チーム・マシン
| 回     | 開催年 | 優勝者                     | 優勝チーム               | 優勝マシン                                         |
| ------ | ------ | -------------------------- | ------------------------ | -------------------------------------------------- |
| 第1回  | 2006年 | ウィルヘルム・ハイデッカー | STAG C.F.R               | ブルー・ウィンズV6                                 |
| 第2回  | 2007年 | モーリス・ジャム           | A・G・S                  | コンドルB7                                         |
| 第3回  | 2008年 | ピニョ・ド・ボッシュ       | コーイヌール・レーシング | ブレード・アローSAB                                |
| 第4回  | 2009年 | ジョン・クリーブ           | S・G・M                  | ブリュッケン03                                     |
| 第5回  | 2010年 | ジョン・クリーブ           | S・G・M                  | ブリュッケン04-B                                   |
| 第6回  | 2011年 | ロバート・マーシャル       | スター・スタンピード     | スタンピード35R                                    |
| 第7回  | 2012年 | ピタリア・ロペ             | A・G・S                  | コンドルB12                                        |
| 第8回  | 2013年 | フランシス・ベルニーニ     | STAG C.F.R               | トルネードST-002                                   |
| 第9回  | 2014年 | ピタリア・ロペ             | A・G・S                  | エルコンドルB-14                                   |
| 第10回 | 2015年 | 風見ハヤト                 | スゴウアスラーダ         | アスラーダGSX スーパーアスラーダ01                 |
| 第11回 | 2016年 | 風見ハヤト                 | スゴウアスラーダ         | スーパーアスラーダSA-01/C スーパーアスラーダAKF-11 |
| 第12回 | 2017年 | 新条直輝                   | アオイフォーミュラ       | エクスペリオンZ/A-8                                |
| 第13回 | 2018年 | アンリ・クレイトー         | スゴウグランプリ         | ガーランドSF-01                                    |
| 第14回 | 2019年 | ジャッキー・グーデリアン   | シュトルムツェンダー     | シュティールHG-164 シュティールHG-165              |
| 第15回 | 2020年 | 風見ハヤト                 | スゴウグランプリ         | ガーランドSF-03 ν-アスラーダAKF-0                  |
| 第16回 | 2021年 | 風見ハヤト                 | スゴウグランプリ         | ν-アスラーダAKF-0                                  |
| 第17回 | 2022年 | ブリード加賀               | アオイZIPフォーミュラ    | エクスペリオンZ/A-10 凰呀（オーガ）AN-21A          |
| 第18回 | 2023年 | 風見ハヤト                 | スゴウGIOグランプリ      | ν-アスラーダAKF-0/GII                              |

- 第18回結果は、ゲーム『Road to the Infinity 3』における非公式設定。

## ゼロの領域
『ZERO』第1話で初登場。特殊な感覚状態。幾度も限界に挑み五感が極限まで研ぎ澄まされた結果、周りの動きがスローモーションのように感じたり、他ドライバーの意志や行動が手に取るように分かったり、数秒後に起こる事象を的確に予見できたり、時にはサイバーシステムですら感知できない周囲の状況や微小なマシン異常を感じ取れたりする。
これにより常識では考えられない神業のような運転を実現できる反面、極限状態故の能力であるために心身には多大な負担がかかり消耗も激しい。感覚を得た者は能力の優位性に興奮し疲労を忘れがちだが確実に蓄積していくため、この感覚の乱用は必然的に事故を起こす可能性を大きくしていく。また感覚は精神先行で身体が置き去りにされ易く、状態を的確に捉えて使いこなせない場合も事故に繋がる危険がある。ハヤトは初めてこの感覚に目覚めた際、未経験の事態に動揺して、一時GPから離脱する羽目になるほどの大事故を起こしてしまった。
ブリード加賀は過去に親友のドライバーと共にこの感覚に目覚め、優位性に得意となって乱用した末に破綻に至り友を事故で失うという痛ましい経験をしている。その苦い経験から"ゼロの領域は人の手に余る、御せるモノではない”という認識を持っており、自身の感覚の封印と共に、感覚に目覚めたハヤトに対し再三にわたり制止を呼び掛けた。しかし加賀の予想に反しハヤトが能力を使い熟していく状況を目の当たりにし、そのハヤトに勝つには自身も能力を使用するしかないと考え封印を解いて最終戦に臨んだ。風見ハヤト、ブリード加賀の他、新条直輝も一度だけゼロの領域を体験しているが、新条はその時に垣間見たのみで、その後は発現していない。
誤解されがちだが、この能力はアニメの映像上こそ超能力とも取られかねない演出ではあるものの、決して架空の能力ではなく、スポーツアスリートが稀に陥るゾーンまたはフローと呼ばれる感覚を福田己津央監督なりに描写したものである。福田曰く、アイルトン・セナが発言した「コーナーで神を見た」との言葉をヒントにし、「ZERO」の名の由来は「無我の境地」の「無」から命名したと語っている。近年では多くのアスリートの体験談で語られたり、様々なスポーツ漫画にも多く登場するようになり（主に「ゾーン」の名で登場するケースが多い）広く認知され、一般的にも「ゾーンに入る」という言葉が通じるが、当時は架空の能力だと勘違いする視聴者も居た。『ZERO』最終話内において風見と加賀がゼロの領域の中で会話する場面があるが、描写こそテレパシーのようだがこれも決して超能力ではなく、「ゼロの領域という極限の集中の中で、その感覚に挑んだ男同士がお互いの気持ちを分かち合った」だけである。

## シリーズ主要スタッフ
特に表記の無いものは全シリーズ共通。
- 企画 - サンライズ
- 原作 - 矢立肇（連載誌 - 『テレビランド』[注 21]、『てれびくん』、『別冊コロコロコミック』[注 22]）
- ストーリー原案 - 福田己津央（TVシリーズとアーリーデイズリニューアルは除く）
- シリーズ構成 - 星山博之（TVシリーズのみ）
- キャラクター原案 - いのまたむつみ
- キャラクターデザイン - 吉松孝博（TVシリーズ - ZERO）、久行宏和（SAGAおよびSIN）
- マシンデザイン - 河森正治[注 23]
- メカニカル作画監督 - 重田智（SINのみ）
- コンセプトデザイン - 中沢数宣（TVシリーズ - ZERO）
- デザイン協力 - 吉松孝博、中沢数宣（SAGAのみ）
- 音楽 - 大谷幸（TVシリーズ - ZERO）、小西真理（11のみ大谷幸と共同）、佐橋俊彦（SAGAおよびSIN）
- 音響監督 - 藤野貞義
- 音響効果 - 蔭山満（フィズサウンドクリエイション）
- 録音調整 - 西澤規夫
- 録音助手 - 杣澤佳枝
- 録音スタジオ - 整音スタジオ
- 録音制作デスク - 佐藤陽子
- 録音制作 - クルーズ
- プロデューサー - 伊藤響・前田伸一郎（途中から）（日テレ）、伊東梅男・田村学（VAP）、佐川祐子（ASATSU→アサツーディ・ケイ→ADK）、吉井孝幸→富田民幸（途中からAP、ビデオで広報）→指田英司→池田陽一→古里尚丈（SUNRISE）
- 監督 - 福田己津央
- 企画制作 - 日本テレビ
- 製作 - ADK、SUNRISE、バップ

## 主題歌
エンディングテーマの入り方は一貫して、「本編のラストシーンからエンディングがフェードインしてきて、そのままエンディングテーマ曲に突入する」というスタイルである。

### オープニングテーマ
「I'll Come」（TVシリーズ）
作詞 - 麻生圭子 / 作曲 - 中崎英也 / 編曲 - 矢代恒彦・G・GRIP / 歌 - G・GRIP
「DREAMER ON THE ROAD」（新世紀GPXサイバーフォーミュラ11）
作詞 - 安藤芳彦 / 作曲 - 真崎修 / 編曲 - 山口英字 / 歌 - ダイナマイト・シゲ
「WIND IS HIGH」（新世紀GPXサイバーフォーミュラZERO）
作詞 - 里乃塚玲央 / 作曲 - 石川洋 / 編曲 - ダイナマイト・シゲ / 歌 - 木下ゆみ
「Identity Crisis」（新世紀GPXサイバーフォーミュラSAGA ROUND5、8は未使用）
作詞 - 松本花奈 / 作曲・編曲 - 大門一也 / 歌 - CaYOCO
「Pray」（新世紀GPXサイバーフォーミュラSIN・最終話エンディングテーマ）
作詞 - 牧穂エミ / 作曲・編曲・歌 - LAZY
「Soul of Rebirth〜時代の鼓動になれ〜」（新世紀GPXサイバーフォーミュラSIN最終回）
作詞 - 根津洋子 / 作曲 - 千沢仁 / 編曲 - 須藤賢一 / 歌 - 影山ヒロノブ

### エンディングテーマ
「Winners」（TVシリーズ）
作詞 - 麻生圭子 / 作曲 - 中崎英也 / 編曲 - 矢代恒彦・G・GRIP / 歌 - G・GRIP
「Winners（英語版）」（新世紀GPXサイバーフォーミュラ11）
作詞 - 麻生圭子 / 作曲 - 中崎英也 / 編曲 - 矢代恒彦 / 歌 - ダイナマイト・シゲ
「BORN TO BE CHAMP」（新世紀GPXサイバーフォーミュラ11最終話）
作詞 - 坂田和子 / 作曲 - 茂村泰彦 / 編曲 - 山口英字 / 歌 - ダイナマイト・シゲ
「Get Up!」（新世紀GPXサイバーフォーミュラZERO）
作詞 - 原真弓 / 作曲 - 拓殖由秀 / 編曲 - ダイナマイト・シゲ / 歌 - 木下ゆみ
「BRAND NEW DREAM」（新世紀GPXサイバーフォーミュラZERO最終話）
作詞 - 坂田和子 / 作曲 - 中崎英也 / 編曲 - 作山功二 / 歌 - 木下ゆみ
「WILD at HEART」（新世紀GPXサイバーフォーミュラSAGA）
作詞 - 松本花奈 / 作曲 - 松原みき / 編曲 - 添田啓二 / 歌 - CaYOCO
「Believe」（新世紀GPXサイバーフォーミュラSAGA第4話）
作詞 - 松本花奈 / 作曲 - 添田啓二 / 編曲 - 添田啓二 / 歌 - CaYOCO
「Adagio」（新世紀GPXサイバーフォーミュラSAGA最終話）
作詞 - 松本花奈 / 作曲・編曲 - 佐橋俊彦 / 歌 - CaYOCO
「POWER of LOVE」（新世紀GPXサイバーフォーミュラSIN）
作詞 - 椎名可憐 / 作曲 - M Rie / 編曲 - 須藤賢一 / 歌 - 影山ヒロノブ

## 各話リスト (TV)
| 話数       | 放送日         | サブタイトル                 | 脚本              | ストーリーボード | 演出       | 作画監督                   |
| TVシリーズ | TVシリーズ     | TVシリーズ                   | TVシリーズ        | TVシリーズ       | TVシリーズ | TVシリーズ                 |
| ---------- | -------------- | ---------------------------- | ----------------- | ---------------- | ---------- | -------------------------- |
| 第1話      | 1991年 3月15日 | 運命を決めた日               | 星山博之          | 福田己津央       | 西村聡     | 吉松孝博                   |
| 第2話      | 3月22日        | 最年少レーサー誕生           | 星山博之          | 赤根和樹         | 山口美浩   | 遠藤裕一                   |
| 第3話      | 3月29日        | 燃えろ!ハヤト                | 伊東恒久          | 藤本義孝         | 藤本義孝   | 山根理宏                   |
| 第4話      | 4月5日         | 富士岡グランプリ決勝         | 島田満            | 松浦錠平         | 松浦錠平   | 青野厚司                   |
| 第5話      | 4月12日        | 目指せ!全日本グランプリ      | 大山歳郎          | 篠幸裕           | 芦沢剛史   | 平井久司                   |
| 第6話      | 4月19日        | 北海道の自然児               | 高橋義昌          | 西村聡           | 西村聡     | 吉松孝博                   |
| 第7話      | 4月26日        | 世界へのライセンス           | 星山博之          | 藤本義孝         | 藤本義孝   | 遠藤裕一                   |
| 第8話      | 5月10日        | 雨のニセコ決戦               | 伊東恒久          | 篠幸裕           | 竹田豊     | 山根理宏                   |
| 第9話      | 5月17日        | 嵐の旅立ち                   | 大山歳郎          | 松浦錠平         | 松浦錠平   | 青野厚司                   |
| 第10話     | 5月24日        | ワールドグランプリ開催       | 星山博之          | 福多潤           | 芦沢剛史   | 山田きさらか               |
| 第11話     | 5月31日        | アメリカ第1戦決勝            | 高橋義昌          | 高橋資祐         | 仲村鉄也   | 新保卓郎                   |
| 第12話     | 6月7日         | 栄光のレーサー               | 島田満            | 赤根和樹         | 赤根和樹   | 吉松孝博                   |
| 第13話     | 6月14日        | サバイバルレース             | 大山歳郎          | 藤本義孝         | 藤本義孝   | 山根理宏                   |
| 第14話     | 6月21日        | 青春スクラップ               | 伊東恒久          | 西村聡           | 西村聡     | 遠藤裕一                   |
| 第15話     | 6月28日        | 少女との約束                 | 大山歳郎          | 松浦錠平         | 松浦錠平   | 青野厚司                   |
| 第16話     | 7月5日         | ペルー第2戦決勝              | 島田満            | 富永恒雄         | 伊藤裕之   | 佐久間信一 藁谷均          |
| 第17話     | 7月12日        | 友情のコンサート             | 星山博之          | 篠幸裕           | 芦沢剛史   | 新保卓郎                   |
| 第18話     | 7月19日        | 超高速の罠                   | 伊東恒久          | 赤根和樹         | 赤根和樹   | 吉松孝博                   |
| 第19話     | 7月26日        | ブラジル第3戦決勝            | 高橋義昌          | 高橋資祐         | 仲村鉄也   | 山根理宏                   |
| 第20話     | 8月2日         | ペンダントの思い出           | 高橋義昌          | 富永恒雄         | 伊藤裕之   | 佐久間信一                 |
| 第21話     | 8月9日         | シューマッハの正体           | 伊東恒久          | 藤本義孝         | 藤本義孝   | 遠藤裕一                   |
| 第22話     | 8月16日        | アスラーダの秘密             | 星山博之          | 芦沢剛史         | 芦沢剛史   | 新保卓郎                   |
| 第23話     | 9月6日         | カナダ第4戦決勝              | 星山博之          | 赤根和樹         | 三家本泰美 | 高畑順三郎                 |
| 第24話     | 9月13日        | 誕生!父の遺したニューマシン  | 大山歳郎          | 西村聡           | 西村聡     | 吉松孝博                   |
| 第25話     | 9月20日        | 激走!スーパーアスラーダ      | 高橋義昌          | 高橋資祐         | 伊藤裕之   | 青野厚司                   |
| 第26話     | 9月27日        | 27秒にかけろ!第5戦決勝       | 伊東恒久          | 藤本義孝         | 藤本義孝   | 佐久間信一                 |
| 第27話     | 10月4日        | 対決!14歳の白い貴公子        | 島田満            | 赤根和樹         | 赤根和樹   | 遠藤裕一                   |
| 第28話     | 10月11日       | 氷上の死闘!第6戦決勝         | 大山歳郎          | 芦沢剛史         | 芦沢剛史   | 新保卓郎                   |
| 第29話     | 10月25日       | 挑戦!ファイヤーボール        | 星山博之 吉田十徳 | 金澤勝眞         | 三家本泰美 | 高畑順三郎                 |
| 第30話     | 11月1日        | ファイヤーボール危機一髪!    | 星山博之 吉田十徳 | 西村聡           | 西村聡     | 吉松孝博                   |
| 第31話     | 11月8日        | 第7戦ブリード加賀見参!       | 高橋義昌          | 高橋資祐         | 伊藤裕之   | 青野厚司                   |
| 第32話     | 11月15日       | 第7戦執念のゴールイン        | 大山歳郎          | 藤本義孝         | 藤本義孝   | 新保卓郎                   |
| 第33話     | 11月22日       | 奇跡の第8戦!大波の死闘       | 島田満            | 赤根和樹         | 赤根和樹   | 遠藤裕一                   |
| 第34話     | 11月29日       | ハヤト対アスラーダ!第9戦決勝 | 大山歳郎          | 高橋資祐         | 藤本義孝   | 佐久間信一                 |
| 第35話     | 12月6日        | 傷だらけのレーサー           | 伊東恒久          | 芦沢剛史         | 芦沢剛史   | 山田きさらか               |
| 第36話     | 12月13日       | 三強激突!日本グランプリ      | 星山博之          | 西村聡           | 西村聡     | 吉松孝博                   |
| 第37話     | 12月20日       | 栄光のウイナーズ             | 星山博之          | 福田己津央       | 福田己津央 | 新保卓郎 中沢数宣 吉松孝博 |

### TVシリーズ放送局
出典→
同時ネット
- 日本テレビ
- ミヤギテレビ
- 福島中央テレビ
- 山形放送
- テレビ新潟
- テレビ金沢
- テレビ信州
- 静岡第一テレビ
- 中京テレビ
- 広島テレビ
- 西日本放送
- 福岡放送
- 熊本県民テレビ

遅れネット
- 札幌テレビ：同時ネット→金曜 16:30 - 17:00[注 25]
- 山梨放送：火曜 16:00 - 16:30[注 26]
- 読売テレビ：火曜 5:30 - 6:00
- 長崎国際テレビ：木曜 17:00 - 17:30

なお北海道では本放映終了後、系列外のテレビ北海道で1993年4月13日から1994年3月8日まで毎週火曜 19:00 - 19:30放送された。

## 各話リスト (OVA)
| 話数                                           | サブタイトル                    | 脚本                            | ストーリーボード                | 演出                            | 作画監督                        |
| 新世紀GPXサイバーフォーミュラ11                | 新世紀GPXサイバーフォーミュラ11 | 新世紀GPXサイバーフォーミュラ11 | 新世紀GPXサイバーフォーミュラ11 | 新世紀GPXサイバーフォーミュラ11 | 新世紀GPXサイバーフォーミュラ11 |
| ---------------------------------------------- | ------------------------------- | ------------------------------- | ------------------------------- | ------------------------------- | ------------------------------- |
| 第1話                                          | 栄光のカーナンバー              | 星山博之                        | 西村聡                          | 福田己津央                      | 吉松孝博                        |
| 第2話                                          | 復活!超音速の騎士               | 福田己津央                      | 福田己津央                      | 福田己津央                      | 内田順久                        |
| 第3話                                          | 新アスラーダ誕生                | 星山博之                        | 西村聡                          | 福田己津央                      | 吉松孝博                        |
| 第4話                                          | 全開!イナーシャルドリフト       | 星山博之                        | 河森正治                        | 福田己津央                      | 内田順久                        |
| 第5話                                          | 決戦の朝                        | 星山博之                        | 西村聡                          | 福田己津央                      | 内田順久                        |
| 第6話                                          | この瞬間よ永遠に…               | 福田己津央                      | 福田己津央                      | 福田己津央                      | 吉松孝博                        |
| 新世紀GPXサイバーフォーミュラZERO              |                                 |                                 |                                 |                                 |                                 |
| 第1話                                          | 悪夢の限界領域                  | 福田己津央                      | 福田己津央                      | 福田己津央                      | 吉松孝博                        |
| 第2話                                          | 陽だまりの中で…                 | 星山博之                        | 大畑清隆                        | 大畑清隆                        | 高橋英樹                        |
| 第3話                                          | 再びサーキットへ                | 星山博之                        | 木村真一郎                      | 木村真一郎                      | 内田順久                        |
| 第4話                                          | 天馬の翔くとき                  | 芦沢剛史                        | 福田己津央                      | 福田己津央                      | 吉松孝博                        |
| 第5話                                          | 閉ざされた明日                  | 福田己津央                      | 前島健一                        | 大畑清隆                        | 吉松孝博                        |
| 第6話                                          | ただ勝利の為に…                 | 芦沢剛史                        | 福田己津央                      | 福田己津央                      | 内田順久                        |
| 第7話                                          | 死闘への序曲                    | 芦沢剛史                        | 西村聡                          | 芦沢剛史                        | 山根宰                          |
| 第8話                                          | それぞれの未来へ                | 福田己津央                      | 福田己津央                      | 福田己津央                      | 吉松孝博 いのまたむつみ         |
| 新世紀GPXサイバーフォーミュラEARLYDAYS RENEWAL |                                 |                                 |                                 |                                 |                                 |
| 第1話                                          | CHALLENGER                      | 福田己津央                      |                                 | 福田己津央                      | 新保卓郎                        |
| 第2話                                          | WINNERS                         | 福田己津央                      |                                 | 福田己津央                      | 新保卓郎                        |
| 新世紀GPXサイバーフォーミュラSAGA              |                                 |                                 |                                 |                                 |                                 |
| 第1話                                          | NO TITLE                        | 両澤千晶                        | 福田己津央                      | 吉村章 福田己津央               | 久行宏和 坂倉和弘               |
| 第2話                                          | FIRED!                          | 両澤千晶                        | 日高政光                        | 日高政光                        | 久行宏和                        |
| 第3話                                          | CRITICAL DAYS                   | 両澤千晶                        | 日高政光                        | 吉村章 福田己津央               | 永田正美                        |
| 第4話                                          | EVENING CALM                    | 両澤千晶                        | 日高政光                        | 芦沢剛史                        | 久行宏和                        |
| 第5話                                          | BURNING!!                       | 両澤千晶                        | 福田己津央                      | 大関雅幸 芦沢剛史               | 永田正美                        |
| 第6話                                          | LIFTING TURN                    | 両澤千晶                        | 錦織博                          | 錦織博 芦沢剛史                 | 久行宏和                        |
| 第7話                                          | LOSE HIS WAY                    | 両澤千晶                        | 福田己津央                      | 芦沢剛史                        | 佐久間信一 久行宏和             |
| 第8話                                          | NEVER                           | 両澤千晶                        | 福田己津央                      | 福田己津央                      | 久行宏和                        |
| 新世紀GPXサイバーフォーミュラSIN               |                                 |                                 |                                 |                                 |                                 |
| 第1話                                          | 不敗神話                        | 両澤千晶                        | 福田己津央 重田智               | 福田己津央                      | 久行宏和                        |
| 第2話                                          | 復活の刻                        | 両澤千晶                        |                                 | 福田己津央                      | 久行宏和                        |
| 第3話                                          | 凰呀の叫び                      | 両澤千晶                        | 福田己津央 重田 智              | 福田己津央                      | 久行宏和                        |
| 第4話                                          | 勝者の条件                      | 両澤千晶                        | 福田己津央                      | 福田己津央                      | 久行宏和                        |
| 第5話                                          | 全ては時の中に…                 | 両澤千晶                        | 福田己津央 重田智               | 福田己津央                      | 久行宏和                        |

## メディアミックス

### ビジュアル作品

#### DVD
- 新世紀GPXサイバーフォーミュラ DVD ALL ROUNDS COLLECTION 〜TV Period〜（2003年1月22日, Vap, VPBY-11940, 8枚組）
- 新世紀GPX サイバーフォーミュラ 11
  - VOL.1（2001年5月23日, Vap, VPBV-11276）
  - VOL.2（2001年6月21日, Vap, VPBV-11277）
  - VOL.3（2001年7月21日, Vap, VPBV-11278）
- 新世紀GPX サイバーフォーミュラ ZERO
  - VOL.1（2001年12月21日, Vap, VPBV-11381）
  - VOL.2（2002年1月23日, Vap, VPBV-11382）
  - VOL.3（2002年2月21日, Vap, VPBV-11383）
  - VOL.4（2002年3月21日, Vap, VPBV-11384）
- 新世紀GPX サイバーフォーミュラ SAGA
  - VOL.1（2002年7月24日, Vap, VPBV-11507）
  - VOL.2（2002年8月21日, Vap, VPBV-11508）
  - VOL.3（2002年9月25日, Vap, VPBV-11509）
  - VOL.4（2002年10月23日, Vap, VPBV-11510）
- 新世紀GPX サイバーフォーミュラ SIN
  - VOL.1（2000年12月21日, Vap, VPBV-11173）
  - VOL.2（2001年1月24日, Vap, VPBV-11174）
  - VOL.3（2001年2月21日, Vap, VPBV-11175）

#### Blu-ray
- 新世紀GPXサイバーフォーミュラ BD ALL ROUNDS COLLECTION 〜TV Period〜（2011年12月21日, Vap, VPXY-71923, 8枚組）
特典として36話と37話（最終話）の3D版が収録された（ここで言う3Dとは、3DCGではなくステレオ3D）。2D-3D変換は、キュー・テックが担当。
- 新世紀GPXサイバーフォーミュラ BD ALL ROUNDS COLLECTION 〜OVA Series〜（2012年11月21日, Vap, VPXY-71951, 7枚組）

### オーディオ作品

#### キャラクターシングル
- 新世紀GPXサイバーフォーミュラ ブリード加賀（関俊彦）[1994.9.24, DPDX-5006]
- 新世紀GPXサイバーフォーミュラ 風見ハヤト（金丸淳一）[1994.10.26, DPDX-5007]
- 新世紀GPXサイバーフォーミュラ 菅生あすか（三石琴乃）[1994.10.26, DPDX-5008]
- 新世紀GPXサイバーフォーミュラ フランツ・ハイネル（置鮎龍太郎）[1994.11.26, DPDX-5009]
- 新世紀GPXサイバーフォーミュラ ジャッキー・グーデリアン（島田敏）[1994.11.26, DPDX-5010]
- 新世紀GPXサイバーフォーミュラ ナイト・シューマッハ（速水奨）[1994.12.19, DPDX-5011]
- 新世紀GPXサイバーフォーミュラ 新条直輝（緑川光）[1994.12.19, DPDX-5012]
- 新世紀GPXサイバーフォーミュラ カール・リヒター・フォン・ランドル（松岡洋子）[1995.2.25, DPDX-5014]
- 新世紀GPXサイバーフォーミュラ エデリー・ブーツホルツ（龍田直樹）[1995.2.25, DPDX-5015]

#### サウンドトラック
- 新世紀GPX サイバーフォーミュラ BGM ROUND1
- 新世紀GPX サイバーフォーミュラ BGM ROUND2 [1991.11.25, PSCX-1035]
- 新世紀GPX サイバーフォーミュラ 11音楽集 [1992.10.1, DPCX-1001 / 1999.12再発, DPCX-5208]
- 新世紀GPX サイバーフォーミュラ ZERO 音楽集1
- 新世紀GPX サイバーフォーミュラ ZERO 音楽集2
- 新世紀GPX サイバーフォーミュラ SAGA オリジナル・サウンドトラック Vol.1
- 新世紀GPX サイバーフォーミュラ SAGA オリジナル・サウンドトラック Vol.2
- 新世紀GPX サイバーフォーミュラ SAGA オリジナル・サウンドトラック Vol.3
- 新世紀GPX サイバーフォーミュラ SAGA オリジナル・サウンドトラック Vol.4
- 新世紀GPX サイバーフォーミュラ SAGA ディレクターズ・カット ザ・ベスト・コレクション「性」
- 新世紀GPX サイバーフォーミュラ SIN オリジナルサウンドトラック Vol.1 POWER
- 新世紀GPX サイバーフォーミュラ SIN オリジナルサウンドトラック Vol.2 LOVE
- PS版 新世紀GPX サイバーフォーミュラ 〜新たなる挑戦者〜 オリジナルサウンドトラック

#### ヴォーカルコレクション
- 新世紀GPX サイバーフォーミュラ ヴォーカルコレクションI
- 新世紀GPX サイバーフォーミュラ ヴォーカルコレクションII
- 新世紀GPX サイバーフォーミュラ ヴォーカルコレクションIII
- 超音速伝説 サイバーフォーミュラ SONG FOR WINNERS I [1993.7.25, DPCX-5009]
- 新世紀GPX サイバーフォーミュラ Singles [1996.4.25, DPCX-5076〜77 / 1999.12再発, DPCX-5213〜14]
- 新世紀GPX サイバーフォーミュラ Memories [1996.4.25 / 1999.12再発, DPCX-5215〜16]
- 新世紀GPX サイバーフォーミュラ SAGA GLORIOUS（ヴォーカルアルバム）

#### イメージソング & サウンドシアター
- 新世紀GPX サイバーフォーミュラ THE 雷舞(live) [1991.10.25, PSCX-1034]
- 新世紀GPX サイバーフォーミュラ 麗VIEW(review) 一幕 [1992.6.25, PSCX-1048]
- 新世紀GPX サイバーフォーミュラ 麗VIEW(review) 二幕 [1992.7.25, PSCX-1049]
- 新世紀GPX サイバーフォーミュラ ブリード加賀 HEART AND SOUL（ヴォーカルコレクション） [1992.10.25, DPCX-1002／1999.12再発, DPCX-5209]
- 新世紀GPX サイバーフォーミュラ THE 宴会(party) [1992.11.26, DPCX-1003]
- 新世紀GPX サイバーフォーミュラ ハイネル&グーデリアン GOOD FELLOWSHIP（キャラクターズコレクション）[1993.3.25, DPCX-1008]
- 新世紀GPX サイバーフォーミュラ ナイト・シューマッハ THE TRUTH（キャラクターズコレクション）[1993.4.25, DPCX-5002]
- 新世紀GPX サイバーフォーミュラ SAGA INSPIRE I [1997.6.21, AYCM-571]
- 新世紀GPX サイバーフォーミュラ SAGA INSPIRE II [1997.8.21, AYCM-580]

#### カラオケCD
- 新世紀GPXサイバーフォーミュラ カラオケ I 〜ハヤト / あすか / アスラーダ〜 [1993.12.22, DPCX-5020]
- 新世紀GPXサイバーフォーミュラ カラオケ II 〜ブリード加賀〜 [1993.12.22, DPCX-5021]
- 新世紀GPXサイバーフォーミュラ カラオケ III 〜K.L.V.ランドル / 大友譲二 / 車田鉄一郎〜 [1993.12.22, DPCX-5022]
- 新世紀GPXサイバーフォーミュラ カラオケ IV 〜ナイト・シューマッハ / エデリー・ブーツホルツ / 葵今日子〜 [1994.1.26, DPCX-5023]
- 新世紀GPXサイバーフォーミュラ カラオケ V 〜フランツ・ハイネル / ジャッキー・グーデリアン〜 [1994.1.26, DPCX-5024]
- 新世紀GPXサイバーフォーミュラ カラオケ VI 〜新条直輝 / 城之内みき〜 [1994.1.26, DPCX-5025]

#### カセットドラマ
- 新世紀GPXサイバーフォーミュラ（1993年 - 1994年、アニメイトカセットコレクション）

1. ROUND-1 サイバー・デート大作戦！（1993年5月1日）
2. ROUND-2 愛と哀しみの誕生日!（1993年7月1日）
3. ROUND-3 カップルレースだ! 大混戦!!（1994年3月1日）
4. ROUND-4 あなたとサイバーフォーミュラ・ナイト（1994年4月1日）
5. ROUND-5 魔法のときめき少女ミラクルあすかちゅあん（1994年10月1日）

- 新世紀GPXサイバーフォーミュラZERO SPECIAL TALK （1995年、学研「アニメV」、2月号・3月号応募者全員サービス）

#### ラジオ(CD)ドラマ
- 超音速伝説 サイバーフォーミュラ LEGEND OF RACERS

1. スペシャル・レース・イン・モナコ [1993.9.26, DPCX-5014]
2. RAINY NIGHT [1999.12再発, DPCX-5210]

- 新世紀GPXサイバーフォーミュラPICTURE LAND（1994年 - 1995年）

1. 風にのせて…
2. 白銀の対決 [1999.12再発, DPCX-5211]
3. ファースト・ラブ、ネバー・ラブ [1999.12再発, DPCX-5212]
4. SOME DAY
5. 湯煙の対決！
6. ZEROの幻影 [1995.1.25, DPCX-5038]

- 新世紀GPX サイバーフォーミュラ SAGA Other Rounds Collection （5枚組）（1997/8/1発売）

1. 明日へのフォーカス
2. マスコット・ギャルズ・パニック
3. トラップ・オブ・ケルベロス
4. I WILL BE BACK
5. SAKURA

- 新世紀GPX サイバーフォーミュラ SAGA II Other Rounds Collection （5枚組）（1999/8/21発売）

1. 真実の一瞬
2. ウェディング・ラプソディー
3. 鋼鉄のマイスタージンガー
4. レディ!!
5. ジャガーのエンブレム

- 新世紀GPX サイバーフォーミュラ SAGA & SAGA II Other Rounds Collection （10枚組）（2013/3/27発売）

- サンライズラヂオ
サンライズラヂオからのドラマCDでガンダムシリーズや勇者シリーズなどのキャラクターが出演。

1. サンライズワールド 〜オープン前夜、キャラ大混乱!!〜
シューマッハ、加賀、ハイネル、アンリ、今日子が出演。
2. サンライズワールド ミッション1 新たな戦いの序曲
新条、加賀が出演。
3. サンライズワールド ミッション2 狙われたバカンス
加賀、クレアが出演。
4. サンライズワールド ミッション3 地球最後の日
新条、ハイネル、クレアが出演。

#### 30周年記念 新世紀GPXサイバーフォーミュラ SOUND TOURS シリーズ
- -ROUND 1- ORIGINAL SOUND TRACK COLLECTION (2020/3/25、5枚組) TV/11/ZEROの音楽編をリマスタリングにて収録、スペシャルブックレット付
- -ROUND 2- Overdriving!! (2020/8/26) 風見ハヤト(CV:金丸淳一)による20年ぶりのキャラクターソング
- -ROUND 3- Never Ever Give Up! (2020/12/23) ブリード加賀(CV:関俊彦)による20年ぶりのキャラクターソング
- -ROUND 4- VOCAL COLLECTION (2021/6/23、10枚組) VOCAL COLLECTION 1,2,3/SONGS FOR WINNERS/SINGLES/雷舞/麗VIEW 1,2幕/宴会のデジタルリマスター9枚に、BonusDiscとして20年ぶりの新曲2曲(Overdriving!!／ Never Ever Give Up!)、スペシャルブックレット付属
- -ROUND 5- VOCAL&ORIGINAL DRAMA COLLECTION (2022/6/8、11枚組) GOOD FELLOWSHIP/HEART AND SOUL/THE TRUTH/LEGEND OF RACERS 1,2/PICTURELAND 1,2,3,4,5,6、歌詞ブックレット付属

### 書籍

#### 小説
- 新世紀GPXサイバーフォーミュラ1 ブラックアスラーダ
（著：大山歳朗、大陸書房・ネオファンタジー文庫、1992年8月21日発行）ISBN 4803342385
テレビシリーズ前半で描かれていた、アスラーダを狙うスミスの陰謀事件についての、その後が描かれている。
- 新世紀GPXサイバーフォーミュラ 黒豹（ジャガー）のエンブレム（著：福田己津央、お蔵入り）
加賀の過去について、額の傷の理由なども含め描かれた内容で、1992年11月に大陸書房から発売されることが発表されていた。大陸書房の経営悪化に伴い、一旦は翌年に発売延期が発表されたが、その後倒産したため、小学館の『スーパークエスト文庫』シリーズのひとつとして改めて発売されることが発表されたにもかかわらず、実現することのないままとなった。
- 新世紀GPXサイバーフォーミュラSAGA
（著：福田己津央、小学館・スーパークエスト文庫、1998年4月1日発行）ISBN 4094405917
OVA『SAGA』編のノベライズで、細かい部分での描写に差異はあるものの、OVA全8巻のうちの、前半となる4巻までの物語が収録されている。後半を描いた続編が前提とされていたが、完成することのないままとなっている。

#### 漫画
- 新世紀GPXサイバーフォーミュラ （著：七瀬みく、学研・ノーラコミックスDX Pockeシリーズ、1993年8月発行）ISBN 4056001472
サンライズ監修による、第10回GPX（TVシリーズ）から第11回（OVA『11』）終了後までを描く、公式サイドストーリー集。『アニメディア』や『アニメV』などのアニメ雑誌の付録や、アニメディアからの派生漫画雑誌『コミックPocke』に掲載されたサイバーフォーミュラ関連の作品のうち、七瀬みくが担当した物を集めた単行本。
単行本未収録話として、「Valentine Wars」（『アニメディア』94年2月号付録『パロメディア』掲載）、「風を感じて」（『Pocke』94年7月号付録『ぽっけ in Pocke』掲載）、「夏のから騒ぎ」（『アニメディア』94年7月号付録『パロメディア』掲載）、「ON AND ONーどこまでも続く未来へー」（『アニメV』97年9月号付録『コミックV POWER!』掲載）の四話がある。
- すかっとサイバえもん （著：サムシング吉松[注 27]、学研・ノーラコミックスDX Pockeシリーズ、1995年3月発行）ISBN 4056009341
『アニメージュ』の作品コーナーに掲載されたパロディ4コマ「スカッとサイバぁ〜」や『コミックPocke』に掲載された「サイバーフォーミュラ」と『ドラえもん』のパロディ「サイバえもん」など、サムシング吉松がそれまでに手掛けた「サイバーフォーミュラ」のパロディ漫画を集め収録している。

#### 解説本
- 新世紀GPXサイバーフォーミュラ 超音速の男たち (1992/1/31、アニメージュ文庫)
- ラポートデラックス 新世紀GPXサイバーフォーミュラ (1992/7/1、ラポート)
- 新世紀GPXサイバーフォーミュラ メモリアルズ (1992/10/1、サンライズ)
- 新世紀GPXサイバーフォーミュラ全集 (1993/7/15、学研)
- 新世紀GPXサイバーフォーミュラ イラストレーションズ (1993/9/1、サンライズ)
- サンライズアートブックシリーズ1 新世紀GPXサイバーフォーミュラ 設定記録集 (1995/6/1、ムービック)
- 新世紀GPXサイバーフォーミュラ OVAシリーズコンプリートファイル (1999/6/17、新声社)
- 新世紀GPXサイバーフォーミュラ メモリアルズII (2000/7/1、サンライズ)
- 河森正治 サイバーフォーミュラ デザインワークス (2000/8/1、ムービック)
- 新世紀GPXサイバーフォーミュラ大全 (2003/5/1、MdNコーポレーション)
- 新世紀GPXサイバーフォーミュラ大全2 (2007/4/6、MdNコーポレーション)
- SUNRISE ART WORKS 新世紀GPXサイバーフォーミュラ OVAシリーズ11&ZERO (2012/1/31、サンライズ)
- SUNRISE ART WORKS 新世紀GPXサイバーフォーミュラ OVAシリーズSAGA&SIN (2012/6/23、サンライズ)
- サイバーフォーミュラ コレクション コンプリートファイル (2016/8/27、ホビージャパン) - メガハウスの人気シリーズ「サイバーフォーミュラコレクション」および「ヴァリアブルアクション」シリーズを一挙収録したコンプリートファイル。
- 新世紀GPXサイバーフォーミュラ 25周年記念デザインワークス （著：いのまたむつみ、河森正治、吉松孝博、久行宏和、インプレス、2017/1/1）ISBN 978-4-8443-6635-5

### ゲーム
- 新世紀GPXサイバーフォーミュラ（ゲームボーイ、バリエ、1992年2月28日発売）
  - パッケージを見る限り一見レースゲームであり、取扱説明書にもレースゲームであるかのようなゲームストーリーが書かれているが、実際は双六（すごろく）方式のゲームである。序盤は主人公の能力が低く、ゲーム進行はテンポが悪い。その反面、アイテムを獲得しパワーアップした後半は無双状態となる。特定のさいころの目を出さない限り一歩も進めないマスもあるなど理不尽な点もある。特定条件下でフリーズする面、さらにバグによりクリア不可能となる面まであり、メーカーが次の面に進むためのパスワードを配布する事態となった。急遽作られたゲームでデバッグなどの作業をする時間がなかったと推測されるが、ゲームとしての評価は低い[10]。
- 新世紀GPXサイバーフォーミュラ（スーパーファミコン、タカラ、1992年3月19日発売）
  - 見下ろし型のレースゲーム。テレビシリーズの物語に沿ったシナリオモードの他、登場する8台のマシンから好きな車で参戦するモードなどを収録。国外版では『Cyber Spin』として発売されている。
- 新世紀GPXサイバーフォーミュラ 新たなる挑戦者（PlayStation、バップ、1999年3月18日発売）
  - 選択型のアドベンチャーゲーム。プレイヤーはオリジナルキャラクターの新人ドライバー司馬誠一郎となり、アメリカ大陸横断特別レース「エクストリームスピード」に参戦する。当初はリアルタイムレースゲームを開発する計画で発表されたが、途中で大きく方向転換がなされ、リアルタイムレースゲームはこの4年後「Road To INFINITY」シリーズで実現する。
- サンライズ英雄譚R：PlayStation 2 （2000年11月22日：8,190円）
- サンライズ英雄譚2（PlayStation 2、2002年7月21日：8,190円）
本作品の登場人物は戦闘に参加できない設定になっている。
- サンライズクルセイド（2010年3月 - ）
ガンダムシリーズは除くサンライズ作品をテーマとしたトレーディングカードゲーム、TVシリーズは第10章「神速の勝利者」から参戦。

#### Road To The INFINITY(RTTI)シリーズ
発売元はサンライズインタラクティブ。後方視点型（視点切り替え可）のリアルタイムレースゲーム。シリーズを追うごとにシナリオやコースの追加、ブーストの方式や演出の変更などが施されているが、グラフィックや操作性などはほぼ同じままである。このようなマイナーチェンジでの続編を毎年のように重ねたのは、最終的に集大成となる作品をPlayStation 3で発売するためであることが当初から発表されていたが、実現しないまま2008年にサンライズインタラクティブの解散により、事実上終了している。
- 新世紀GPXサイバーフォーミュラ Road To The INFINITY（PlayStation 2、2003年12月18日発売）
- 新世紀GPXサイバーフォーミュラ Road To The EVOLUTION（ゲームキューブ、2004年7月29日発売）
- 新世紀GPXサイバーフォーミュラ Road To The INFINITY 2（PlayStation 2、2005年8月4日発売）
- 新世紀GPXサイバーフォーミュラ Road To The INFINITY 3（PlayStation 2、2006年10月26日発売）
- 新世紀GPXサイバーフォーミュラ Road To The INFINITY 4（PlayStation 2、2007年10月4日発売）
- 新世紀GPXサイバーフォーミュラ VS（PlayStation Portable、2008年7月10日発売）
  - タイトルには『RTTI』が含まれていないが、同シリーズのPSP移植版。

#### SIN CYBER GRANDPRIXシリーズ
PROJECT YNPが制作している、コミックマーケットが先行販売している同人ゲームだが、初代以外の作品はサンライズ公認を取得したため本項は正式のゲームシリーズとして扱う。
- Cyber Grandprix Championship β版（ver 0.24）（PC（Windows 98以降）、2001年8月10日発売）※サンライズ未公認版
- 新世紀GPXサイバーフォーミュラSIN CYBER GRANDPRIX（PC、2003年12月30日発売）
- 新世紀GPXサイバーフォーミュラSIN CYBER GRANDPRIX 2（PC、2004年8月15日発売）
  - 新世紀GPXサイバーフォーミュラSIN CYBER GRANDPRIX 2 BOOST PACK（PC、2004年12月30日発売）
- 新世紀GPXサイバーフォーミュラSIN DREI（PC、2012年8月11日発売）[11]
  - 新世紀GPXサイバーフォーミュラSIN DREI Plus（PC、2012年12月31日発売）
- 新世紀GPXサイバーフォーミュラSIN VIER（PC、2018年8月11日発売）[12]

## 玩具

### サイバーフォーミュラコレクション(c.f.c)
メガハウスが販売する全長約8cmのサイバーフォーミュラマシンのミニカーシリーズ。
- サイバーフォーミュラコレクション Vol.1（TV編）（2014年3月発売 / 2014年9月上旬再販）
アスラーダGSX、スペリオンGT、プロトジャガー Z-6、ナイトセイバー005、アスラーダGSX（ラリー仕様）
- アスラーダGSX(ASUKAVer.) (2014年7月18日発売)[13]
- サイバーフォーミュラコレクション Vol.2（TV編）（2014年8月下旬発売）
スーパーアスラーダ01、ファイアースペリオンG.T.R、イシュザーク007、ステルスジャガー Z-7、ネオミッショネルVR-40
- スーパーアスラーダ01(FIRST VICTORY EDITION Ver.) （2014年11月29日発売）[14]
- サイバーフォーミュラコレクション Vol.3（OVA編）（2015年2月下旬発売）
スーパーアスラーダAKF-11、ミッショネルVR-50、エクスペリオン Z/A-8（シューマッハカラーver.）、エクスペリオン Z/A-8（新条カラーver.）、イシュザーク008、スティール HG-161
- アスラーダGSX（エアロ仕様 メタリック・エディション）（2015年6月26日発売）
- サイバーフォーミュラコレクション Vol.4（TV編）（2015年9月下旬発売）
アスラーダGSX（エアロ仕様）、スタンピードRS、アルバトランダー602、スペリオンGT（ピットクルー付）、ナイトセイバー005（ピットクルー付）
- サイバーフォーミュラコレクション グランプリBOX Vol.1 メタリックエディション（2015年10月23日）
アスラーダGSX、スペリオンGT、プロトジャガー Z-6、ナイトセイバー005、アスラーダGSX（ラリー仕様）
- スーパーアスラーダ01（エアロモード）（2015年12月25日発売）
- サイバーフォーミュラコレクションDX スゴウレガード10V5000（アスラーダGSX ブースト・オフモード付）（2015年12月21日発売）
- サイバーフォーミュラコレクション Vol.5（TV編）(2016年1月下旬発売)
スーパーアスラーダ01（ブーストモード）、サイレントスクリーマーβ、ステルスジャガー Z-7（ピットクルー付クリアボディモデル）、ファイアースペリオンG.T.R（ピットクルー付クリアボディモデル）、エルコンドルB15
- スーパーアスラーダAKF-11（メタリックエディション）（2016年2月26日発売）
- アスラーダGSX（プライムクリアエディション）（2016年8月22日発売）
- アスラーダGSX（バレンタインSP Ver.ASUKA）（2017年2月19日発売）
- スーパーアスラーダ01（SPECIAL PACKAGE EDITION）（2017年8月4日発売）
- スーパーアスラーダ01（エアロモード SPECIAL PACKAGE EDITION）（2018年3月20日発売）
- SUGOマシン クリアエディション（2018年3月26日発売）
アスラーダGSX、アスラーダGSX（ラリー仕様）、アスラーダGSX（エアロ仕様）、スーパーアスラーダ01（エアロモード）、スーパーアスラーダ01（ブーストモード）、スーパーアスラーダAKF-11
- 凰呀 AN-21（ミラージュターンモード）（2018年7月29日発売）
- 凰呀 AN-21（モードチェンジ セットA[サーキットモード&エアロブーストモード]）（2018年10月5日発売）
- 凰呀 AN-21（モードチェンジ セットB[エアロモード&スーパーエアロブーストモード]）（2018年11月28日発売）
- スーパーアスラーダ01（ブーストモード リバースカラーVer.）（2019年2月10日発売）
- エクスペリオン Z/A-8（ブリード加賀カラーver.）（2019年3月26日発売）
- アスラーダGSX（エアロ仕様 ブラックVer.）（2020年1月27日発売）
- スーパーアスラーダAKF-11（エアロモード）&ガーランドSF-01（2020年5月28日発売）

## イベント
- サンライズフェスティバル2011夏嵐 サイバーフォーミュラナイト! (2011/8/27) - 福田己津央･金丸淳一･三石琴乃によるトークショーあり
- サンライズフェスティバル2012颯爽 新世紀GPXサイバーフォーミュラ OVAセレクション (2012/7/28) - ゲスト、福田己津央･金丸淳一･優希比呂
- サンライズフェスティバル2016満天 新世紀GPXサイバーフォーミュラ11 (2016/9/8) - ゲスト、福田己津央
- サンライズフェスティバル2017翔雲 新世紀GPXサイバーフォーミュラZERO (2017/9/14) - ゲスト、福田己津央
- サンライズフェスティバル2018光焔 新世紀GPXサイバーフォーミュラZERO (2018/9/5) - ゲスト、福田己津央
- サンライズフェスティバル2019風月 新世紀GPXサイバーフォーミュラSAGA (2019/9/25) - ゲスト、福田己津央
- 復活! サイバーバスツアー (2021/5/29,30、東京･有明地区)
- 新世紀GPXサイバーフォーミュラ World Tour 大阪GP (2021/7/23-8/18、大阪･大丸梅田店)

## 余談
- 放送開始時、スケジュールの遅れからオープニング映像の作成が間に合わず、初期オープニングは第1 - 2話のフィルムの流用で作られており、そのコンテとして『機動戦士ガンダム』などで知られる富野由悠季がクレジットされているが、『機動戦士ガンダムF91』のリテイク作業でスタジオに来ていた富野が機械にセットされているフィルムを見ていきなり編集を始めたものであり、ギャラは富野が辞退したと福田己津央が後に語っている[15]。
- 当作品の世界のオーストリアには皇室が存在（存続）しており、皇太子が登場している（TVシリーズ・第27話）。ランドル家もそれに連なる貴族であり、ランドルの父で当主のハンス・フォン・ランドルは公爵、ランドル自身も侯爵、という設定となっている。2019年現在、現実世界でも最後のオーストリア皇帝カールⅠ世の直系の子孫であり、名門ハプスブルク家の長男であるフェルディナンド・ハプスブルクという、ランドルを地でいくような若手レーサーがジュニアカテゴリーに参戦している。しかも、若手の登竜門かつナンバー1決定戦でもある2017年マカオF3レースでも最終週最終コーナーでのクラッシュで優勝を逃すというまさに近年稀にみる劇的なレースで優勝よりも強烈な印象を観客に残したほどの有望株である。
- 当作品のテレビシリーズに登場する車両は、端役の市販車まで含め大部分が河森正治の手になるものであるが、第29話では三菱自動車とのタイアップにより、同社の実在する試作車である「HSR III」が登場している。
- 当作品においては、各車両のデザインをはじめ、モータースポーツの歴史の中であった事象を反映させている演出が多々なされているが、この世界の時間軸との意図しない整合性を持った事項もある。
  - ナイト・シューマッハの姓は、アニメ制作にあたっての調査として1990年末にF3の取材をした際に偶然見かけた外国人ドライバーの名に由来している。このドライバーこそミハエル・シューマッハであった。1991年、テレビシリーズの放映が始まって半年に達しようかという頃、8月末のベルギーグランプリでそのミハエル・“シューマッハ”はF1デビューを飾り、瞬く間にトップチームのベネトンチームのシートを射止め、時の人となった。このことを踏まえ、TVシリーズ最終2話で菅生修（ナイト・シューマッハ）が所属しているチームはベネトンとなり、最終2話ではキャメルカラーのベネトンのレーシングスーツを着用した姿も登場している。なお、現実のベネトンF1チームは2001年に消滅しており（1994年よりマイルドセブンがメインスポンサーとなって以降は、水色がメインカラー〈レーシングスーツカラーも含む〉となっている）、現実では2015年のF1チームには、黄色がメインとなるレーシングスーツのチームは存在しなかった。
  - OVA第3作目である『ZERO』の第1話は1994年4月に発売され、このエピソードにおいては風見ハヤトとランドルのショッキングな大クラッシュが描かれたが、これは同年5月1日のアイルトン・セナの死亡事故に先んずるものとなり（ハヤト役の金丸淳一と加賀役の関俊彦も、セナ事故死の一報を聞いて「『サイバー』のアフレコ現場にいるような気分になった」と語っている）、状況も高速の左コーナーでコンクリートウォールにぶつかるという奇妙に一致したもので、スタッフの気持ちを重くさせた。ところが、実はCFの背景設定としてのレースの歴史上でも、同年にとある有名かつ最高のレーサーが事故死し、その事故が切っ掛けで CFの開発が始まったとされている。
- テレビシリーズ放映当時、タカラより劇中に登場する車両のプルバック機能付き組立て玩具も発売されたが、売れ行きが芳しくなかったためテレビシリーズ後半に登場するマシンは商品化されず、主人公のニューマシンであるスーパーアスラーダ01の商品化をもって終了され、全14車種発売された。他に限定版として「スーパーアスラーダ01（ファイアーボール優勝記念モデル）」と、CFマシンではないがデラックス版としてスゴウチームのトランスポーター「スゴウレガード」が商品化されている。また非売品として同製品のメタリックカラーバージョンが、順位予想クイズ(下記)の商品として正解者に贈られた。
- 放送期間前半の頃には各レースの優勝者と準優勝者の2名を候補8名のドライバーから連勝単式で当てるキャンペーンが行なわれた。この予想企画は国内決勝と世界GP第4戦までの計5度開催され、正解者の中から抽選で1000名に前述のプラモデルの非売品バージョンの製品（第1回開催から順にフルメタリックアスラーダ、ブラック＆ゴールドミッショネル、レッドメタリックスペリオン、メタリックナイトセイバー、メタリックエアロアスラーダ）がプレゼントされた。候補者8名は、初回である国内決勝では風見、新条、大友、グーデリアン、ハイネル、ブーツホルツ、時守実、森園真一の8名。世界グランプリ1〜2戦目では時守と森園に替わり、シューマッハとロペが対象となり、さらに3〜4戦目では大友に換わり日吉が投票対象者となった。5度に渡るこの予想企画の開催内で、主人公の風見ハヤトが2位以内に入ることは1度もなく、主人公に賭けると全不正解という結果となった[注 28]。
- ロボットアニメ『勇者シリーズ』の第6作、『黄金勇者ゴルドラン』の一部の回では、主人公の原島拓矢が『新世紀GPXサイバーフォーミュラ』TV放送版を視聴しているシーンがある（エンディングでのクレジットで、映像提供として『新世紀GPXサイバーフォーミュラ』がロゴ入りでクレジットされている）。
- TVシリーズ放映から6年後、ミニ四駆のブームもあり、同じタイプのモーター付きプラモデル（ミニ四駆の類似品）として、サイバーフォーミュラに登場するマシンのプラモデルが青島文化教材社より「アオシマ テクニ四駆 サイバーフォーミュラシリーズ」として全6種発売されていた(サンライズ認可)。車種は、ニューアスラーダAKF-1、アルザードNP-2、アスラーダGSX、イシュザーク00-X2、スーパーアスラーダ02、ガーランドSF-04。
- 渡辺孝弘が2000年頃から「-スゴウアスラーダ」の名を冠した（2007年現在は「スゴウアスラーダATSμDC5」）アスラーダカラーリングの車で現実のツーリングカーレースなどに参加しており、2005年からはホンダエキサイティングカップ・インテグラワンメイクシリーズに出場している。チーム名は「GetWin」。レーシングスーツはハヤトモデル、レースクイーンもSUGOキャンギャルのコスプレイヤーという徹底がなされている。